# Donald Trump
Donald John Trump (wym. /ˈdɑnəld dʒɑn trʌmp/ ( odsłuchaj); ur. 14 czerwca 1946 w Nowym Jorku) – amerykański przedsiębiorca, osobowość telewizyjna i polityk, 45. prezydent Stanów Zjednoczonych w latach 2017–2021 oraz 47. prezydent Stanów Zjednoczonych od 2025. Człowiek Roku tygodnika „Time” w 2016 i 2024.
W 1968 otrzymał Bachelor of Science (licencjat) z ekonomii na Wharton School of Business. W 1971 przejął rodzinną firmę Elizabeth Trump & Son, której nazwę zmienił w późniejszych czasach na The Trump Organization. Podczas swojej kariery biznesowej wybudował, wyremontował oraz zarządzał licznymi nieruchomościami komercyjnymi i mieszkaniowymi, hotelami, kasynami i polami golfowymi. W latach 1996–2015 był właścicielem konkursów Miss Universe, Miss USA i Miss Teen USA, a w latach 2004–2015 był gospodarzem programu telewizyjnego The Apprentice, emitowanego na kanale NBC. W 2015 znalazł się na 72. miejscu zestawienia najbardziej wpływowych ludzi świata, a w 2016 – z majątkiem wartym 4,5 mld dolarów – został sklasyfikowany na 324. miejscu listy najbogatszych ludzi świata dwutygodnika „Forbes”. W 2025 roku Forbes wycenił jego majątek na 5,1 mld dolarów, co dało mu 700 pozycję na świecie.
Rozważał kandydowanie w wyborach prezydenckich w 1988, 2004 i 2012, jednak ostatecznie nie podejmował decyzji o udziale. W wyborach w 2000 ubiegał się o funkcję prezydenta Stanów Zjednoczonych z ramienia Partii Reform, wycofał się jednak na etapie prawyborów partyjnych. W czerwcu 2015 ogłosił swoją kandydaturę w wyborach prezydenckich w 2016. Zdobył najwięcej głosów powszechnych i głosów delegatów w prawyborach Partii Republikańskiej i oficjalnie uzyskał nominację tej partii na kandydata na prezydenta Stanów Zjednoczonych, a Mike Pence na kandydata na wiceprezydenta Stanów Zjednoczonych. Jego ostatni oponenci partyjni zawiesili swoje kampanie w maju 2016, w wyniku czego w lipcu Trump uzyskał oficjalną nominację Partii Republikańskiej na stanowisko prezydenta USA, natomiast Mike Pence został nominowany na stanowisko wiceprezydenta USA. Kampania prezydencka Trumpa spotkała się z niespotykanym zainteresowaniem mediów oraz międzynarodową uwagą. W swoim programie wyborczym zakładał renegocjację stosunków chińsko-amerykańskich oraz umów o wolnym handlu, takich jak NAFTA, czy Partnerstwo Transpacyficzne. Opowiadał się także za zaostrzeniem prawa imigracyjnego (wraz z budową muru na granicy amerykańsko-meksykańskiej) oraz znaczącym obniżeniem podatków. Krytycznie wypowiadał się na temat NATO twierdząc, że pakt ten jest niekorzystny dla Stanów Zjednoczonych, także wskazywał na potrzebę współpracy USA z Rosją przeciwko Państwu Islamskiemu. 8 listopada 2016 wygrał wybory prezydenckie, pokonując kandydatkę Partii Demokratycznej, Hillary Clinton, w głosowaniu Kolegium Elektorów; w głosowaniu powszechnym poniósł porażkę. Urząd objął 20 stycznia 2017.
Już w pierwszym półroczu swojego urzędowania złożył wniosek o reelekcję w wyborach prezydenckich w 2020 i zapoczątkował związaną z tymi wyborami kampanię. Wiosną 2020, gdy trwała już pandemia COVID-19, Trump sceptycznie odnosił się do pomysłu organizowania w tych okolicznościach wyborów, nawet w formie korespondencyjnej, twierdząc, że będzie dochodzić do nieprawidłowości w przeliczaniu głosów, w związku z czym w lipcu tego roku zaproponował odroczenie wyborów. Propozycja okazała się bezskuteczna i 24 sierpnia 2020 oficjalnie został kandydatem Republikanów w wyborach 2020, w których jego przeciwnikiem ze strony Demokratów został Joe Biden. W przeprowadzonym 3 listopada 2020 procesie wyborczym przegrał z Joe Bidenem zarówno w głosowaniu powszechnym, jak i w głosowaniu Kolegium Elektorów. Z wynikami wyborów nie potrafił się pogodzić i zarzucając oszustwa wyborcze wraz ze swoimi politycznymi sojusznikami złożył wiele pozwów przeciwko wynikom wyborów, które jednak zostały odrzucone przez dziesiątki sędziów zarówno stanowych, jak i federalnych, ponadto zarzuty Trumpa obalali również urzędnicy państwowi. Mimo to urzędujący jeszcze prezydent nie zaprzestał używania podważającej wynik wyborów retoryki, a jej najbardziej radykalnym skutkiem był przeprowadzony 6 stycznia 2021 przez zwolenników Trumpa atak na Kapitol Stanów Zjednoczonych, w którym zginęło 5 osób, a ponad stu policjantów odniosło obrażenia. Wydarzenia te nie wpłynęły w żaden sposób na czas i formę przeprowadzenia prezydenckiej inauguracji Joego Bidena, w której jednak Trump nie uczestniczył – był to pierwszy taki przypadek od 1869, kiedy ustępujący prezydent USA nie był obecny na zaprzysiężeniu następcy.
Po opuszczeniu urzędu w styczniu 2021 Trump angażował się w różne prawicowe inicjatywy polityczne oraz mierzył się z dwoma aktami oskarżenia, w wyniku których został pierwszym prezydentem USA w historii – urzędującym lub byłym – któremu postawione zostały zarzuty karne. 15 listopada 2022 oficjalnie ogłosił zamiar wystartowania w wyborach prezydenckich w 2024. 25 marca 2023 zainaugurował swoją kampanię prezydencką, a 6 marca następnego roku podczas tzw. superwtorku zdecydowanie wygrał w niemal wszystkich stanach, w których odbywały się prawybory prezydenckie Republikanów. 15 lipca 2024 otrzymał od Partii Republikańskiej oficjalną nominację na kandydata na prezydenta w wyborach w 2024, zaś jako kandydat na wiceprezydenta wskazany został J.D. Vance. Początkowo jego konkurentem z ramienia Partii Demokratycznej był ubiegający się o reelekcję Joe Biden, jednak gdy 21 lipca 2024 wycofał się z walki wyborczej, jego miejsce zajęła urzędująca wiceprezydent USA Kamala Harris. Trump swoją kampanię wyborczą oparł głównie na zapowiedziach poprawy stanu amerykańskiej gospodarki, przede wszystkim poprzez nałożenie ceł na wszystkie towary importowane do kraju, obniżenie podatków różnym grupom społecznym i masową deportację nielegalnych imigrantów. W temacie polityki zagranicznej twierdził, że szybko zakończy dwie, mocno przyciągające ówcześnie uwagę świata wojny: Rosji z Ukrainą i Izraela z Hamasem, a ponadto krytykował państwa członkowskie NATO za przeznaczanie zbyt małej ilości swojego PKB na obronność. Istotnym wydarzeniem podczas kampanii wyborczej Trumpa był dokonany 13 lipca 2024 zamach na jego życie, w wyniku którego został niegroźnie ranny w ucho. 5 listopada 2024 zwyciężył w wyborach prezydenckich, wygrywając z Kamalą Harris w obu rodzajach głosowań. Jego zaprzysiężenie na urząd odbyło się 20 stycznia 2025.
Jest najbogatszą, a także najstarszą osobą w historii obejmującą urząd prezydenta Stanów Zjednoczonych – rekord wysokości wieku ustanawiał zarówno przy obejmowaniu stanowiska po raz pierwszy, jak i po raz drugi. Oprócz tego jest pierwszą osobą na tym stanowisku, która w przeszłości nie zajmowała żadnego stanowiska w wojsku, rządzie lub wyłanianego w wyborach, drugą osobą w historii kraju wybraną ponownie na stanowisko prezydenta po upływie czterech lat od zakończenia pierwszego urzędowania (wybory w 2024), a także piątą osobą wybraną na stanowisko amerykańskiej głowy państwa, która nie uzyskała największej liczby głosów w głosowaniu powszechnym (wybory w 2016). Jest również jedynym prezydentem Stanów Zjednoczonych postawionym w stan oskarżenia dwukrotnie, raz w grudniu 2019 i następnie w styczniu 2021.

## Pochodzenie
Wszyscy dziadkowie Donalda Trumpa pochodzą z Europy. Ma korzenie niemieckie i szkockie. W 1885 jego dziadek Friedrich Drumpf – mając 16 lat – wyemigrował z położonej w południowo-zachodnich Niemczech wsi Kallstadt do Stanów Zjednoczonych. W podaniu do władz migracyjnych USA zapisał swoje nazwisko w postaci Trumpf (w późniejszych latach zaczął używać angielskiej formy Trump oraz zmienił imię na Frederick). Początkowo pracował w Nowym Jorku jako golibroda, następnie po wybuchu gorączki złota nad Klondike otworzył na północy kraju dwa lokale gastronomiczno-hotelarskie, których klientami byli poszukiwacze złota. W 1901, podczas odwiedzin ojczyzny, poślubił w Palatynacie swoją byłą sąsiadkę Elizabeth Christ, z którą niedługo później wrócił do Stanów. Jednak kobieta tęskniła za Niemcami i z tego powodu Frederick Trump w 1905 starał się o możliwość ponownego nadania obywatelstwa i osiedlenia się w Królestwie Bawarii, jednak jego podanie zostało odrzucone przez bawarskie władze z powodu wcześniejszego wyjazdu na emigrację przed odbyciem służby wojskowej i bez dotrzymania obowiązku wymeldowania się. W tym samym roku w Queens przyszedł na świat ich syn Fred Trump, ojciec Donalda, który odziedziczył po zmarłym w 1918 na grypę hiszpankę Fredericku majątek, warty w przeliczeniu około 582 tysiące dolarów, i zainwestował go wraz z matką w nieruchomości w Nowym Jorku. Dorobił się przy tym fortuny wycenianej w chwili jego śmierci w 1999 na 250–300 milionów dolarów. Fred Trump w 1936 ożenił się z imigrantką ze Szkocji Mary Anne MacLeod, z którą miał pięcioro dzieci: Donalda, Roberta, Freda Jr., Maryanne oraz Elizabeth.
Mary Anne MacLeod Trump, matka Donalda Trumpa, pochodzi z rodziny wywodzącej się od pierwszego markiza Huntly Alexandra Gordona (zm. 1470). W XVII wieku pochodząca z tej rodziny Jane Gordon poślubiła naczelnika klanu MacKayów – Hugh MacKaya. W XVIII wieku ich potomkini Mary MacKay wyszła za mąż za Angusa MacLeoda i od tej pary pochodziła matka Trumpa – Mary Anne, dziesiąte dziecko z rodziny rybaków mieszkających na Hebrydach Zewnętrznych. Przez rodzinę Gordonów Donald Trump jest spokrewniony z Katarzyną Gordon (1635–1691), żoną Jana Andrzeja Morsztyna.
Stryjem Donalda Trumpa był John G. Trump – profesor na Massachusetts Institute of Technology w latach 1936–1973. Uczestniczył w badaniach nad radarem dla Aliantów w czasie II wojny światowej, pomógł zaprojektować nowoczesne aparaty rentgenowskie, a w 1943 Federalne Biuro Śledcze poprosiło go o przestudiowanie notatek i sprzętu Nikoli Tesli po tym, jak ten zmarł w nowojorskim hotelu.

## Dzieciństwo i młodość

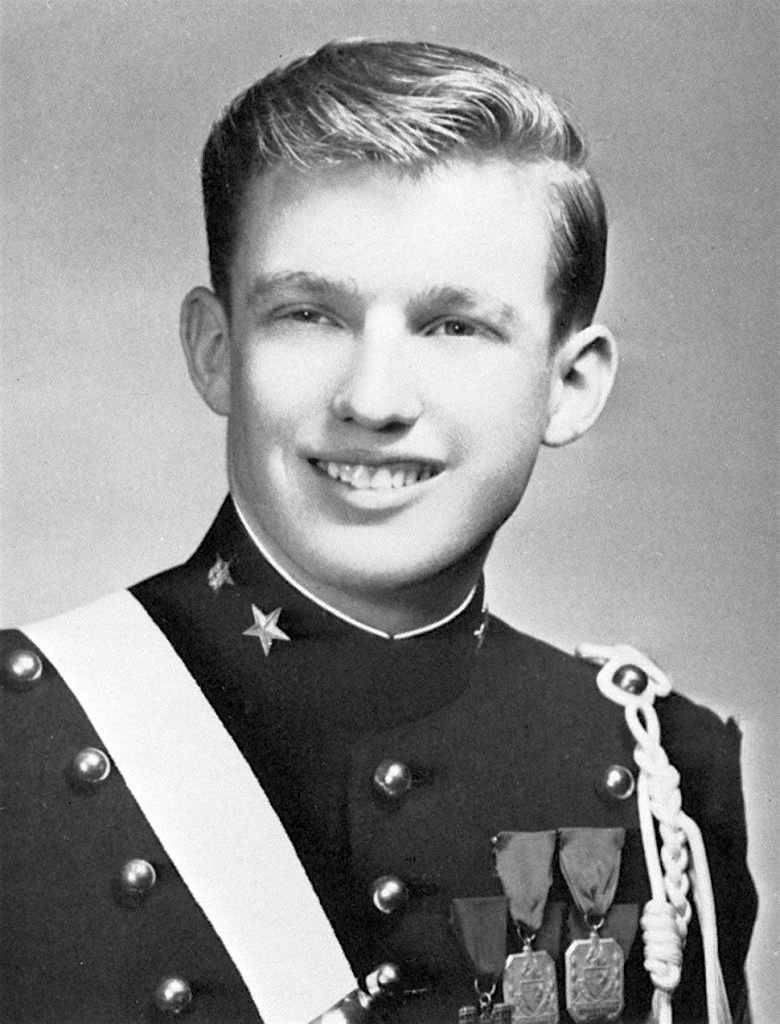
Donald Trump w mundurze New York Military Academy w 1964

Urodził się 14 czerwca 1946 w dzielnicy Jamaica Estates, w nowojorskim Queens. Dorastał z dwiema starszymi siostrami, Maryanne (ur. 5 kwietnia 1937 zm. 13 listopada 2023) i Elizabeth (ur. 1942), starszym bratem Fredem Jr. (ur. 1938, zm. 26 września 1981 z powodu przyczyn związanych z alkoholizmem) oraz młodszym bratem Robertem (ur. 26 sierpnia 1948, zm. 15 sierpnia 2020). Donald Trump przyznał, że po śmierci starszego brata postanowił nigdy nie zażywać alkoholu i papierosów.
Dorastał w dwupiętrowym domu zbudowanym w stylu angielskiego renesansu w bogatszej części Queens. Chodził do prywatnej szkoły The Kew-Forest School. Z powodu problemów wychowawczych został z niej usunięty w wieku 13 lat i przeniesiony do szkoły wojskowej New York Military Academy, gdzie dokończył edukację podstawową oraz średnią. W czasie ostatnich lat nauki brał udział w defiladach wojskowych i otrzymał rangę kapitana.
Od sierpnia 1964 przez dwa lata studiował na Fordham University na Bronksie. Potem przeniósł się na Uniwersytet Pensylwanii, do szkoły zarządzania Wharton School of Finance and Commerce w Filadelfii. Była to jedna z nielicznych amerykańskich szkół oferujących wykształcenie licencjackie w zakresie zarządzania nieruchomościami. W czasie studiów pracował w rodzinnej firmie Elizabeth Trump & Son, założonej przez jego babkę, Elizabeth Christ Trump, i nazwanej jej imieniem. Studia ukończył w maju 1968 z tytułem Bachelor of Science z ekonomii.
Uniknął poboru na wojnę w Wietnamie. Będąc w college’u w latach 1964–1968, czterokrotnie otrzymał odroczenie. W 1966 został uznany za niezdolnego do służby na podstawie badania lekarskiego, a w 1968 na krótko został uznany za zdolnego do służby przez komisję poborową, ale w październiku otrzymał odroczenie 1-Y. W wywiadzie w 2015 Donald Trump powiedział, że w czasie wojny cierpiał na ostrogę piętową i to miało być powodem zwolnienia go ze służby. W grudniu 1969, gdy odbywał się pobór na zasadzie loterii, Donald Trump wylosował wysoki numer, dzięki czemu również uniknął poboru.

## Biznes

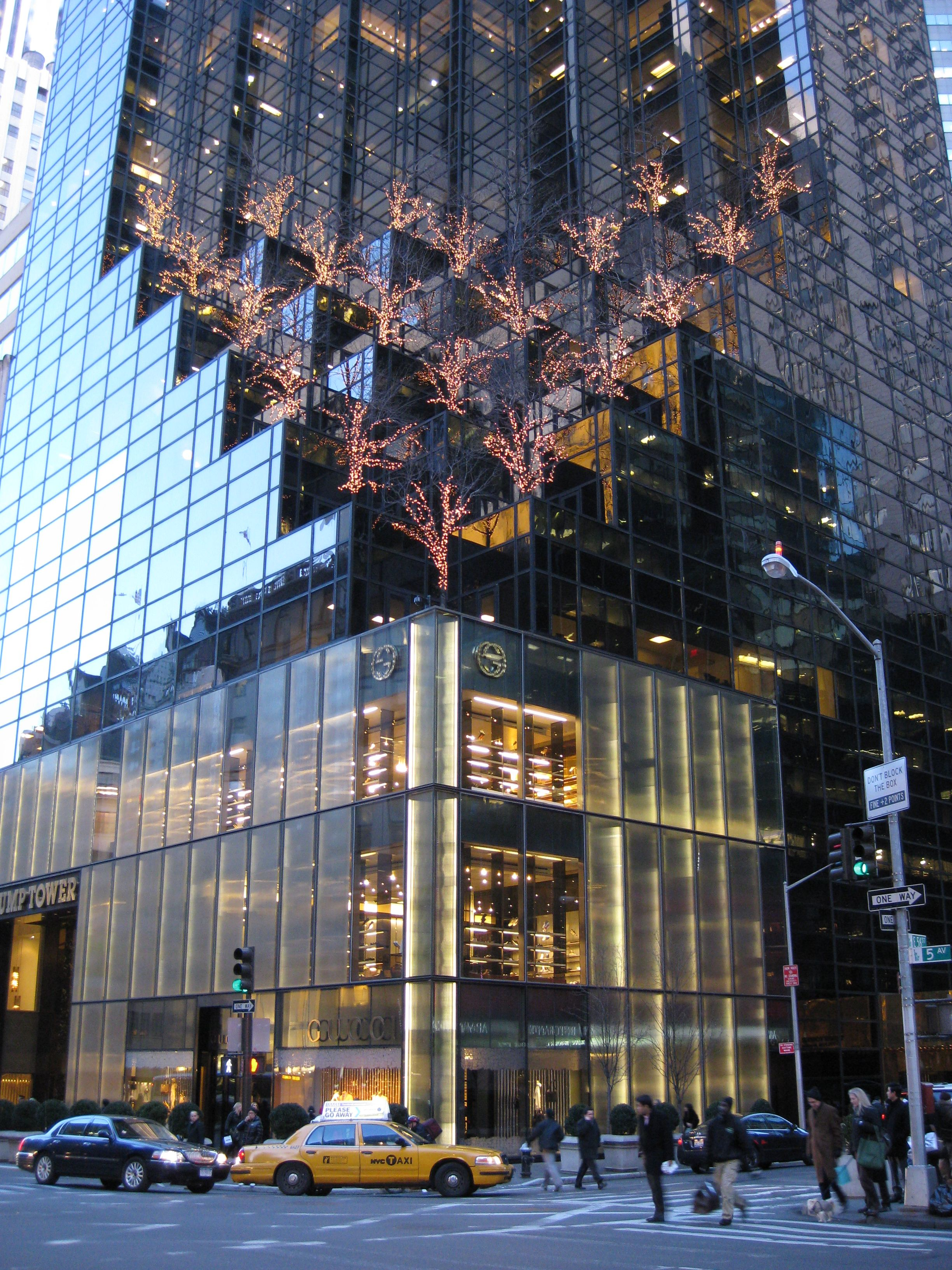
Charakterystycznie postrzępiona fasada budynku Trump Tower w Midtown Manhattan, mieszczącego siedzibę The Trump Organization

Wszystkie przedsięwzięcia biznesowe Donalda Trumpa realizowane są w ramach The Trump Organization. Przedsiębiorstwo to pozostaje własnością rodziny, a w jego zarządzie zasiadają dzieci Donalda Trumpa z pierwszego małżeństwa: Ivanka, Donald Jr. i Eric. Za jej pośrednictwem Donald Trump prowadzi interesy związane z nieruchomościami w blisko 20 krajach świata, wśród nich obecne są zarówno hotele, wchodzące w skład międzynarodowej sieci Trump International Hotel and Tower, m.in.: w Nowym Jorku, Chicago, Honolulu, Las Vegas, Toronto, Vancouver i Panamie, jak i budynki przeznaczone do celów mieszkaniowych i komercyjnych, budowane we współpracy licencyjnej z lokalnymi deweloperami, jak np. w Stambule, Manili czy Mumbaju. W posiadaniu przedsiębiorstwa znajduje się także sieć pól golfowych w Stanach Zjednoczonych i innych krajach, które w 2015 przyniosły 382 mln dolarów dochodu. Wartość wszystkich nieruchomości należących do Donalda Trumpa w 2015 szacowana była na 3,5 mld dolarów, wliczając w to nieruchomości komercyjne warte 1,3 mld dolarów, mieszkaniowe o wartości 410 mln dolarów, a także wyposażenie klubów (866 mln dolarów) i obiekty, w których Donald Trump ma mniej niż 100% udziałów (940 mln dolarów). W sumie z ramienia The Trump Organization Donald Trump zarządza ponad 500 podmiotami gospodarczymi, reprezentującymi szeroki zakres branż.
W 2015 znalazł się na 72. miejscu listy najbardziej wpływowych ludzi świata magazynu „Forbes”, z kolei w 2016 z majątkiem oszacowanym na 4,5 mlda dolarów został sklasyfikowany na 324. miejscu listy najbogatszych ludzi świata.

### Nieruchomości
Jeszcze przed ukończeniem college’u otrzymał stanowisko kierownicze w firmie należącej wówczas do jego ojca, Elizabeth Trump & Son, która zajmowała się głównie budowaniem budynków z mieszkaniami na wynajem dla przedstawicieli klasy średniej w nowojorskich dzielnicach, takich jak Brooklyn, Queens i Staten Island. W 1971 Donald Trump przejął kontrolę nad firmą i jedną z jego pierwszych decyzji była zmiana nazwy na The Trump Organization i przeniesienie jej na Manhattan. Prezesem firmy oficjalnie został w 1973. W tym samym roku firmą zainteresował się Departament Sprawiedliwości Stanów Zjednoczonych. Pojawiły się doniesienia o dyskryminacji czarnoskórych, którzy chcieli wynajmować mieszkania. Sam Donald Trump twierdził, że odmawiał wynajmu tylko ze względu na niski przychód interesantów, a nie koloru skóry. Sprawa zakończyła się ugodą. Odtąd The Trump Organization musiała przedstawiać Lidze Miast dowody na to, że przyjmuje zgłoszenia przedstawicieli mniejszości, którzy spełniają ustalone przez firmę wymagania dotyczące przychodu.

#### Manhattan

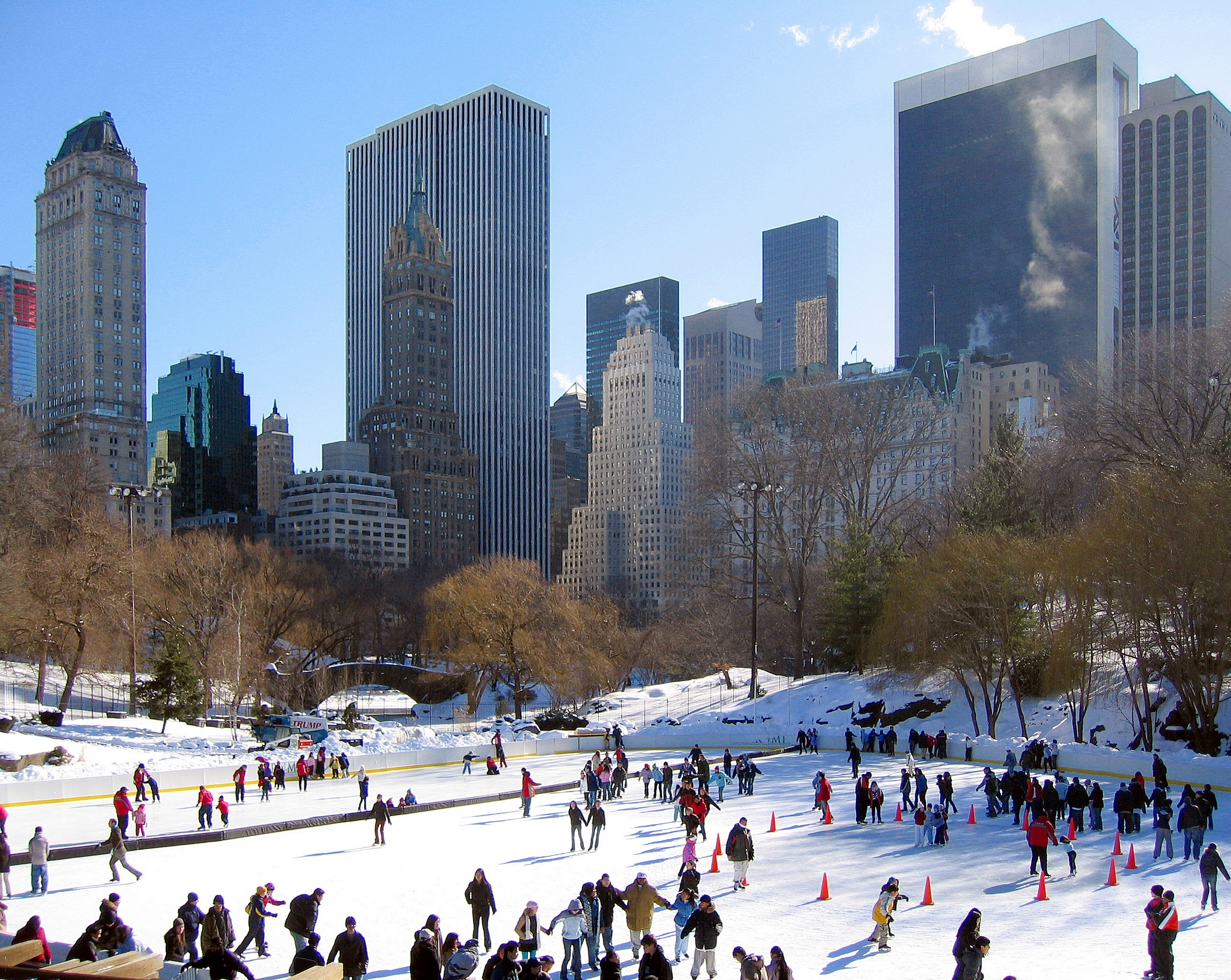
Lodowisko Wollman Rink w Central Parku

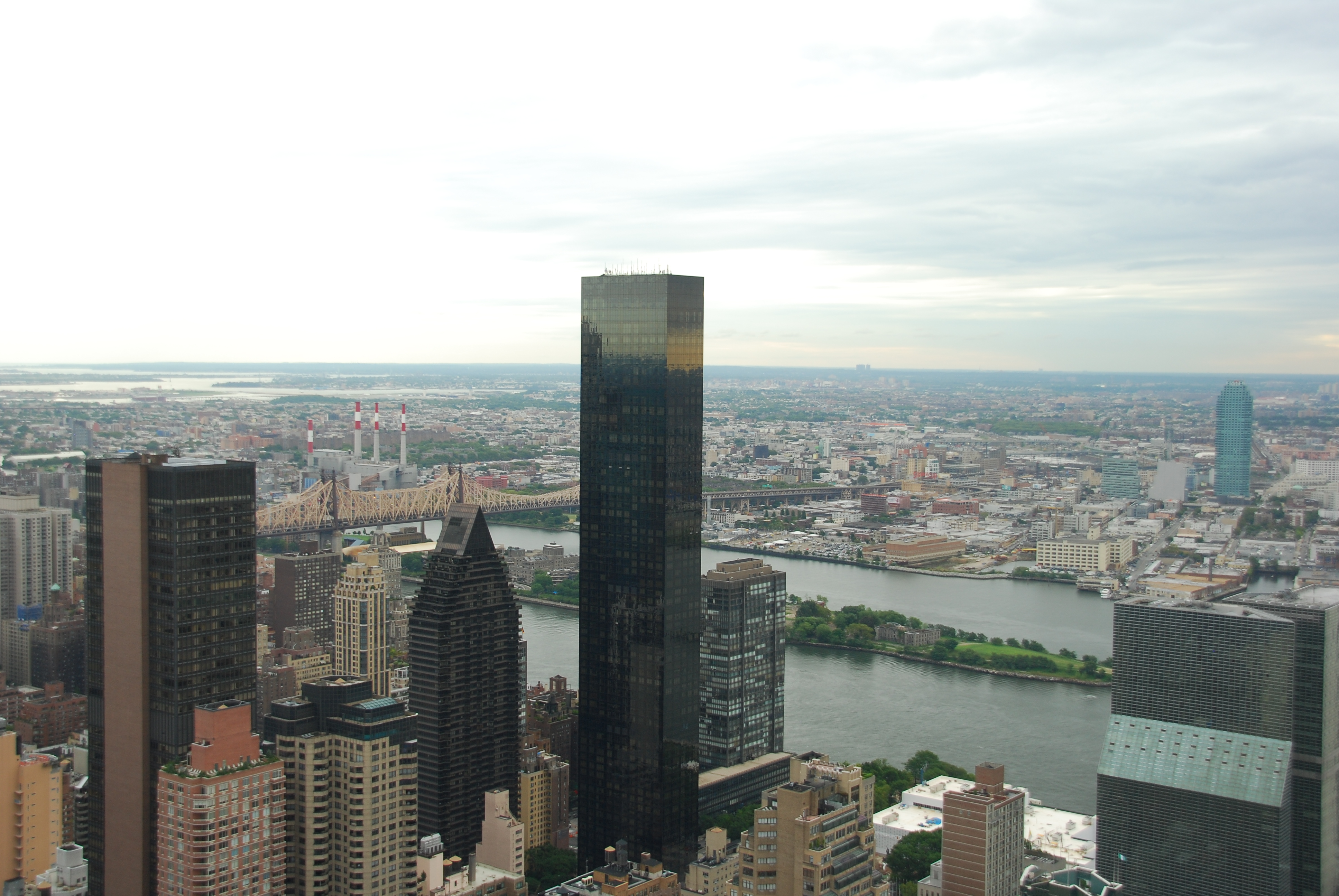
Trump World Tower na tle East River

Inwestycją, która okazała się pierwszym sukcesem Donalda Trumpa, była renowacja podupadającego Hotelu Commodore na Manhattanie w 1978, sfinansowana dzięki wynoszącej 70 milionów dolarów pożyczce od ojca i sieci Hyatt oraz kredytom bankowym. Po renowacji hotel został nazwany Grand Hyatt.
W tym samym roku zakończył negocjacje w sprawie budowy Trump Tower, mającego 58 pięter i 202 metry drapacza chmur w Midtown Manhattan przy 5 Alei. „The New York Times” napisał wówczas, że Donald Trump wykazał się wytrwałością i zdolnościami negocjacyjnymi. Do budowy wieżowca oprócz zwykłych pracowników Donald Trump zatrudniał nielegalnych polskich gastarbeiterów. W 1983 firma Donalda Trumpa ukończyła budynek. Mieszczą się w nim biura, luksusowe apartamenty, główna siedziba The Trump Organization, a na ostatnim piętrze osobisty apartament Donalda Trumpa i jego rodziny. Ponadto w Trump Tower znajduje się profesjonalne studio telewizyjne, w którym nagrywany był program NBC The Apprentice.
Renowacja lodowiska Wollman Rink w Central Parku została rozpoczęta w 1980 przez generalnego kontraktora niezwiązanego z Donaldem Trumpem. Mimo zapowiedzi, że prace potrwają 2,5 roku, naprawy nie zakończyły się przed 1986. Donald Trump oskarżał wówczas burmistrza Nowego Jorku Eda Kocha o niegospodarność i przejął projekt. Dokończył naprawę w trzy miesiące za kwotę o 750 tysięcy dolarów mniejszą, niż przewidywał to wynoszący 1,95 miliona dolarów budżet. Donald Trump zyskał prawa do eksploatowania lodowiska przez jeden rok, a wszystkie zyski z tego okresu przeznaczył na cele charytatywne w zamian za akt koncesji.
W 1988 nabył Hotel Plaza za 407 mln dolarów i wyznaczył swoją ówczesną żonę Ivanę na zarządcę odpowiedzialnego za funkcjonowanie i renowację.
W 1996 nabył biurowiec położony przy Wall Street na Manhattanie, który po przeprowadzeniu gruntownej renowacji nazwał Trump Building. W 1997 zaangażował się w realizowany we współpracy z sześcioma lokalnymi stowarzyszeniami obywatelskimi projekt budowy kompleksu apartamentowców Trump Place nad rzeką Hudson. W latach 1995–1997 przeprowadził przebudowę budynku znajdującego się przy placu Columbus Circle, obecnie znanego jako Trump International Hotel and Tower. W 2001 firma The Trump Organization ukończyła Trump World Tower, 72-piętrowy apartamentowiec znajdujący się niedaleko Kwatery głównej ONZ. W 2002 Donald Trump został właścicielem położonego na Manhattanie Hotelu Delmonico, który po remoncie został otwarty w 2004 jako Trump Park Avenue.

#### Palm Beach
W 1985 nabył za 5 mln dolarów (3 mln dolarów kosztowało wykończenie i umeblowanie) luksusową rezydencję Mar-a-Lago o powierzchni 10 tysięcy m², położoną w Palm Beach na Florydzie. Rodzina Trumpów spędzała tam zimy, zaś Donald Trump utworzył prywatny klub, w którym opłata członkowska wynosiła 150 tys. dolarów. W 1997 złożył pozew do sądu okręgowego w Palm Beach, zarzucając lokalnym władzom dyskryminowanie Mar-a-Lago poprzez celowe opóźnianie zezwolenia na działalność pola golfowego. Jednocześnie wyraził przekonanie, że stosowanie przez miasto tej formy represji było wynikiem przyjmowania do klubu ciemnoskórych i Żydów. Następnie twierdził, że jego powództwo przyczyniło się do wzrostu sprawiedliwości społecznej w tym rejonie. Z kolei w 2006 na 24 metrowym maszcie przed rezydencją wywiesił wielką flagę Stanów Zjednoczonych (4,5 na 7,5 m), co było niezgodne z lokalnymi przepisami.
W 1985 wraz z Lee Iacoccą nabył kompleks kondominium w Palm Beach i nazwał go Trump Plaza.

#### Atlantic City

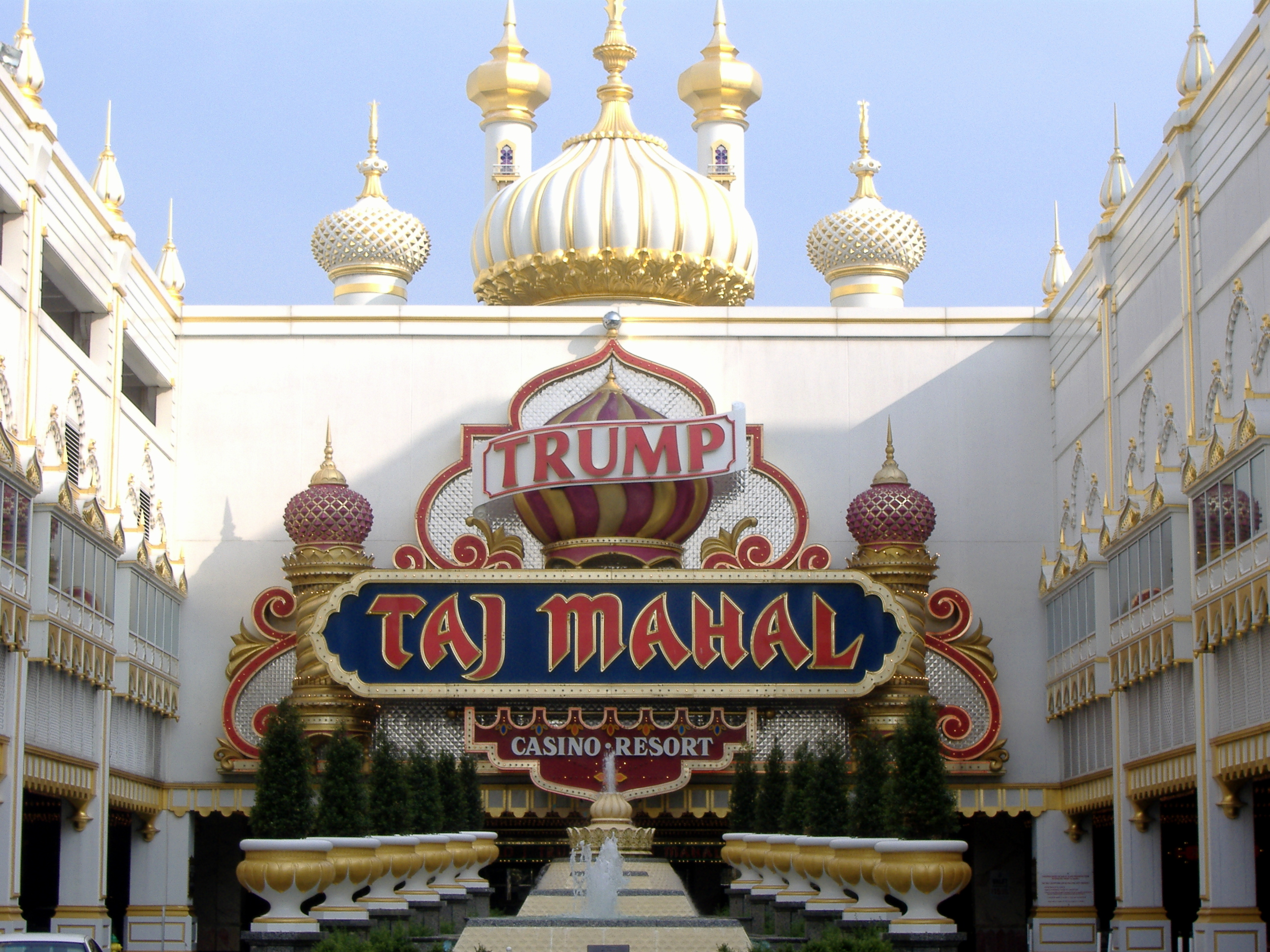
Wejście do Trump Taj Mahal w Atlantic City

W 1984 firma Donalda Trumpa wybudowała kasyno-hotel w Atlantic City, w stanie New Jersey. Budynek został sfinansowany przez Holiday Inn i był zarządzany przez, będące wówczas pod kontrolą Holiday Inn, Harrah’s, Inc. Przedsiębiorca forsował, żeby nazwać projekt swoim nazwiskiem i ostatecznie kasyno otrzymało nazwę Harrah’s at Trump Plaza. Donald Trump odkupił też od Hilton Corporation częściowo ukończony budynek za 320 milionów dolarów. Gdy został ukończony w 1985, Donald Trump nazwał go Trump Castle, utworzył w nim kasyno i oddał pod zarząd swojej żonie Ivanie.
Na początku 1988 posiadająca nieukończone Taj Mahal Casino firma Resorts International ogłosiła, że jest na skraju bankructwa. Donald Trump zaproponował wtedy, że wykupi wszystkie będące w obiegu akcje spółki po 22 dolary za akcję i wyraził chęć ukończenia budynku, ale tylko jeśli będzie posiadał całą spółkę. Niespodziewanie producent telewizyjny Merv Griffin zaproponował, że wykupi spółkę, płacąc po 35 dolarów za akcję. Rywalizacja o przejęcie spółki była szeroko nagłaśniana w mediach, a Donald Trump i Merv Griffin wytoczyli sobie nawzajem procesy sądowe. Ostatecznie w listopadzie 1988 doszło do ugody. Merv Griffin kupił spółkę, a Donald Trump wykupił od spółki Taj Mahal casino za 273 miliony dolarów. Kasyno zostało otwarte w kwietniu 1990 i zostało nazwane Trump Taj Mahal. Całkowity koszt budowy wyniósł 1,1 miliarda dolarów. Było to wówczas najdroższe kasyno, jakie kiedykolwiek zbudowano. Część tej kwoty, 675 milionów dolarów, pochodziło z emitowanych przez spółkę Donalda Trumpa obligacji śmieciowych ze stopą procentową 14%.
Trump Taj Mahal okazało się niedochodowe, a niskie przychody z wszystkich trzech kasyn Donalda Trumpa w Atlantic City uniemożliwiały mu spłatę zadłużenia wobec inwestorów, przez co w 1990 znalazł się na krawędzi bankructwa. W 1991 dług kasyna wynosił 3,4 miliarda dolarów. Donald Trump ogłosił wówczas upadłość i oddał swoim obligatariuszom 50% udziałów w zamian za zgodę na obniżenie stóp procentowych do 11,35%. W celu zmniejszenia strat finansowych, Donald Trump wystawił na sprzedaż swój 86-metrowy jacht Trump Princess. Po kilku restrukturyzacjach zadłużonego mienia przez banki (w wyniku restrukturyzacji kasyna stały się częścią spółki Trump Entertainment Resorts, a Donald Trump w każdym z nich zachował po 10% udziałów) i wyprzedaży udziałów, ta część majątku Donalda Trumpa ostatecznie upadła w 2014. Kasyno Trump Taj Mahal wyszło z bankructwa dopiero w lutym 2016, kiedy Donald Trump sprzedał je innemu biznesmenowi, Carlowi Icahnowi. Tym samym przestał być właścicielem i zachował jedynie 10% udziałów. Mimo to budynek nadal nosił jego imię.

#### Bankructwa

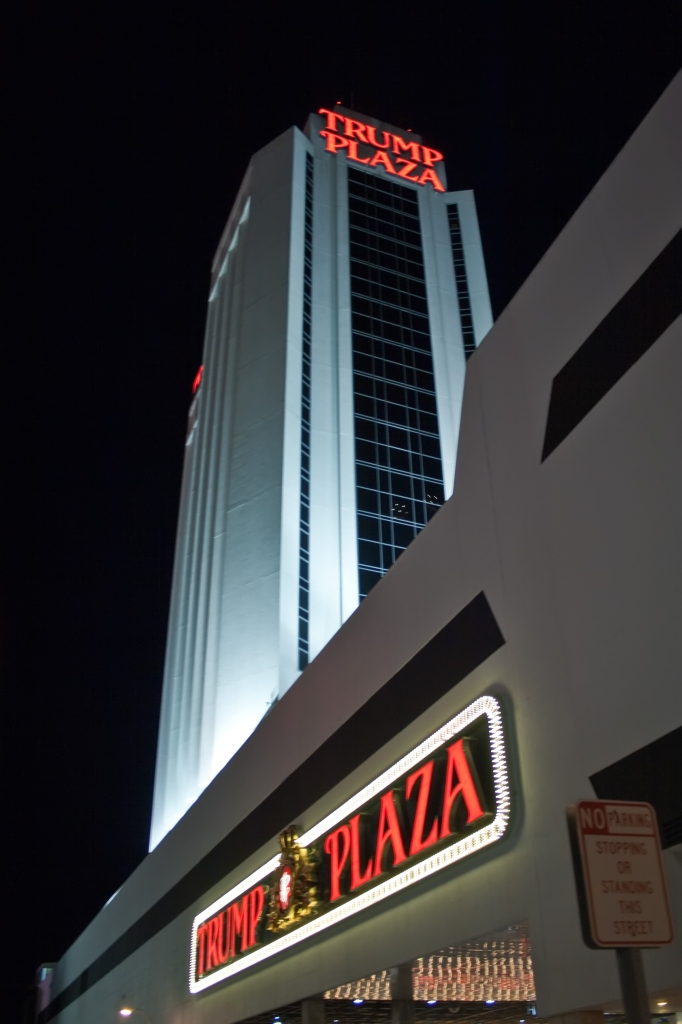
Trump Plaza Hotel and Casino zostało zamknięte w 2014

Nigdy nie wnosił o upadłość konsumencką, ale między rokiem 1991 a 2009 cztery razy ogłaszał bankructwa swoich hoteli i kasyn w celu renegocjacji długów zaciągniętych w bankach i u właścicieli akcji lub obligacji. Dzięki wykorzystaniu bankructwa typu Chapter 11 jego przedsiębiorstwa mogły kontynuować działalność pod kuratelą sądową i z zachowaniem ochrony przed wierzycielami zewnętrznymi, którzy musieli wyrazić zgodę na tę formę reorganizacji i zyskali nadzór właścicielski nad działalnością tych spółek. Według raportów magazynu „Forbes” cztery bankructwa były efektem nadmiernej dźwigni finansowej w hotelach i kasynach w Atlantic City: Trump Taj Mahal (1991) i Trump Plaza (1992), a także w spółkach Trump Hotels & Casino Resorts (2004) i Trump Entertainment Resorts (2009). Sam Trump twierdził, że jego bankructwa były kontrolowanymi manewrami strategicznymi.
W 1991 Trump Taj Mahal nie było w stanie obsłużyć długu wynoszącego 3,4 mld dolarów i wniosło o bankructwo typu Chapter 11. Donald Trump ogłosił wówczas upadłość i oddał swoim obligatariuszom 50% udziałów w zamian za zgodę na obniżenie stóp procentowych do 11,35%.
2 listopada 1992 Hotel Plaza był zadłużony na ponad 550 mln dolarów i wniósł o bankructwo typu Chapter 11. Donald Trump stracił 49% udziałów w hotelu na rzecz banku Citibank, Industrial Bank of Japan i czterech innych kredytodawców. Zachował stanowisko dyrektora generalnego i możliwość pracy nad planami marketingowymi, ale przestał otrzymywać wypłatę i nie mógł uczestniczyć w codziennych operacjach. W zamian otrzymał korzystniejsze warunki na spłatę długu.
W 1994 zmniejszył swój wynoszący około 900 mln dolarów dług osobisty dzięki sprzedaży majątku Trump Taj Mahal i Trump Plaza Hotel and Casino oraz zredukował wynoszący około 3,5 miliarda dolarów dług biznesowy, tracąc przy tym swój luksusowy jacht Trump Princess oraz linię lotniczą Trump Shuttle nabytą w 1988. Zachował za to Trump Tower w Nowym Jorku i kontrolę nad trzema kasynami w Atlantic City, w tym Trump Castle. Swoje prawa własnościowe do kompleksu torów kolejowych West Side Yards odsprzedał chińskim firmom deweloperskim, między innymi hongkońskiej firmie New World Development, która zaoferowała nawet premię cenową w zamian za prawo do wykorzystania słowa Trump w nazwach własnych budynków.
Trzecie bankructwo spółki Donalda Trumpa miało miejsce 21 października 2004. Dotyczyło ono Trump Hotels & Casino Resorts – publicznie notowanej spółki holdingowej, w skład której wchodziły trzy kasyna w Atlantic City, jedno w Indianie i kilka innych. Trump stracił ponad połowę spośród 56% swoich udziałów i oddał obligatariuszom akcje w zamian za umorzenie części długu. Stracił też posadę dyrektora generalnego, ale zachował stanowisko prezesa zarządu. W maju 2005 spółka wyszła z bankructwa i zmieniła nazwę na Trump Entertainment Resorts Holdings. W swojej książce z 2007 Think BIG and Kick Ass in Business and Life Donald Trump tak odniósł się do kwestii tego, kto jest winny bankructwa: „Pomyślałem, że to problem banku, nie mój. Co, do cholery, mnie to obchodzi? Nawet powiedziałem jednemu bankowi, że nie powinien był pożyczać mi pieniędzy. Mówiłem, że ta przeklęta umowa nie była dobra”.
Czwarte bankructwo spółki Donalda Trumpa miało miejsce w 2009. Trump Entertainment Resorts, posiadająca 2,06 miliarda dolarów majątku, była winna inwestorom 1,74 miliarda dolarów. Spółka wniosła o bankructwo typu Chapter 11, a Donald Trump i jego córka Ivanka Trump zrezygnowali z członkostwa w zarządzie. W tym czasie Trump Entertainment Resorts posiadała trzy posiadłości w Atlantic City: Trump Taj Mahal, Trump Plaza Hotel and Casino (zamknięte w 2014 roku) i Trump Marina (wcześniej Trump Castle, zamknięte w 2011). W tym samym roku Donald Trump z pomocą innych inwestorów odkupił spółkę za 225 milionów dolarów. W ramach ugody Trump wycofał pozew na 100 milionów dolarów, który wytoczył właścicielom kasyn, oskarżając ich o świadome działanie na niekorzyść nazwy Trump, będącej znakiem towarowym. Udało mu się wynegocjować redukcję długu o ponad miliard dolarów.
W 2014 Trump pozwał swoją byłą firmę za usunięcie jego imienia z nazw budynków odkąd przestał zarządzać firmą i miał mniej niż 10% udziałów. Przegrał proces. Trump Entertainment Resorts zbankrutowało ponownie w 2014 i zostało kupione przez miliardera filantropa Carla Icahna w 2016.

#### Udzielanie licencji na nazwisko
Oprócz posiadania nieruchomości Donald Trump sprzedaje także prawa licencyjne do swojego nazwiska, tak żeby mogło zostać użyte w nazwach budynków nienależących do jego firmy. Przykładem jest kompleks wieżowców Trump Towers Istanbul znajdujący się w Stambule. W grudniu 2015 właściciel kompleksu podjął jednak środki prawne w celu oddzielenia własności po tym jak Donald Trump, kandydując w wyborach prezydenckich, zapowiedział tymczasowy zakaz wstępu muzułmanów do Stanów Zjednoczonych. Do innych budynków lub terenów noszących imię Trumpa, ale nigdy nie posiadanych przez niego należą między innymi: Trump International Hotel nad Tower w Honolulu, Trump Park Avenue w Portoryko i Trump Towers Pune w Indiach. Nazwisko Donalda Trumpa nosiły i noszą także budynki, które należały do kondominium Trumpa, ale zostały odsprzedane lub utracone. Czasem pozostawienie nazwy było częścią ugody z przejmującymi nieruchomość wierzycielami. Przykłady to Trump Taj Mahal w Atlantic City oraz Trump Ocean Club International Hotel and Tower w Panamie.

### Sport

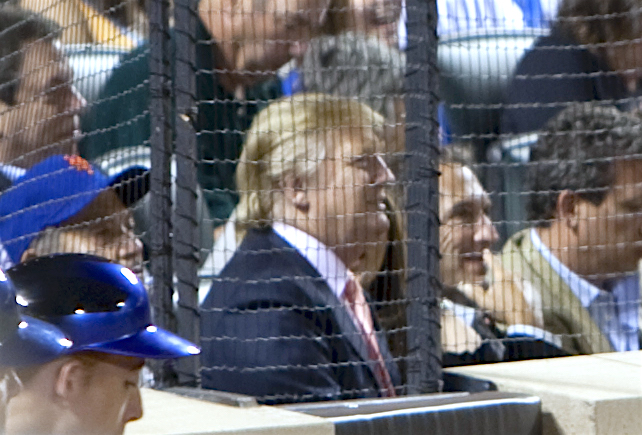
Donald Trump na meczu baseballowym w 2009

Donald Trump gościł wiele walk bokserskich w Trump Plaza w Atlantic City, między innymi słynną walkę Mike’a Tysona z Michaelem Spinksem w 1988. Przez pewien czas był także doradcą finansowym Tysona.
Próbował kupić drużynę Buffalo Bills, która po śmierci jej właściciela Ralpha Wilsona w 2014 została wystawiona na aukcji. Ostatecznie Donald Trump przegrał aukcję. Jego ofertę przebiło małżeństwo Kim i Terrence Pegula.
Kandydując w wyborach prezydenckich w 2016, krytykował nowe zasady przyjęte przez NFL. Twierdził w czasie swoich wieców, że mecze stały się „miękkie i słabe”, a wstrząśnienia mózgu to tylko „drobne puknięcia w głowę”. Oskarżył też sędziów o niepotrzebne rzucanie karnych flag tylko po to by pokazać się w telewizji i „żeby ich żony zobaczyły ich w domu”.

#### Futbol amerykański
W 1983 kupił, zgodnie z zapewnieniami, za 5 mln dolarów (szacowana przez zewnętrzne źródła kwota transakcji opiewała na sumę 9 mln dolarów) drużynę futbolu amerykańskiego New Jersey Generals i zgłosił ją do rozgrywek nowo założonej ligi USFL. Liga ta rozgrywała swoje mecze wiosną i latem, co było podyktowane modelem biznesowym, polegającym na braku konkurencji ze strony silniejszej i zamożniejszej ligi NFL (mecze tej ligi odbywały się jesienią) co przekładało się na możliwość gry zespołów z USFL na stadionach NFL, a także pozyskanie na wyłączność widowni telewizyjnej. Jednakże Donald Trump był w stosunku do takiego rozwiązania sceptyczny, co podkreślił w udzielonym w 1984 wywiadzie dla ABC News, stwierdzając: „Gdyby Bóg chciał futbolu na wiosnę, to nie stworzyłby baseballu”. Dlatego Trump, pomimo sukcesów odnoszonych przez jego drużynę w rozgrywkach wiosennych, przekonał właścicieli ligi USFL do zmiany harmonogramu rozgrywek tak, żeby odbywały się one w tym samym czasie, co rozgrywki NFL, czyli jesienią. W jego ocenie miało to sprawić, że USFL stałaby się tak samo wartościowa jak NFL, ewentualnie, że doszłoby do fuzji obydwu lig. USFL po zrównaniu się w 1986 harmonogramem z NFL miała problemy finansowe z powodu nie transmitowania jej meczów przez trzy największe stacje telewizyjne, które miały podpisane kontrakty z NFL. Właściciele USFL wytoczyli przez to proces sądowy menedżerom NFL z tytułu rzekomego złamania przez nich prawa antymonopolowego, domagając się odszkodowania w wysokości 1,69 mld dolarów. Sąd stwierdził, że NFL faktycznie naruszyła prawo antymonopolowe i przyznał zarządcom USFL odszkodowanie wynoszące zaledwie 1 dolara. Kwota ta w ramach roszczeń antymonopolowych została potrojona i wraz z odsetkami wyniosła 3,76 dolara. Liga USFL, w momencie ogłoszenia wyroku sądu mająca straty z trzech ostatnich lat wynoszące blisko 200 milionów dolarów, została niedługo później decyzją właścicieli rozwiązana. Przesunięcie terminów rozgrywek oraz pozew sądowy są uważane za główne przyczyny upadku ligi.

#### Kolarstwo
W latach 1989–1990 sponsorował wyścig kolarski nazwany od jego nazwiska Tour de Trump, który miał być amerykańskim odpowiednikiem wyścigu Tour de France. Inauguracyjny wyścig został powszechnie uznany za sukces, mimo iż zakończył się kontrowersją. Polegała ona na tym, że belgijski zawodnik, który zameldował się na mecie jako trzeci, twierdził, że przez złe oznakowanie trasy i błędne wskazania motocyklisty kierującego przebiegiem wyścigu zjechał z trasy i przejechał dodatkowy, wynoszący pół mili dystans, przez co zajął trzecie miejsce zamiast pierwszego. Następny wyścig, z dwukrotnie dłuższą trasą i większą liczbą zawodników, również cieszył się powodzeniem, jednak Donald Trump wycofał się ze sponsorowania tego przedsięwzięcia z powodu problemów finansowych. W latach 1991–1996 wyścig był organizowany pod nazwą Tour DuPont.

#### Golf

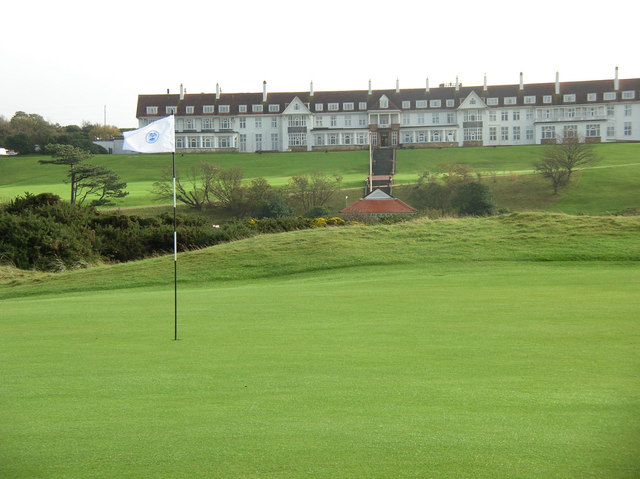
Turnberry Hotel w Ayrshire, w Szkocji

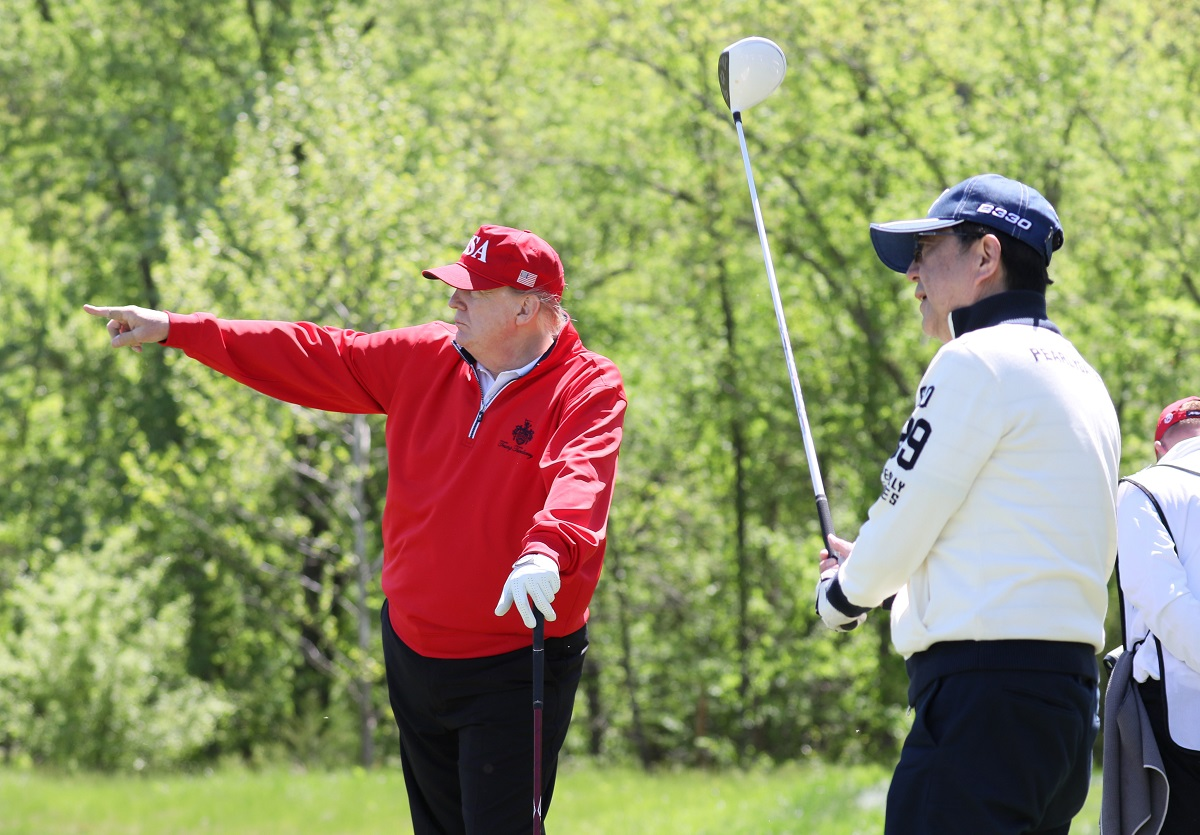
Donald Trump gra w golfa z Shinzō Abe

Według tygodnika dla golfistów „Golfweek” The Trump Organization posiada lub zarządza osiemnastoma polami golfowymi na całym świecie, a według zeznania finansowego Trumpa z wyborów prezydenckich w 2016 wynika, że w 2015 jego dochody z golfowisk wynosiły 382 mln dolarów.
W 2006 kupił Menie Estate w Balmedie, w Aberdeenshire, w Szkocji i ustanowił tam ośrodek golfowy wbrew woli części mieszkańców okolicy, gdyż obszar ten początkowo miał stać się obszarem chronionym. W 2011 powstał niezależny film dokumentalny You’ve Been Trumped brytyjskiego filmowca Anthony’ego S. Baxtera, który opowiada w nim o konflikcie między mieszkańcami okolic, a Donaldem Trumpem. Mimo obietnicy utworzenia 6 tysięcy miejsc pracy, do 2013 pole golfowe utworzyło mniej, niż 200 miejsc pracy. W czerwcu 2015 Donald Trump wniósł sprzeciw wobec budowy elektrowni wiatrowej w pobliżu jego golfowiska, tłumacząc go tym, że wiatraki zepsułyby widok na okolicę. Jego sprzeciw został odrzucony przez pięciu sędziów brytyjskiego sądu najwyższego w grudniu 2015.
W kwietniu 2014 nabył Turnberry, ośrodek wczasowy z hotelem i polem golfowym w szkockim hrabstwie Ayrshire, które było wielokrotnie wykorzystywane na potrzeby turnieju The Open Championship. Po gruntownym remoncie i przebudowie, przez golfowego architekta Martina Eberta, golfowisko zostało ponownie otwarte 24 czerwca 2016.

### Lotnictwo
W 1988 nabył za 365 mln dolarów małe linie lotnicze Eastern Air Shuttle, które obsługiwały połączenia pomiędzy trzema miastami: Bostonem, Nowym Jorkiem oraz Waszyngtonem. W cenę była wliczona zarówno flota siedemnastu Boeingów 727, jak i prawo do użytkowania lotnisk w każdym z powyższych miast, a także do namalowania własnego nazwiska na samolotach. W celu odróżnienia się od konkurencji i podkreślenia zamiłowania do luksusu, Donald Trump zaopatrzył samoloty w eleganckie wykończenie wnętrz. Jednak linie Trump Shuttle okazały się niewypałem. Brak większego zainteresowania ze strony klientów w połączeniu z ówcześnie panującymi wysokimi cenami paliwa sprawił, że linie nigdy nie przyniosły zysku. Ich wysokie zadłużenie doprowadziło do tego, że Donald Trump nie mógł spłacać swych kredytów i własność spółki zarządzającej liniami została przekazana wierzycielom. W 1992 linie Trump Shuttle zostały włączone w skład nowej spółki, Shuttle Inc. co oznaczało koniec ich istnienia.

### Konkursy piękności
W 1996 został właścicielem firmy organizującej konkursy piękności: Miss Universe, Miss USA i Miss Teen USA. W tym samym roku zdobywczynią tytułu Miss Universe została Alicia Machado, dotychczasowa Miss Wenezueli, którą podczas kampanii prezydenckiej Donald Trump oskarżał o to, że nagrała kiedyś kompromitujący ją film. Ta z kolei opowiadała w mediach, że Trump wielokrotnie ją obraził. Słowa Machado na temat Trumpa wykorzystywała w kampanii Hillary Clinton. W 2002 Trump rozwiązał umowę na transmisję wszystkich trzech konkursów z telewizją CBS, po czym podpisał nową umowę z telewizją NBC, w ramach której telewizja stała się właścicielem 50% udziałów w konkursach. Strony transakcji nie były zgodne co do oceny przyczyn zerwania umowy. Donald Trump twierdził, że był niezadowolony ze sposobu, w jaki CBS rozplanowywała przebieg konkursów w przeszłości, z kolei CBS podawała, że od dawna zamierzała zrezygnować z konkursów ze względu na nie najlepsze wyniki oglądalności.
W 2006 Miss USA została Tara Conner. Niedługo później w prasie zaczęły się ukazywać informacje na temat nadużywania przez nią alkoholu i narkotyków. Osiem miesięcy po zdobyciu tytułu Tarę Conner poddano testowi antynarkotykowemu, który wykazał obecność kokainy w jej organizmie. Donald Trump zwołał wtedy konferencję prasową, na której poinformował, że zamiast odebrać Tarze Conner koronę Miss USA (czego oczekiwała wtedy opinia publiczna) postanawia dać jej drugą szansę. W 2012 Donald Trump otrzymał 5 milionów dolarów, które w ramach orzeczenia arbitrażowego sądu federalnego na Manhattanie musiała mu zapłacić jedna z uczestniczek konkursu Miss USA za stwierdzenie, że wyniki konkursu zostały sfałszowane.

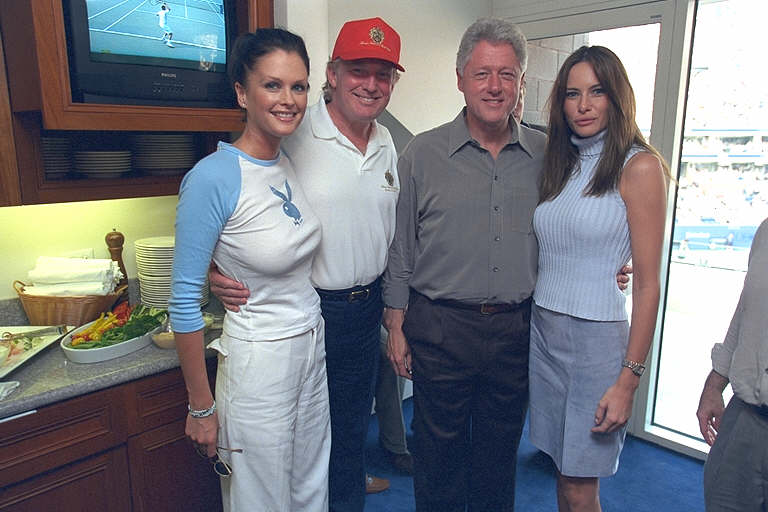
Prezydent Bill Clinton, Donald Trump, Kylie Bax i Melania Knauss w 2000

W 2015 złożył pozew do sądu, w którym domagał się 500 mln dolarów odszkodowania od telewizji Univision, prowadzącej na terenie Stanów Zjednoczonych hiszpańskojęzyczne transmisje z konkursów piękności po tym, gdy ta anulowała zaplanowaną wcześniej transmisję konkursu Miss USA przez wypowiedzi Trumpa w kampanii wyborczej na temat meksykańskich imigrantów (z tych samych powodów wcześniej z transmisji wycofała się telewizja NBC). 11 września 2015 roku Donald Trump ogłosił, że odkupił udziały NBC w firmie Miss Universe Organization, organizującej wszystkie trzy konkursy, z kolei kilka dni później sprzedał ją agencji WME/IMG. Wartość transakcji, zgodnie z informacjami Federalnej Komisji Wyborczej na temat finansów Trumpa zamknęła się w przedziale 5–25 milionów dolarów. W lutym 2016 doszło do ugody w sprawie pozwu przeciwko Univision, ale jej warunki nie zostały ujawnione.

### Modeling
W 1999 założył agencję modelek Trump Model Management, działającą w dzielnicy SoHo, na Dolnym Manhattanie. Agencja ta razem z inną firmą Trumpa, Trump Management Group LLC, sprowadziła około 250 zagranicznych modelek do Stanów Zjednoczonych. W 2014 była modelka pracująca niegdyś dla agencji, Alexia Palmer, oskarżyła Trump Model Management, prezesa agencji Corrina Nicolasa oraz innych menedżerów o wymuszenia haraczy, łamanie umowy, oszustwa przez e-mail i naruszenia praw płacowych imigrantów. Według Alexii Palmer Trump Model Management zadeklarowała, że odliczy 20% jej pensji netto w celu pokrycia kosztów pracy agencji, ale w praktyce odliczała 80%. Oskarżenie zostało odrzucone przez sąd federalny USA w marcu 2016, między innymi dlatego, że Palmer była jamajską imigrantką z wizą H1-B sponsorowaną przez Donalda Trumpa i zgodnie z prawem powinna zgłosić naruszenie praw pracowniczych w osobnym pozwie.

### Edukacja

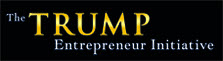
Logo The Trump Entrepreneur Initiative

W 2004 wraz z dwoma współpracownikami, Michaelem Sextonem i Jonathanem Spitalnym założył firmę edukacyjną Trump University, zajmującą się nauczaniem zasad handlu nieruchomościami. W następnym roku twórcy firmy zostali powiadomieni przez Departament Edukacji Stanu Nowy Jork o tym, że użycie w jej nazwie słowa university jest niezgodne ze stanowym prawem oświatowym, toteż w 2010, po kolejnym powiadomieniu przez Departament firma została przemianowana na The Trump Entrepreneur Initiative. Donald Trump nigdy nie uzyskał wymaganej prawnie licencji na prowadzenie firmy. Pod koniec 2010 roku firma zaprzestała działalności. Trump University oferowała udział w trzydniowych zajęciach kosztujących prawie 1,5 tysiąca dolarów. Organizowała też bardziej intensywne zajęcia indywidualne, prowadzone przez profesjonalnych instruktorów, których koszt wynosił około 35 tysięcy dolarów.
Z usług firmy skorzystało kilkadziesiąt tysięcy osób. Ponad 6 tys. z nich uznało, że świadczenia uczelni nie są warte wnoszonych za nie opłat i oskarżyło Donalda Trumpa o oszustwo. Byli studenci skarżyli się, że reklamy były mylące, wielu wykładowców i instruktorów nie miało jakiegokolwiek doświadczenia w kupowaniu i sprzedaży nieruchomości, a firma wbrew swojej nazwie nie była prawdziwym uniwersytetem i nie była w stanie spełnić nawet obietnicy zdjęcia z Donaldem Trumpem. Oskarżenie wpłynęło w 2013 w postaci zbiorowego pozwu do sądu federalnego stanu Kalifornia. Osobny pozew złożył w Nowym Jorku prokurator generalny Eric Schneiderman, który domagał się 40 milionów dolarów odszkodowania na rzecz pokrzywdzonych. W czasie kampanii wyborczej Donald Trump wielokrotnie krytykował prowadzącego kalifornijską sprawę sędziego Gonzalo P. Curiela, twierdząc, że jako Meksykanin działa na niekorzyść Trumpa z powodu jego wypowiedzi na temat meksykańskich imigrantów. W rzeczywistości rodzice Curiela pochodzili z Meksyku, lecz on sam urodził się i wychował w Stanach Zjednoczonych, w stanie Indiana.
Rozprawa, na której miał zapaść wyrok w sprawie zbiorowego pozwu, miała się odbyć 28 listopada 2016 w San Diego. W czasie kampanii wyborczej Trump wielokrotnie zarzekał się, że nie pójdzie na ugodę i jest przekonany o tym, że z łatwością wygra rozprawę sądową, jednakże kilka dni po wyborach prezydenckich zdecydował się zawrzeć ze skarżącymi go studentami pozasądową ugodę, polegającą na wypłaceniu im 25 milionów dolarów odszkodowania.

### Finanse

#### Przychody i podatki
Zgodnie z regulacjami Federalnej Komisji Wyborczej Donald Trump opublikował 92-stronicowe sprawozdanie finansowe, w którym wyliczył swoje aktywa i źródła dochodów. Zgodnie z nim łączny przychód Donalda Trumpa w 2014 wynosił 362 miliony dolarów. Jednakże Trump odmówił ujawnienia tego, jak rozliczał się z podatków, argumentując to tym, że nie wolno mu publicznie zaprezentować dokumentów, gdyż są objęte państwowym audytem. W rzeczywistości audyt nie zakazuje upublicznienia informacji o swoim rozliczaniu się z podatków, a dokumentów z lat 2002–2008 Urząd Podatkowy USA nie może badać z powodu upływu terminu 7 lat przedawnienia. Był to pierwszy od 43 lat przypadek, gdy kandydat na prezydenta nominowany przez Partię Demokratyczną lub Republikańską odmówił upublicznienia swojego zeznania podatkowego. Wcześniej zrobił to Richard Nixon w 1973.
W październiku 2016 „The New York Times” ujawnił jego zeznanie z 1995, zgodnie z którym Donald Trump miał stracić w tamtym roku 916 milionów dolarów na podatkach. Gazeta zasugerowała, że Trump mógł nie płacić podatków przez okres 18 lat, gdyż prawo podatkowe w Stanach Zjednoczonych w przypadku tak dużych strat pozwala na zwrot podatków z wcześniejszych trzech lat, a następnie zwalnia z płacenia podatków przez kolejnych 15 lat. Donald Trump przyznał się także do korzystania z prawa do odliczenia, lecz nie zdradził w jakich konkretnych latach miało ono miejsce.
Ponadto „The New York Times”, powołując się na anonimowych ekspertów podatkowych, stwierdził możliwość popełnienia przestępstwa, a także powiązał stratę finansową Donalda Trumpa z 1995 z bankructwami jego kasyn w Atlantic City.

#### Majątek

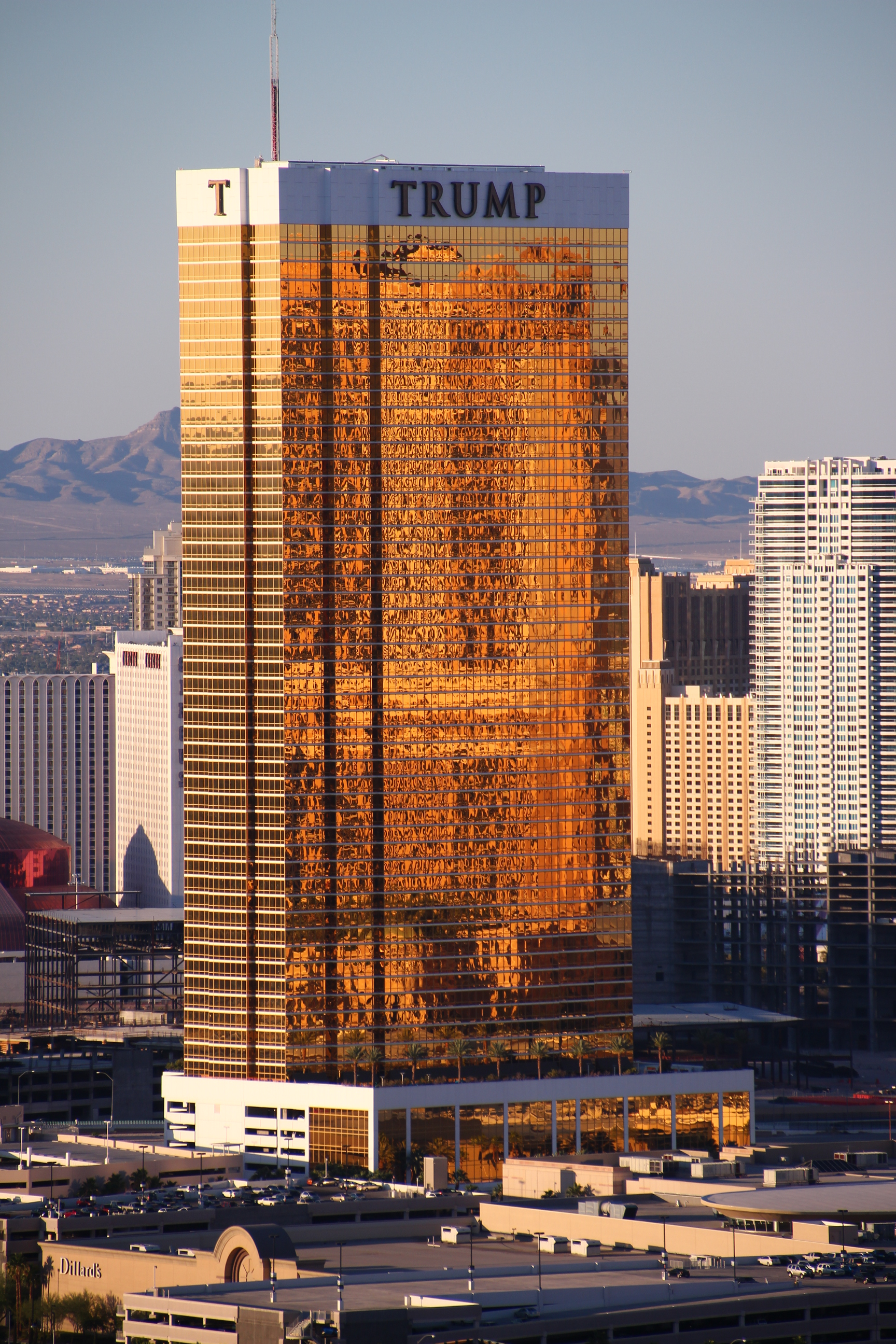
Trump International Hotel Las Vegas z szybami pokrytymi 24-karatowym złotem

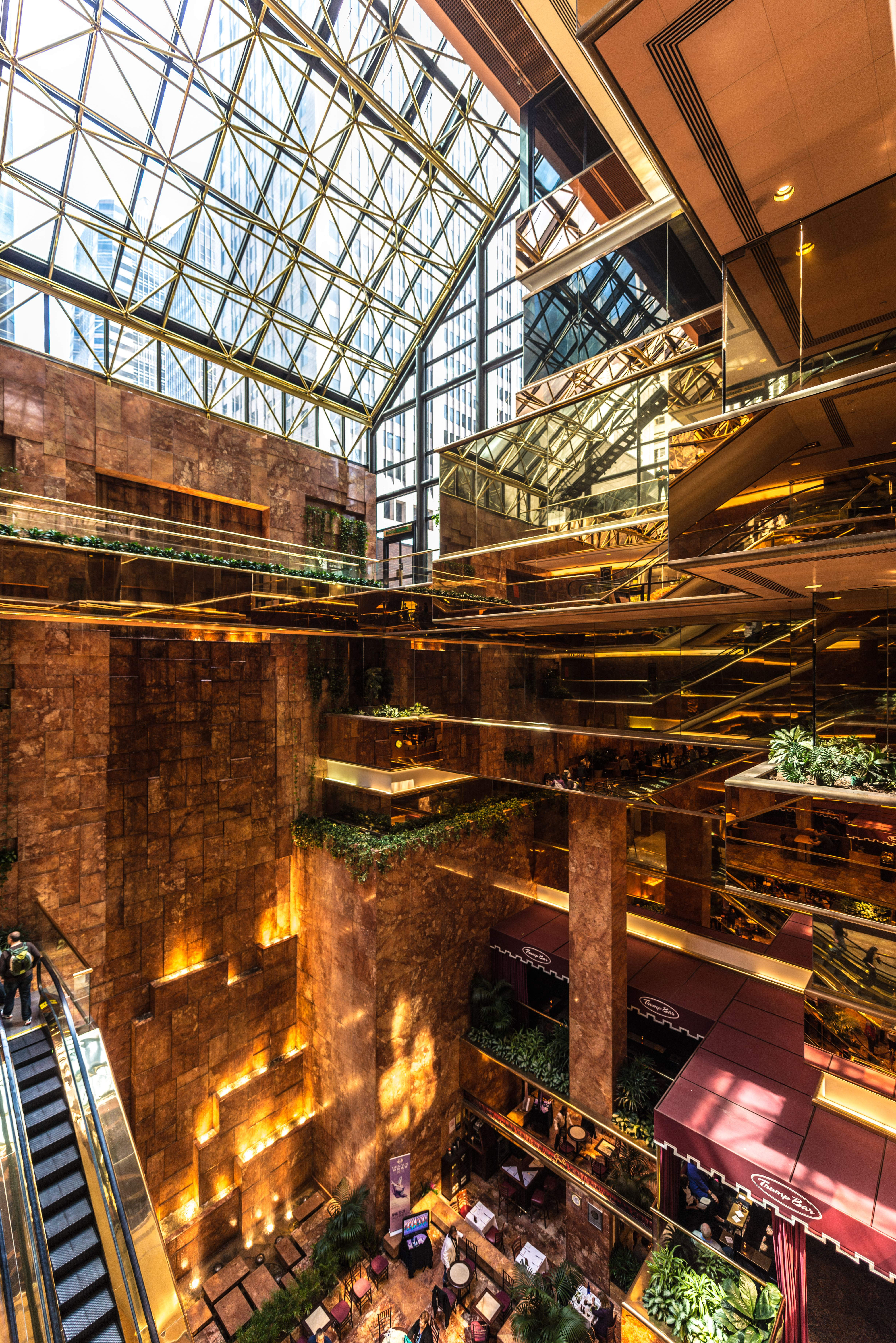
Atrium Trump Tower

W 1982 znalazł się na pierwszej liście 400 najbogatszych Amerykanów według magazynu „Forbes” – jego majątek był liczony jako jego i jego ojca Freda Trumpa i był szacowany na ponad 200 mln dolarów, choć sam Donald Trump twierdził, że wynosi on ponad 500 mln dolarów. Od 1984 majątek Trumpa był liczony osobno, a od 1985 Fred Trump przestał pojawiać się na liście. W 1989 majątek Donalda Trumpa gwałtownie wzrósł o 1,1 mld dolarów, a w latach 1990–1995 przestał pojawiać się na liście. Było to spowodowane tym, że w 1989 Trump pożyczył ogromne sumy na zakup budynków i przedsiębiorstw, które więcej traciły, niż zarabiały. Powrócił na listę w 1996 i od tej pory stale się na niej pojawia. Sam Trump wielokrotnie nie zgadzał się z szacunkami „Forbsa”. W czasie kampanii wyborczej w 2016 Donald Trump twierdził, że zaczynał karierę z niewielką pożyczką od ojca o wartości 1 miliona dolarów, którą zwrócił z odsetkami.
16 czerwca 2015, ogłaszając swoją kandydaturę w wyborach prezydenckich, opublikował jednostronicowe sprawozdanie finansowe, w którym oświadczył, że jego majątek wynosi 8 737 540 000 dolarów. Same umowy na zezwolenie używania jego nazwiska i inne dotyczące praw autorskich i znaków towarowych miały być warte 3,3 mld dolarów. „Forbes” nazwał to oświadczenie a whopper (pol. wierutne kłamstwo) i wycenił jego majątek w tym okresie na 4,1 mld dolarów. W lipcu 2015 federalna komisja wyborcza ustaliła, że majątek Trumpa jest warty ponad 1,4 miliardy dolarów, a długi wynoszą ponad 265 milionów dolarów.
Po tym, jak Donald Trump wypowiadał się kontrowersyjnie na temat imigrantów w 2015, stracił kontakty biznesowe z NBCUniversal, Univision, Macy's, Sertą, PVH Corporation i Perfumanią, co „Forbes” wycenił jako stratę 125 mln dolarów. Wartość marki Donalda Trumpa jeszcze bardziej spadła w trakcie jego kampanii wyborczej, ponieważ wielu konsumentów bojkotowało jego produkty w sprzeciwie wobec jego kandydatury. W 2016 gwałtownie spadła liczba rezerwacji i zatłoczenie w jego kasynach i hotelach. Marka Trumpa ucierpiała jeszcze bardziej po opublikowaniu nagrania kontrowersyjnej rozmowy Donalda Trumpa i Billy’ego Busha na temat kobiet. Jednakże po wyborze Trumpa na prezydenta wartość jego marki gwałtownie wzrosła.
| Rok  | Pozycja | Zmiana | Majątek (w mld$) | Zmiana | Źródło          |
| ---- | ------- | ------ | ---------------- | ------ | --------------- |
| 1982 | –       | –      | 0,2              | –      | [ 165 ]         |
| 1983 | –       | –      | 0,4              | 0,2    | [ 165 ]         |
| 1984 | –       | –      | 0,4              |        | [ 165 ]         |
| 1985 | 51.     | –      | 0,6              | 0,2    | [ 165 ]         |
| 1986 | 50.     | 1      | 0,7              | 0,2    | [ 165 ]         |
| 1987 | 63.     | 12     | 0,85             | 0,15   | [ 165 ]         |
| 1988 | 44.     | 19     | 1,0              | 0,15   | [ 165 ]         |
| 1989 | 26.     | 18     | 1,7              | 0,7    | [ 165 ]         |
| 1990 | –       |        | –                |        | [ 165 ]         |
| 1991 | –       | –      | –                | –      | [ 165 ]         |
| 1992 | –       | –      | –                | –      | [ 165 ]         |
| 1993 | –       | –      | –                | –      | [ 165 ]         |
| 1994 | –       | –      | –                | –      | [ 165 ]         |
| 1995 | –       | –      | –                | –      | [ 165 ]         |
| 1996 | 373.    |        | 0,45             | –      | [ 165 ]         |
| 1997 | 105.    | 268    | 1,4              | 0,95   | [ 165 ]         |
| 1998 | 121.    | 16     | 1,5              | 0,1    | [ 165 ]         |
| 1999 | 145.    | 24     | 1,6              | 0,1    | [ 165 ]         |
| 2000 | 167.    | 22     | 1,7              | 0,1    | [ 165 ]         |
| 2001 | 110.    | 57     | 1,8              | 0,1    | [ 165 ]         |
| 2002 | 92.     | 18     | 1,9              | 0,1    | [ 165 ]         |
| 2003 | 71.     | 21     | 2,5              | 0,6    | [ 165 ]         |
| 2004 | 189.    | 22     | 2,6              | 0,1    | [ 165 ]         |
| 2005 | 83.     | 106    | 2,7              | 0,1    | [ 177 ]         |
| 2006 | 94.     | 11     | 2,9              | 0,2    | [ 178 ]         |
| 2007 | 117.    | 22     | 3,0              | 0,1    | [ 179 ]         |
| 2008 | 134.    | 17     | 3,0              |        | [ 180 ]         |
| 2009 | 158.    | 24     | 2,0              | 1,0    | [ 181 ]         |
| 2010 | 153.    | 5      | 2,4              | 0,4    | [ 182 ]         |
| 2011 | 128.    | 25     | 2,9              | 0,5    | [ 183 ]         |
| 2012 | 128.    | 0      | 3,1              | 0,2    | [ 184 ]         |
| 2013 | 134.    | 6      | 3,5              | 0,4    | [ 185 ]         |
| 2014 | 122.    | 12     | 4,0              | 1,5    | [ 186 ] [ 187 ] |
| 2015 | 113.    | 9      | 4,5              | 0,5    | [ 188 ]         |
| 2016 | 156.    | 43     | 3,7              | 0,8    | [ 189 ]         |

## Rozrywka i media

### Telewizja

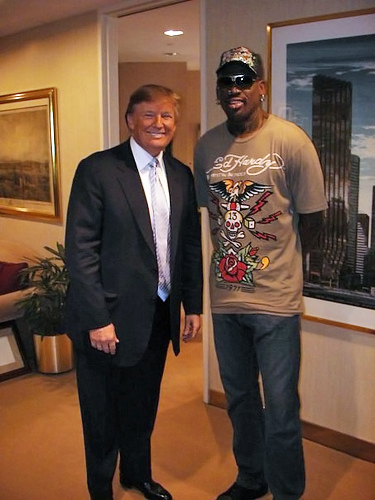
Donald Trump i koszykarz Dennis Rodman w czasie nagrania The Celebrity Apprentice w 2009

W 2003 Donald John Trump został producentem wykonawczym i prowadzącym programu typu reality show, The Apprentice (pl. „Praktykant”), emitowanego na kanale NBC. Uczestnicy tego programu rywalizowali o pracę w zarządzie jednego z przedsiębiorstw handlowych Trumpa. Uczestnicy byli sukcesywnie zwalniani i eliminowani w trakcie gry. Charakterystyczne dla tego programu było często używane przez Donalda Trumpa wyrażenie You’re fired (pl. „Jesteś zwolniony” lub „Idziesz do odstrzału”, dosł. „Zostajesz wystrzelony”). W 2004 Trump bez powodzenia próbował zarejestrować je jako znak towarowy. W 2007 Donald Trump za swój program otrzymał gwiazdę na Hollywood Walk of Fame. W październiku 2016 gwiazda została zniszczona przez wandali.
Podczas pierwszego roku istnienia programu Donald Trump zarabiał 50 tysięcy dolarów za odcinek (w przybliżeniu 700 tysięcy dolarów za pierwszy sezon). Gdy sezon zakończył się sukcesem Trump zaczął zarabiać 1 milion dolarów na odcinek. W lipcu 2015 Donald Trump opublikował – w związku z prowadzoną kampanią wyborczą – zeznanie finansowe, według którego NBCUniversal zapłaciło mu 213 606 575 dolarów za czternaście sezonów prowadzenia programu, jednak stacja tego nie potwierdza.
Wraz z brytyjskim producentem telewizyjnym Markiem Burnettem Donald Trump wyprodukował kolejne reality show The Celebrity Apprentice. Założenia programu były takie same jak The Apprentice z tą różnicą, że uczestnikami byli znani ludzie i rywalizowali o pieniądze dla swoich akcji charytatywnych.
16 lutego 2015 NBC zapowiedziało 15. sezon The Apprentice. 27 lutego Donald Trump ogłosił, że nie jest gotowy podpisać kontraktu na kolejny sezon, bo rozważa start w wyborach prezydenckich. Mimo to, 18 maja telewizja poinformowała, że rozpoczyna produkcję programu. 29 czerwca po tym, jak wypowiedź Trumpa dotycząca imigrantów spotkała się z powszechnie negatywnym odbiorem NBC postanowiło zakończyć z nim współpracę.

### Wrestling
Donald Trump jest fanem wrestlingowej organizacji WWE i przyjacielem jej właściciela, Vince’a McMahona. W Trump Plaza gościł dwa wydarzenia z serii WrestleMania oraz 1991 WBF Championship w Trump Taj Mahal (WBF było wówczas podległe WWE, w tym czasie noszącego nazwę WWF). Był też aktywnym uczestnikiem programów WWE. Występował na WrestleManii VII i udzielił wywiadu Jessemu Venturze na ringu w czasie WrestleManii XX.
W czasie WrestleManii 23 na oczach widzów założył się z Vince’em McMahonem, że Bobby Lashley pokona Umagę. Przegrany zakładu miał publicznie ogolić głowę. Walka została nazwana The Battle of the Billionaires, a sędzią w niej był Stone Cold Steve Austin. Donald Trump i Vince McMahon stali w rogach swoich zawodników, a w trakcie walki Trump zaatakował McMahona. Wygrał Bobby Lashley, więc to McMahon został ogolony.
15 czerwca 2009 Vince McMahon ogłosił, że program telewizyjny Monday Night Raw został sprzedany Donaldowi Trumpowi. Trump ogłosił, że od tej pory w czasie programu nie będzie reklam, a on sam osobiście zwróci pełną cenę biletu ludziom, którzy przyszli tego wieczoru. Chociaż całe wydarzenie było wyreżyserowane i miało na celu jedynie rozwój fabuły programu, akcje WWE gwałtownie spadły po tym oświadczeniu o 7%. Tydzień później Vince McMahon odkupił program za podwójną cenę.
W 2013 Donald Trump został wprowadzony do WWE Hall of Fame za swoje zasługi dla promocji wrestlingu.

### Filmografia

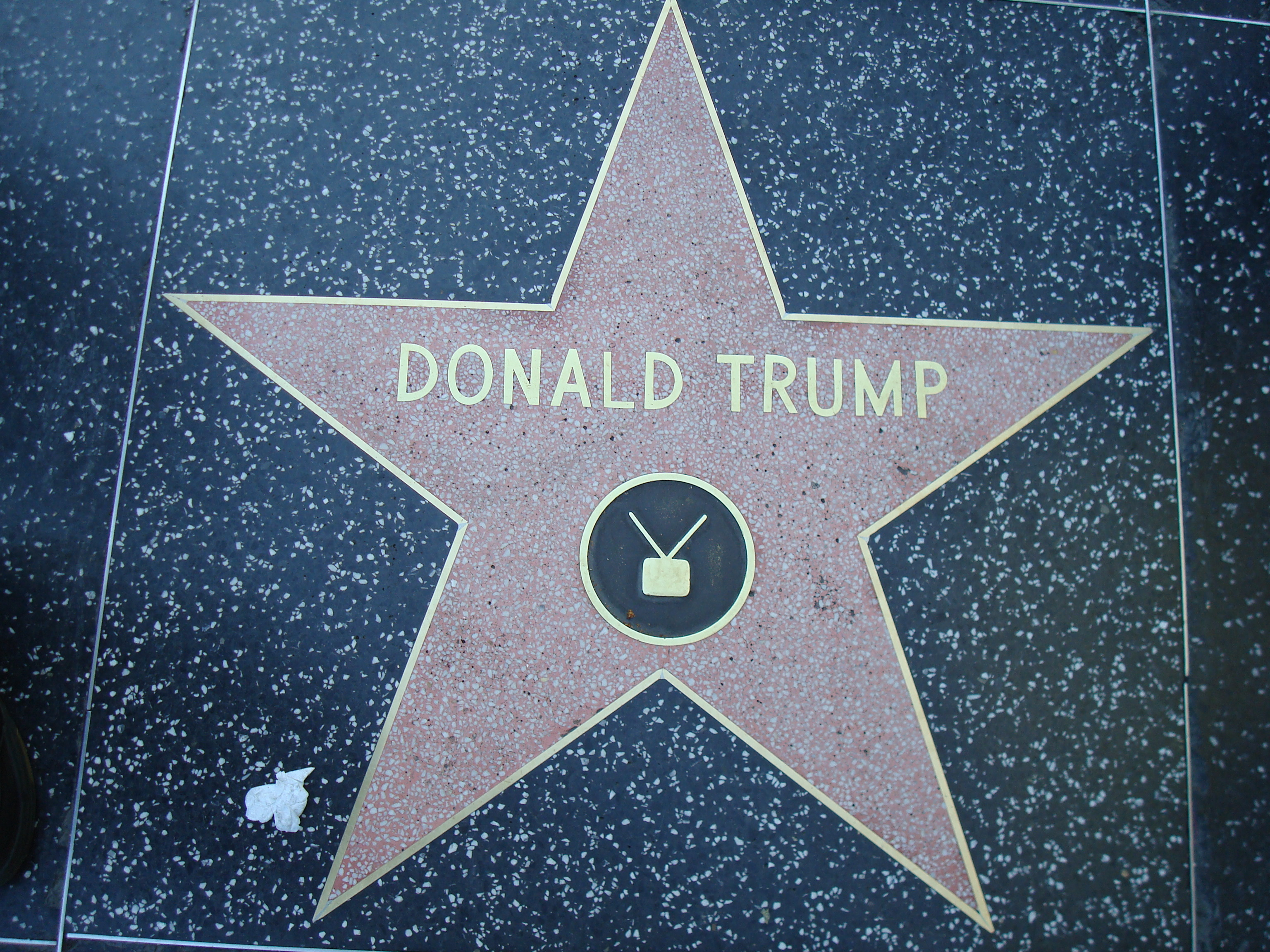
Gwiazda Donalda Trumpa na Hollywood Walk of Fame

Donald Trump wystąpił w wielu filmach i serialach. Najczęściej grał samego siebie i były to występy cameo. W 1991 dostał Złotą Malinę w kategorii Najgorszy aktor drugoplanowy za film Duchy tego nie robią. W tym samym roku i za ten sam film był nominowany w kategorii Najgorszy debiut aktorski.
Ma też na koncie występy w trzech filmach pornograficznych wydanych przez Playboya na kasetach VHS. Nie pojawił się jednak w scenach zawierających nagość lub stosunek płciowy.
| Filmy                                                                                   | Filmy                                                                                   | Filmy                         | Filmy | Filmy           |
| Tytuł                                                                                   | Tytuł                                                                                   | Rola                          | Rok   | Przypisy        |
| --------------------------------------------------------------------------------------- | --------------------------------------------------------------------------------------- | ----------------------------- | ----- | --------------- |
| Horrorween                                                                              | Horrorween                                                                              | Miliarder na okładce „Forbsa” | 2011  | [ 212 ]         |
| Wall Street: Pieniądz nie śpi (scena została wycięta z filmu, ale była dostępna na DVD) | Wall Street: Pieniądz nie śpi (scena została wycięta z filmu, ale była dostępna na DVD) | On sam                        | 2010  | [ 216 ] [ 217 ] |
| Marmalade                                                                               | Marmalade                                                                               | On sam                        | 2004  | [ 211 ]         |
| Dwa tygodnie na miłość                                                                  | Dwa tygodnie na miłość                                                                  | On sam                        | 2002  | [ 211 ] [ 218 ] |
| Zoolander                                                                               | Zoolander                                                                               | On sam                        | 2001  | [ 211 ] [ 219 ] |
| Celebrity                                                                               | Celebrity                                                                               | On sam                        | 1998  | [ 211 ] [ 219 ] |
| Klub 54                                                                                 | Klub 54                                                                                 | VIP                           | 1998  | [ 211 ] [ 220 ] |
| Eddie                                                                                   | Eddie                                                                                   | On sam                        | 1996  | [ 211 ] [ 219 ] |
| Partner                                                                                 | Partner                                                                                 | On sam                        | 1996  | [ 211 ] [ 219 ] |
| Anyone for Pennis?                                                                      | Anyone for Pennis?                                                                      | On sam                        | 1995  | [ 211 ]         |
| Przez ocean czasu. Nowy York 3D                                                         | Przez ocean czasu. Nowy York 3D                                                         | On sam                        | 1995  | [ 212 ] [ 219 ] |
| Klan urwisów                                                                            | Klan urwisów                                                                            | Ojciec Walda                  | 1994  | [ 212 ] [ 219 ] |
| Ogóras                                                                                  | Ogóras                                                                                  | On sam                        | 1993  | [ 212 ]         |
| Kevin sam w Nowym Jorku                                                                 | Kevin sam w Nowym Jorku                                                                 | On sam                        | 1992  | [ 211 ] [ 219 ] |
| Duchy tego nie robią                                                                    | Duchy tego nie robią                                                                    | On sam                        | 1989  | [ 211 ] [ 219 ] |
| Seriale                                                                                 |                                                                                         |                               |       |                 |
| Tytuł                                                                                   | Odcinek                                                                                 | Rola                          | Rok   | Przypisy        |
| Dni naszego życia                                                                       | Odcinek 10172                                                                           | On sam                        | 2005  | [ 211 ] [ 212 ] |
| Detektyw Monk                                                                           | Sezon 1, odcinek 3: Mr. Monk and the Psychic                                            | Mężczyzna na przyjęciu        | 2002  | [ 211 ] [ 212 ] |
| Zawód glina                                                                             | Sezon 1, odcinek 2: Elizabeth                                                           | On sam                        | 2001  | [ 211 ] [ 212 ] |
| Seks w wielkim mieście                                                                  | Sezon 2, odcinek 8: The Man, the Myth, the Viagra                                       | On sam                        | 1999  | [ 211 ] [ 212 ] |
| Sabrina, nastoletnia czarownica                                                         | Sezon 3, odcinek 6: Good Will Haunting                                                  | Daniel Ray McLeech            | 1998  | [ 212 ]         |
| Spin City                                                                               | Sezon 2, odcinek 14: The Paul Lassiter Story                                            | On sam                        | 1998  | [ 211 ] [ 212 ] |
| A teraz Susan                                                                           | Sezon 1, odcinek 2: I’ll See That and Raise You Susan                                   | On sam                        | 1997  | [ 211 ] [ 212 ] |
| Nocny człowiek                                                                          | Sezon 1, odcinek 6: Face to Face                                                        | On sam                        | 1997  | [ 212 ]         |
| Nocny człowiek                                                                          | Sezon 1, odcinek 3: Whole Lotta Shakin’                                                 | On sam                        | 1997  | [ 212 ]         |
| The Drew Carey Show                                                                     | Sezon 4, odcinek 24: New York and Queens                                                | On sam                        | 1997  | [ 211 ] [ 212 ] |
| Pomoc domowa                                                                            | Sezon 4, odcinek 4: The Rosie Show                                                      | On sam                        | 1996  | [ 211 ] [ 212 ] |
| Bajer z Bel-Air                                                                         | Sezon 4, odcinek 5: For Sale by Owner                                                   | On sam                        | 1994  | [ 211 ] [ 212 ] |
| Tylko Manhattan                                                                         | Sezon 1, odcinek 2                                                                      | on sam                        | 1987  | [ 211 ] [ 212 ] |
| Tylko Manhattan                                                                         | Sezon 1, odcinek 1                                                                      | on sam                        | 1987  | [ 211 ] [ 212 ] |
| The Jeffersons                                                                          | Sezon 11, odcinek 9: You’ll Never Get Rich                                              | On sam                        | 1985  | [ 212 ]         |
| Filmy wydane bezpośrednio na kasetach VHS przez Playboy                                 |                                                                                         |                               |       |                 |
| Tytuł                                                                                   | Tytuł                                                                                   | Rola                          | Rok   | Przypisy        |
| Nienazwany film Playboya                                                                | Nienazwany film Playboya                                                                | On sam                        | 2001  | [ 214 ]         |
| Playboy Video Centerfold: Playmate 2000 Bernaola Twins                                  | Playboy Video Centerfold: Playmate 2000 Bernaola Twins                                  | On sam                        | 2000  | [ 215 ]         |
| Playboy Centerfold                                                                      | Playboy Centerfold                                                                      | On sam                        | 1994  | [ 214 ]         |

## Działalność polityczna

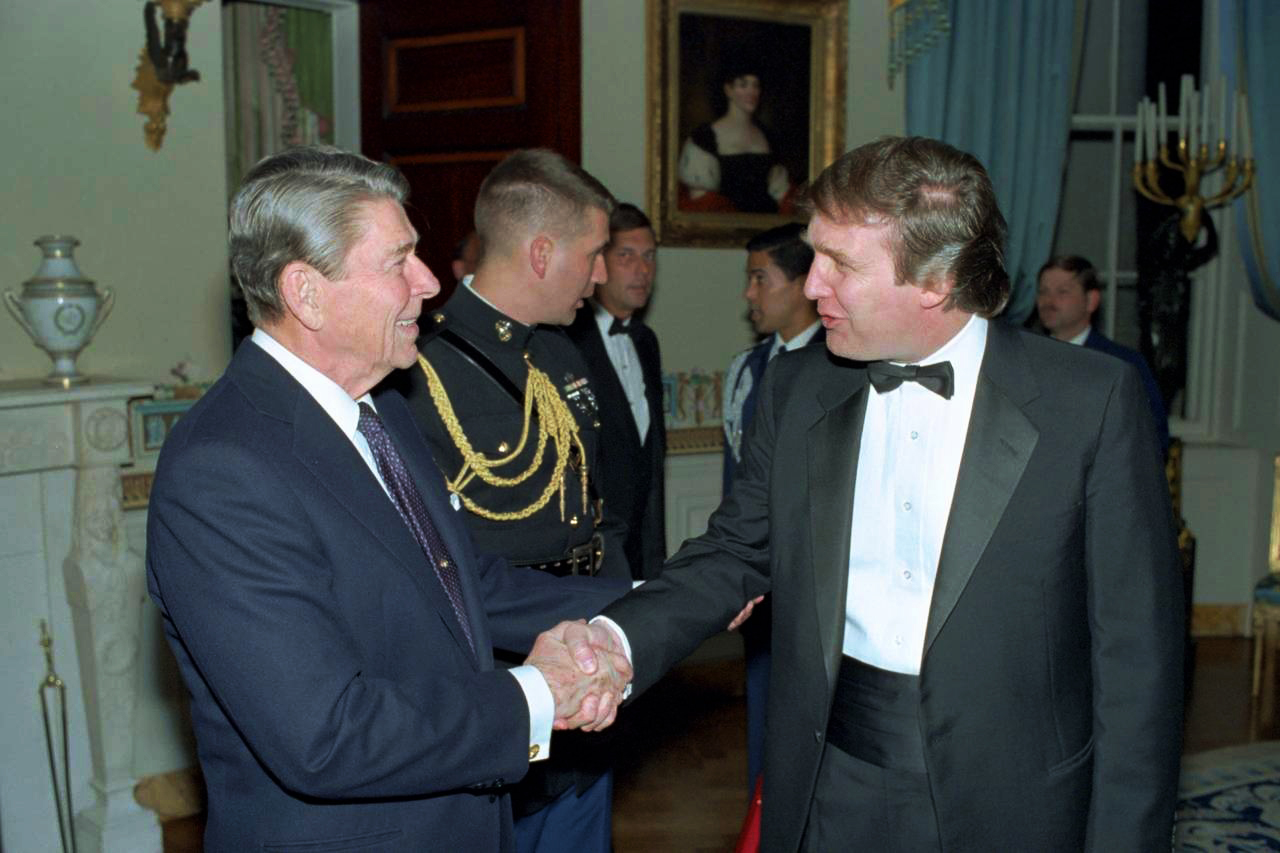
Prezydent Ronald Reagan i Donald Trump, 1987

Większość swojego życia spędził, należąc do różnych ugrupowań politycznych, które zmieniał kilkukrotnie. W latach 1964–1987 Donald Trump należał do Partii Demokratycznej, a od 1987 do 1999 do Partii Republikańskiej, z której przeszedł do Partii Reform. W 2001 powrócił do Demokratów, z których w 2009 przeszedł ponownie do Republikanów. Od 2009 do 2011 był niezależny, po czym ponownie przystąpił do Republikanów. Łącznie do momentu objęcia urzędu prezydenta w 2017 był przez 31 lat w Partii Demokratycznej, 18 lat w Partii Republikańskiej i 2 lata w Partii Reform.

### Zaangażowanie w politykę w latach 1988–2015
Donald Trump rozważał wystartowanie w wyborach prezydenckich w 1988, 2004 i 2012, a także w wyborach na gubernatora stanu Nowy Jork w 2006 i 2014, ale ostatecznie nie podejmował decyzji o udziale w walce wyborczej.

### Wybory prezydenckie w 2000

Trump 2000, logo kampanii wyborczej Donalda Trumpa w 2000

25 października 1999 oficjalnie przyłączył się do Partii Reform, a niedługo później przedstawił Komisji Rozpoznawczej wniosek o nominację z ramienia tej partii w wyborach prezydenckich w 2000.
Najpoważniejszym konkurentem Trumpa w walce o nominację był Patrick Buchanan, o którym Trump pisał: „Bardzo niebezpieczny człowiek – w wolnych dniach atakuje gejów, imigrantów, biorców świadczeń socjalnych, nawet Zulusów. Z kolei gdy jest opanowany, to jego mowa jest niezrozumiała”. Przeprowadzone w dniach 23–26 września i 8–10 października 1999 sondaże Instytutu Gallupa (a więc jeszcze przed oficjalnym przystąpieniem Trumpa do Partii Reform) pokazywały, że gdyby w wyborach prezydenckich z ramienia Partii Reform wystartował Buchanan, otrzymałby 9% poparcia, z kolei gdyby to Trump został wystawiony przez tę partię, mógłby liczyć na głosy 10% wyborców. Obydwa wyniki stanowiły trzecie miejsce – za nieposiadającymi jeszcze wtedy oficjalnych nominacji swych partii, aczkolwiek postrzeganymi jako najbardziej prawdopodobni ich zdobywcy Alem Gore’em i George’em W. Bushem.
Trump ogłosił, że chciałby, aby urząd wiceprezydenta objęła prezenterka telewizyjna Oprah Winfrey, w jego potencjalnej administracji mieliby się także znaleźć trzej Republikanie: Colin Powell (jako sekretarz stanu), Jack Welch (jako sekretarz skarbu) i John McCain (jako sekretarz obrony) oraz Demokrata Charles Rangel (jako sekretarz urbanizacji).
Trump wygrał prawybory Partii Reform w Kalifornii, otrzymując 15 311 głosów, a także w Michigan, gdzie zdobył 2120 głosów. W lutym 2000 wycofał się z kandydowania, twierdząc, że Partia Reform jest „dysfunkcyjna” i przez to nie będzie w stanie prawidłowo wspierać jego kampanii.

### Wybory prezydenckie w 2016

Logo kampanii wyborczej Donalda Trumpa w 2016, ze sloganem Make America Great Again

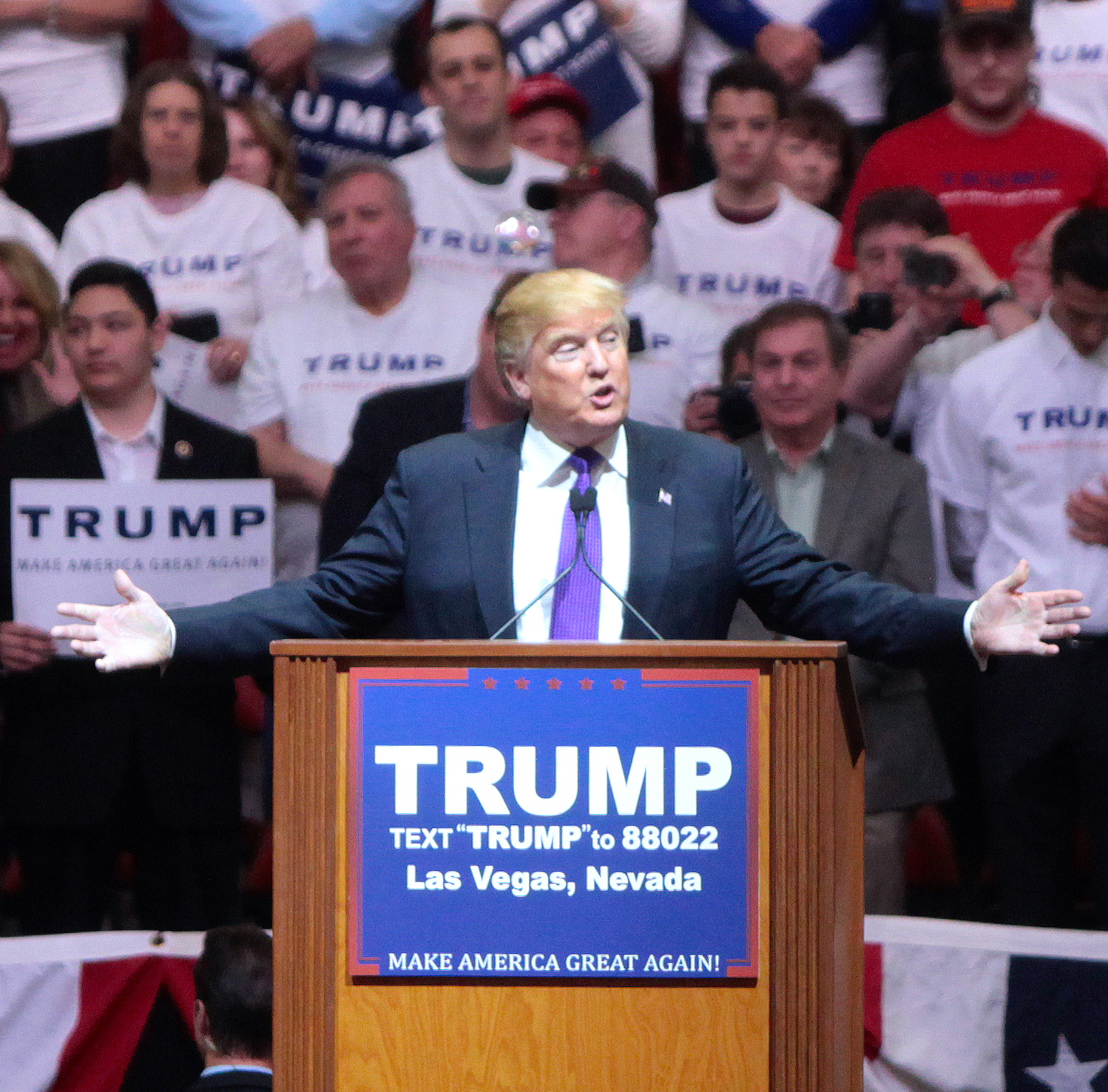
Donald Trump podczas przemówienia w lutym 2016 w Las Vegas

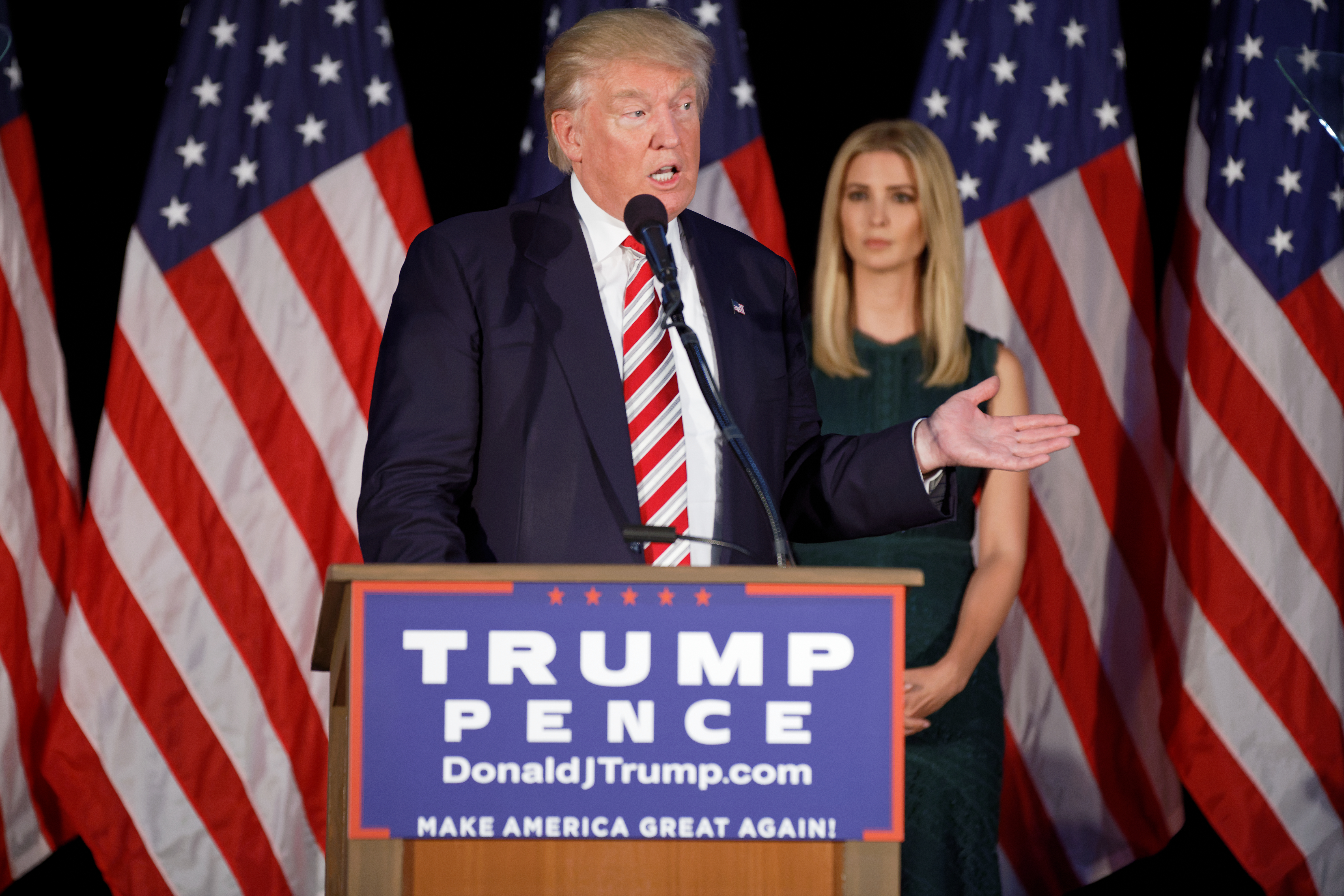
Donald Trump podczas przemówienia we wrześniu 2016 w Aston, w tle Ivanka Trump

16 czerwca 2015 podczas przemówienia w Trump Tower w Nowym Jorku ogłosił, iż będzie się ubiegał o nominację Partii Republikańskiej w wyborach prezydenckich w 2016. Sloganem jego kampanii stało się hasło Make America Great Again (Uczyńmy Amerykę znów wielką), użyte już w 1980 przez Ronalda Reagana.
Założeniami programu wyborczego Trumpa były: renegocjacja umów handlowych z Chinami, Północnoamerykańskiego Układu o Wolnym Handlu (NAFTA) i porozumienia o Partnerstwie Transpacyficznym, zaostrzenie prawa imigracyjnego wraz z budową muru na granicy z Meksykiem (którego koszt miałby zostać przerzucony na państwo Meksyk), likwidacja wprowadzonego przez administrację Baracka Obamy systemu opieki zdrowotnej, zwanego potocznie Obamacare, a także znaczące obniżki podatków i reforma programu pomocy weteranom. W następstwie zamachów w Paryżu 13 listopada 2015 wezwał do wprowadzenia zakazu wjazdu muzułmanów oraz większej liczby uchodźców z Syrii do Stanów Zjednoczonych. Na liście elementów jego programu znalazła się również deportacja około 11 mln nielegalnych imigrantów przebywających na terenie USA. Trump krytycznie wypowiadał się także na temat NATO, twierdząc, że pakt ten jest niekorzystny finansowo dla Stanów Zjednoczonych i ewentualną pomoc w ramach niego dla sojuszników jako prezydent uzależniłby od tego, czy wypełniają oni swoje zobowiązania wobec USA. Ponadto podkreślał, że ma pozytywne zdanie na temat prezydenta Rosji, Władimira Putina, a także wskazywał na potrzebę współpracy Stanów Zjednoczonych z Rosją przeciwko Państwu Islamskiemu. Popierał również w pełni drugą poprawkę i był przeciwny ograniczaniu dostępu obywateli do broni. Polakom obiecał także zniesienie wiz turystycznych.
Głównym kontrkandydatem Trumpa w prawyborach Partii Republikańskiej był senator z Teksasu – Ted Cruz, który oficjalnie zrezygnował z ubiegania się o nominację na początku maja 2016, a następnie przez długi okres odmawiał udzielenia mu poparcia (brak poparcia dla Trumpa podkreślił w trakcie swojego przemówienia na lipcowej konwencji Partii Republikańskiej w Cleveland, co spotkało się z dezaprobatą delegatów i kierownictwa partii), jednakże już pod koniec września, na kilka tygodni przed wyborami ogłosił, że poprze Trumpa.
19 lipca został wybrany głosami delegatów, a dwa dni później podczas krajowej konwencji Partii Republikańskiej w Cleveland oficjalnie uzyskał nominację tej partii na kandydata na prezydenta Stanów Zjednoczonych. Na tej samej konwencji nominowany na urząd wiceprezydenta Stanów Zjednoczonych został przez aklamację dotychczasowy gubernator stanu Indiana, Mike Pence, którego Trump wybrał kilka dni wcześniej na to stanowisko. Tydzień później Partia Demokratyczna wybrała na krajowej konwencji w Filadelfii swojego kandydata na urząd prezydenta – byłą pierwszą damę, senator oraz 67. sekretarz stanu Hillary Clinton (była to pierwsza kobieta w historii nominowana na urząd prezydenta Stanów Zjednoczonych przez jedną z dwóch głównych partii politycznych w tym kraju), z kolei nominację na stanowisko wiceprezydenta dostał senator ze stanu Wirginia, Tim Kaine.
Trumpa nie poparła w wyborach znaczna część czołowych polityków Partii Republikańskiej, m.in. byli prezydenci George H.W. Bush i George W. Bush oraz dwaj inni byli kandydaci tego ugrupowania na prezydenta John McCain i Mitt Romney.
Szefem sztabu wyborczego Trumpa był Corey Lewandowski, który w czerwcu 2016 zrezygnował z pełnionej funkcji w wyniku stawianych mu zarzutów naruszenia nietykalności cielesnej dziennikarki. Stanowisko przejął Paul Manafort, który w przeszłości był doradcą prezydenta Ukrainy, Wiktora Janukowycza, a także był oskarżany o przyjęcie od jego partii łapówki. Manaforta na stanowisku szefa sztabu wyborczego Trumpa zastąpił w sierpniu Steve Bannon.
Trump zmierzył się z Clinton w trzech telewizyjnych debatach prezydenckich. Pierwsza z nich odbyła się 26 września 2016 na Hofstra University w Hempstead. Debatę śledziło w różnych stacjach telewizyjnych średnio ponad 80 mln widzów, co daje najlepszy wynik oglądalności w historii amerykańskich debat prezydenckich. Trump podczas niej krytykował różne układy dotyczące wolnego handlu i obiecywał obniżkę podatków, natomiast Clinton twierdziła, że jego polityka wywoła recesję i kryzys finansowy pogłębiający nierówności w USA i kurczenie się klasy średniej. Druga debata została przeprowadzona 9 października na Washington University w Saint Louis. Według portalu Politico, była to „najpaskudniejsza debata w historii” – Clinton krytykowała swojego rywala za używanie języka nienawiści i obrażanie różnych grup społecznych, Trump z kolei przedstawiał byłą sekretarz stanu jako przedstawicielkę skorumpowanego systemu i oświadczył, że jej miejsce jest w więzieniu. Trzecia debata miała miejsce 19 października na University of Nevada w Las Vegas. Trump na tej debacie ostro bronił prawa Amerykanów do posiadania broni i zaprezentował się jako przeciwnik aborcji, a Clinton argumentowała, że kobiety mają prawo do podejmowania trudnych decyzji dotyczących swojego zdrowia oraz wskazywała na prawa mniejszości seksualnych.
W wyborach, które odbyły się 8 listopada 2016, Trump zwyciężył, uzyskując więcej niż wymagana do zwycięstwa większość 270 głosów elektorskich. Wygraną w skali kraju zapewniło Trumpowi niespodziewane zwycięstwo w stanach znanych jako wahające się, takich jak Pensylwania, Karolina Północna, Ohio, Wisconsin czy Floryda. Zgodnie z ostatecznymi wynikami wyborów na Trumpa zagłosowało 62 979 879 osób (45,95%), co było drugim rezultatem w głosowaniu bezpośrednim. Pierwszy przypadł Clinton, która zdobyła głosy 65 845 063 osób (48,03%). Trump wygrał jednak głosowanie w Kolegium Elektorów, otrzymując 304 głosy w stosunku do 227 głosów Clinton. Był to piąty w historii Stanów Zjednoczonych przypadek, w którym zwycięzca wyborów przegrywa w głosowaniu powszechnym, ale wygrywa w głosowaniu elektorskim; wcześniej byli to: John Quincy Adams (1824, przegrany – Andrew Jackson), Rutherford Hayes (1876, przegrany – Samuel J. Tilden), Benjamin Harrison (1888, przegrany – Grover Cleveland) i George W. Bush (2000, przegrany – Al Gore).
19 grudnia 2016, w formalnym głosowaniu elektorskim, został wybrany na nowego prezydenta Stanów Zjednoczonych.

#### Przed zaprzysiężeniem

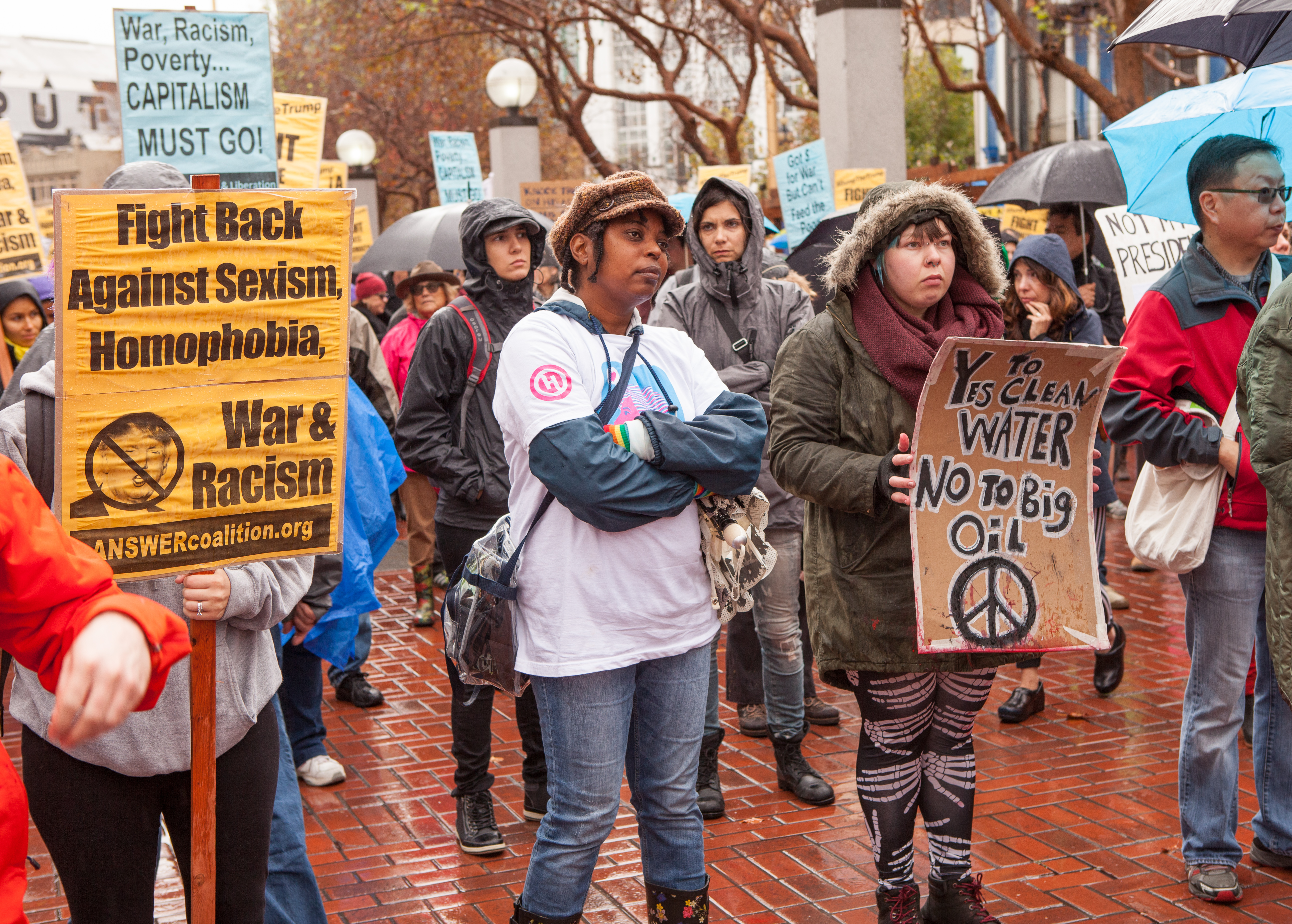
Protesty w USA po zwycięstwie Donalda Trumpa w wyborach

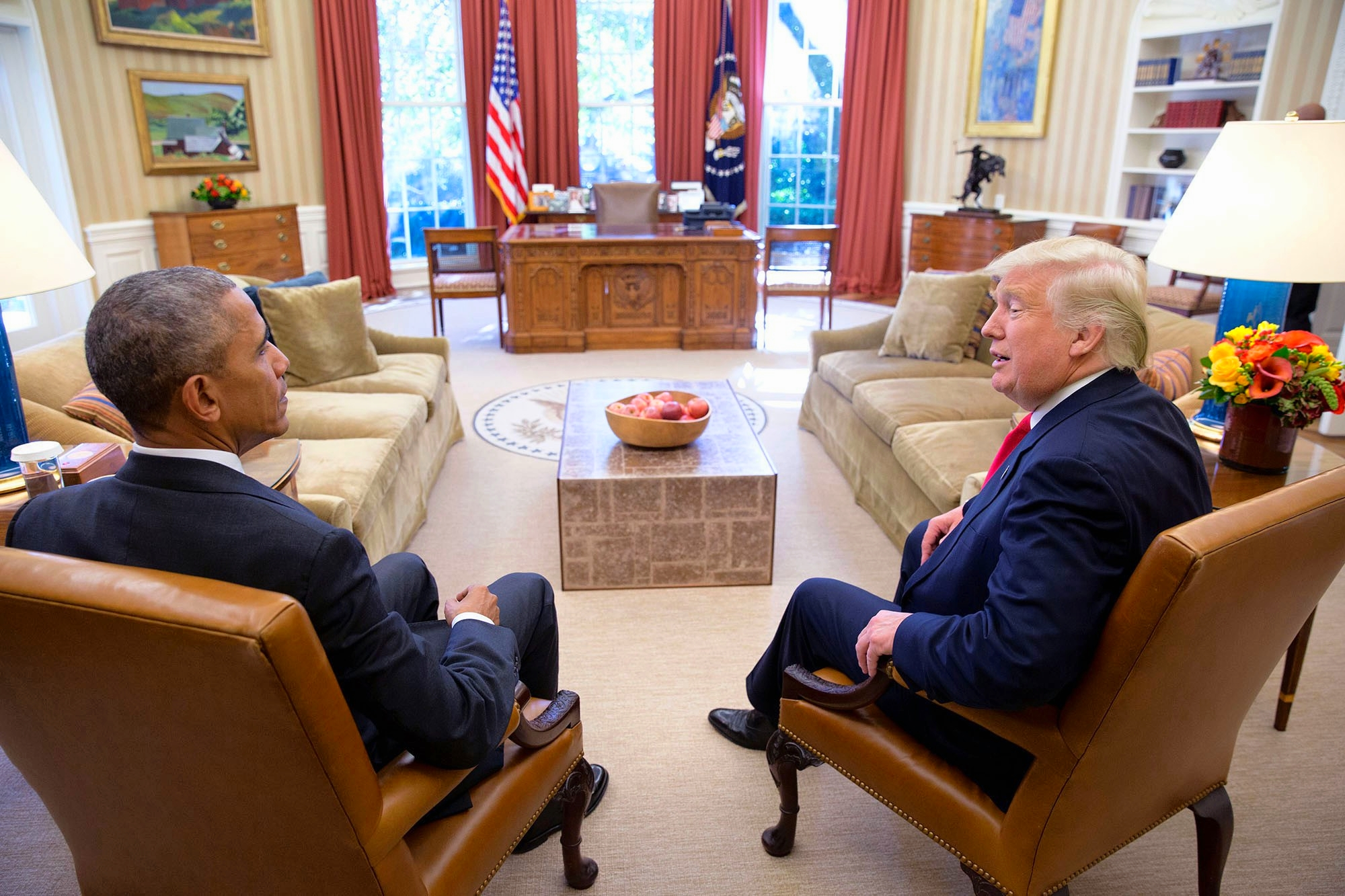
Prezydent elekt Donald Trump oraz urzędujący 44. prezydent Barack Obama podczas spotkania w Białym Domu

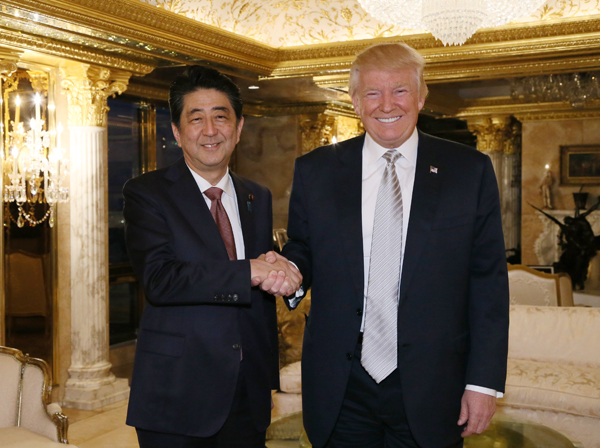
Donald Trump i Shinzō Abe podczas spotkania w Trump Tower

Po ogłoszeniu wyniku wyborów w największych miastach Stanów Zjednoczonych (Nowy Jork, Chicago, Waszyngton, Filadelfia, Boston, Los Angeles czy Dallas) odbyły się pokojowe demonstracje przeciwników Trumpa. Protesty te były związane z zapowiedziami Trumpa z kampanii wyborczej budowy muru na granicy z Meksykiem, a także zdaniem protestujących, nieprzyzwoitymi wypowiedziami na temat nielegalnych imigrantów z Meksyku i wzywaniem do zakazu wjazdu muzułmanów do USA. Demonstracje odbyły się, pomimo iż wcześniej Hillary Clinton pogratulowała Trumpowi wygranej i wezwała swoich wyborców do uznania wyniku demokratycznych wyborów. Z podobnym apelem wystąpił też prezydent Barack Obama. Trump nazwał działania uczestników protestów „niesprawiedliwymi”, a ich samych określił mianem „zawodowych demonstrantów, inspirowanych przez media”.
10 listopada 2016 ustępujący prezydent Barack Obama przyjął Trumpa w Białym Domu. Spotkanie to zapoczątkowało proces przejęcia władzy prezydenckiej przez Trumpa, który planowo zakończył się wraz z zaprzysiężeniem 20 stycznia 2017.
17 listopada spotkał się z premierem Japonii, Shinzō Abe. Spotkanie miało charakter nieoficjalny i odbyło się w budynku Trump Tower. Było to zarazem pierwsze spotkanie Trumpa z zagranicznym przywódcą od wygrania wyborów. Japoński premier podkreślił w rozmowie z dziennikarzami telewizji CNN, że po spotkaniu nabrał przekonania w siłę sojuszu japońsko-amerykańskiego opartego na wzajemnym zaufaniu przy prezydenturze Trumpa.
Jeszcze przed formalnym potwierdzeniem wyboru Trumpa na prezydenta w głosowaniu elektorskim 19 grudnia 2016, rozpoczęły się nominacje do jego przyszłej administracji. Na sekretarza stanu wyznaczony został Rex Tillerson (były prezes koncernu naftowego ExxonMobil), z kolei nominację na stanowisko sekretarza pracy otrzymał Andrew Puzder – szef sieci barów szybkiej obsługi. Nowym szefem Agencji Ochrony Środowiska został Scott Pruitt – dotychczasowy prokurator generalny stanu Oklahoma.
Na stanowisko prokuratora generalnego nominację otrzymał senator ze stanu Alabama, Jeff Sessions, a szefem departamentu urbanizacji został Ben Carson, kontrkandydat Trumpa w prawyborach Partii Republikańskiej przed wyborami prezydenckimi.
W administracji Trumpa znalazło się też wielu oficerów wojskowych, m.in. Steve Bannon (mianowany jednym z głównych doradców prezydenta), Michael T. Flynn (powołany na stanowisko doradcy do spraw bezpieczeństwa) i Mike Pompeo (nominowany na stanowisko szefa CIA).
Trump zaznaczył także kierunki swojej przyszłej polityki zagranicznej, odbywając rozmowy telefoniczne z głowami kilku państw. Dość szybko skontaktował się z prezydentem Polski Andrzejem Dudą, któremu złożył podziękowania za głosy Polonii w USA. Prezydenci wymienili się zaproszeniami na wzajemne wizyty. Trump zadzwonił także do prezydent Tajwanu, Tsai Ing-wen. Wywołało to burzę w mediach, bo USA nie utrzymują kontaktów z tym państwem od 1979, a rozmowę potraktowano jako polityczny afront w stronę Chińskiej Republiki Ludowej. Następnie prezydent elekt zadzwonił do prezydenta Filipin, Rodrigo Duterte, oskarżanego o łamanie praw człowieka, znanego z prorosyjskiej i antyamerykańskiej polityki zagranicznej za prezydentury Baracka Obamy. Doszło do zapewnień o starania naprawienia stosunków z Filipinami ze strony przyszłego prezydenta USA. Trump rozmawiał także z premierem Pakistanu, Nawazem Sharifem, a podczas rozmowy skomplementował zarówno przywódcę, jak i cały naród pakistański. Czwartą rozmowę Trump odbył z Nursułtanem Nazarbajewem, prezydentem Kazachstanu, znanym ze swoich autorytarnych zapędów. Amerykański prezydent elekt pogratulował Nursułtanowi Nazarbajewowi sukcesów na polu gospodarczym i zapowiedział odbudowę stosunków amerykańsko-kazachskich.
7 stycznia 2017 wezwał ambasadorów pochodzących z nominacji prezydenta Baracka Obamy do opuszczenia placówek dyplomatycznych z terminem do 20 stycznia.

### Wybory prezydenckie w 2020

Logo kampanii wyborczej Donalda Trumpa w 2020 ze sloganem Keep America Great

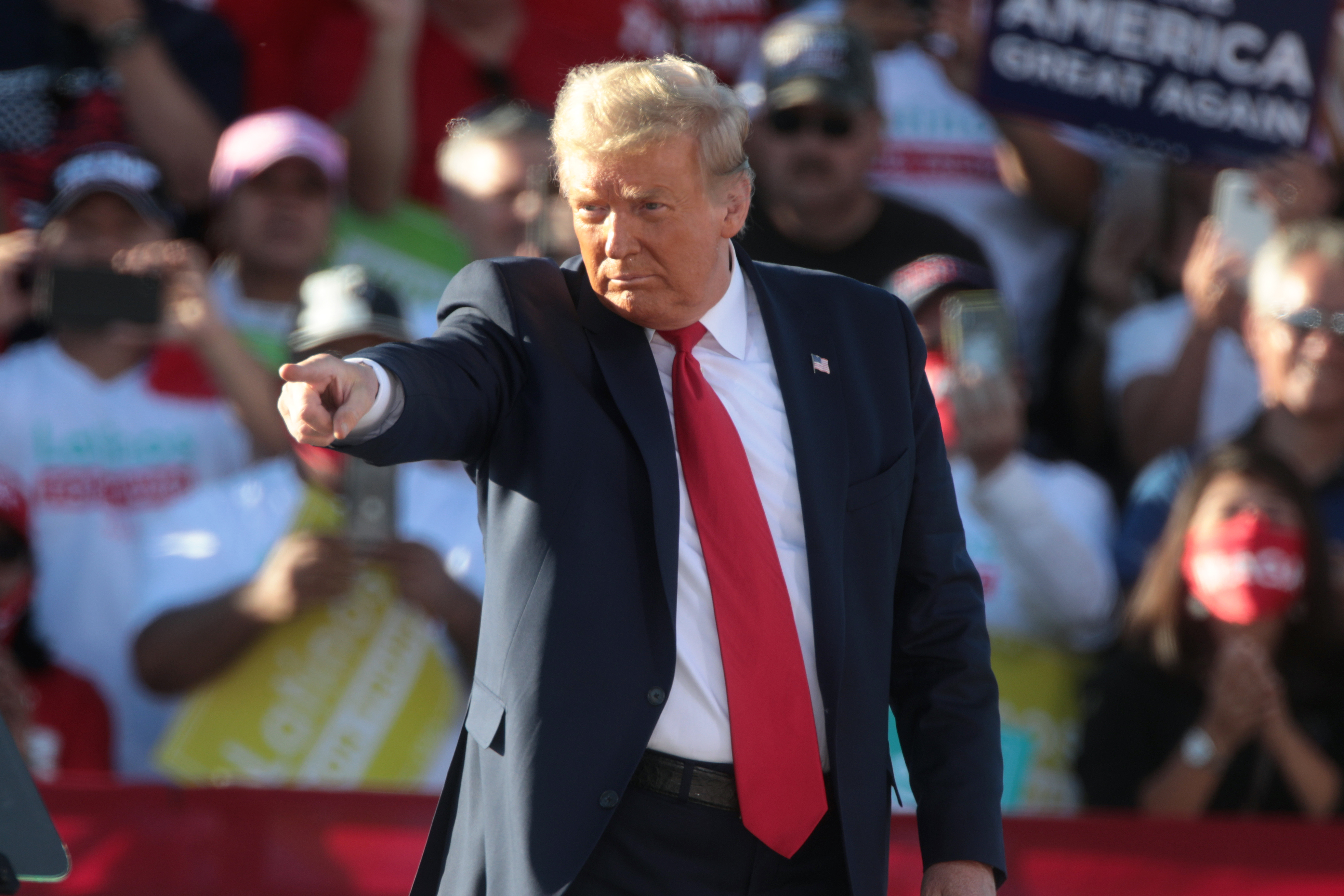
Donald Trump podczas wiecu wyborczego w Arizonie

Donald Trump złożył wniosek o reelekcję w wyborach prezydenckich w 2020 w ciągu kilku godzin od objęcia urzędu prezydentury w 2017. Niecały miesiąc po objęciu urzędu, 18 lutego, zorganizował w Melbourne w stanie Floryda swój pierwszy kampanijny wiec. Oficjalną inaugurację kampanii prezydenckiej Trumpa stanowił jednak zorganizowany 18 czerwca 2019 wiec w Amway Center w Orlando. Na wiecu tym z ogromnym aplauzem publiczności spotkał się przytoczony przez Trumpa kampanijny slogan Keep America Great (pol. „Utrzymajmy Amerykę wielką”), będący odniesieniem do sloganu z poprzedniej kampanii. Polityk o sloganie tym wspomniał już 18 stycznia 2017 w wywiadzie dla dziennika „The Washington Post”.
W ciągu pierwszych dwóch lat urzędowania Trump zebrał na kampanię 67,5 miliona dolarów. Od początku 2019 do lipca 2020 Trump i Partia Republikańska zebrali łącznie 1,1 miliarda dolarów, ale wydali tylko 800 milionów. W tym samym czasie stracili przewagę nad byłym wiceprezydentem, kandydatem Demokratów Joem Bidenem. Brak pieniędzy zmusił kandydata do cięcia wydatków reklamowych.
Począwszy od wiosny 2020, kiedy zaczynała się pandemia COVID-19 Trump zaczął siać wątpliwości co do pomysłu organizowania wyborów, wielokrotnie twierdząc, że wybory zostaną „sfałszowane”, a głosowanie pocztą spowoduje „masowe oszustwo wyborcze”. Donald Trump w lipcu zaproponował odroczenie wyborów. Izba Reprezentantów w sierpniu 2020 zagłosowała za przeznaczeniem 25 miliardów dolarów dla amerykańskiej poczty, gdyż spodziewano się wzrostu liczby głosów oddanych korespondencyjnie. Trump jednakże zablokował dotację, mówiąc, że chce zapobiec takowemu wzrostowi. Prezydent został kandydatem Republikanów 24 sierpnia 2020. Wielokrotnie odmawiał stwierdzenia, że w przypadku przegranej zaakceptuje wyniki wyborów i zobowiąże się do pokojowego przekazania władzy.
Wybory 3 listopada wygrał Joe Biden, otrzymując 81,3 miliona głosów, Trump zdobył ich 74,2 miliona i przegrał w Kolegium Elektorów stosunkiem 232 do 306 głosów. Trump po przegranej próbował obalić wyniki, twierdząc, iż doszło do oszustwa wyborczego, składał wiele pozwów. 6 stycznia 2021 roku, po wiecu z jego uczestnictwem, zwolennicy Donalda Trumpa ruszyli na Kapitol i setki z nich wdarło się do budynku Kongresu, przerywając liczenie głosów elektorskich.

#### Następstwa wyborów

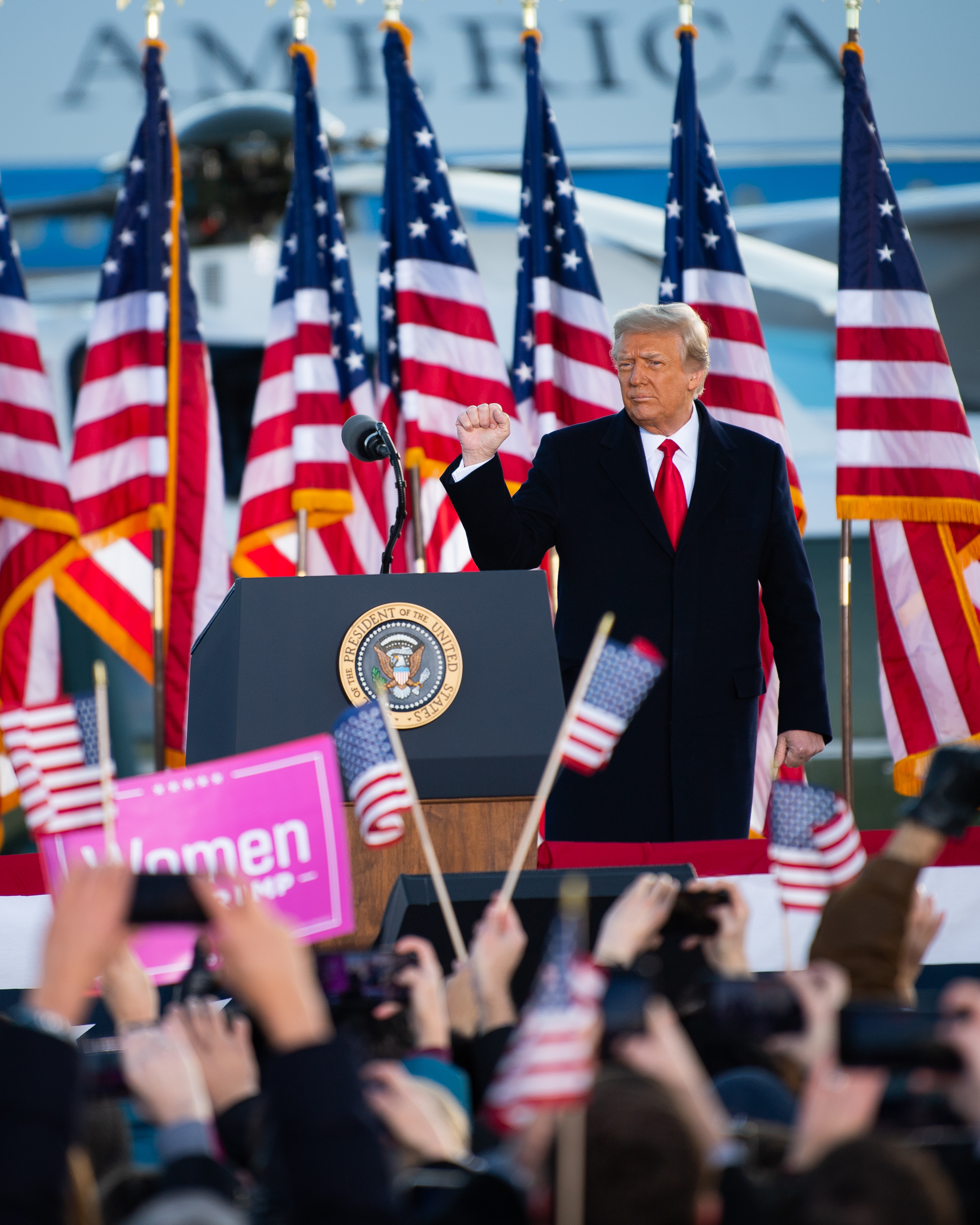
Donald Trump podczas spotkania w dniu odlotu z Waszyngtonu

O drugiej w nocy po wyborach, kiedy wynik był jeszcze niejasny, Trump ogłosił zwycięstwo. Jednak kilka dni później oficjalnie ogłoszono, że to Joe Biden wygrał wybory. Donald Trump powiedział wtedy, że „wybory jeszcze się nie skończyły” i bezpodstawnie zarzucał oszustwo wyborcze. W związku z tym Trump ze swoim sztabem złożył wiele pozwów przeciwko wynikom wyborów. Zostały one odrzucone przez co najmniej 86 sędziów zarówno stanowych, jak i federalnych, którzy nie znaleźli żadnych podstaw prawnych ani faktycznych w zarzutach wysuwanych przez Trumpa. Nieuzasadnione zarzuty Trumpa o oszustwa wyborcze zostały również obalone przez urzędników państwowych. Po tym, jak dyrektor Agencji do spraw Cyberbezpieczeństwa i Bezpieczeństwa Infrastruktury (Cybersecurity and Infrastructure Security Agency, CISA) Chris Krebs zaprzeczył zarzutom Trumpa, Trump zwolnił go ze stanowiska 17 listopada. 11 grudnia Sąd Najwyższy Stanów Zjednoczonych odmówił rozpatrzenia sprawy prokuratora generalnego stanu Teksas, który zwrócił się do sądu o unieważnienie wyników wyborów w czterech stanach, w których wygrał Biden.
Kilka tygodni po wyborach Trump wycofał się z działalności publicznej. Początkowo uniemożliwiał urzędnikom państwowym współpracę przy przekazywaniu władzy Bidenowi. Po trzech tygodniach administratorka General Services Administration uznała Bidena za „potencjalnego zwycięzcę” wyborów, pozwalając na wypłatę jemu i jego sztabowi pieniędzy. Kolegium Elektorów ostatecznie potwierdziło zwycięstwo Bidena 14 grudnia 2020. Od listopada do stycznia Donald Trump wielokrotnie próbował unieważnić wyniki wyborów.
Donald Trump nie uczestniczył w inauguracji swojego następcy, Joego Bidena, opuszczając Waszyngton kilka godzin wcześniej. Ostatni raz ustępującego prezydenta USA nie było na zaprzysiężeniu następcy w 1869 – był to Andrew Johnson, który nie uczestniczył w prezydenckiej inauguracji Ulyssesa Granta.

### Wybory prezydenckie w 2024

Logo kampanii wyborczej Donalda Trumpa w 2024 używane w okresie po Narodowej Konwencji Republikanów

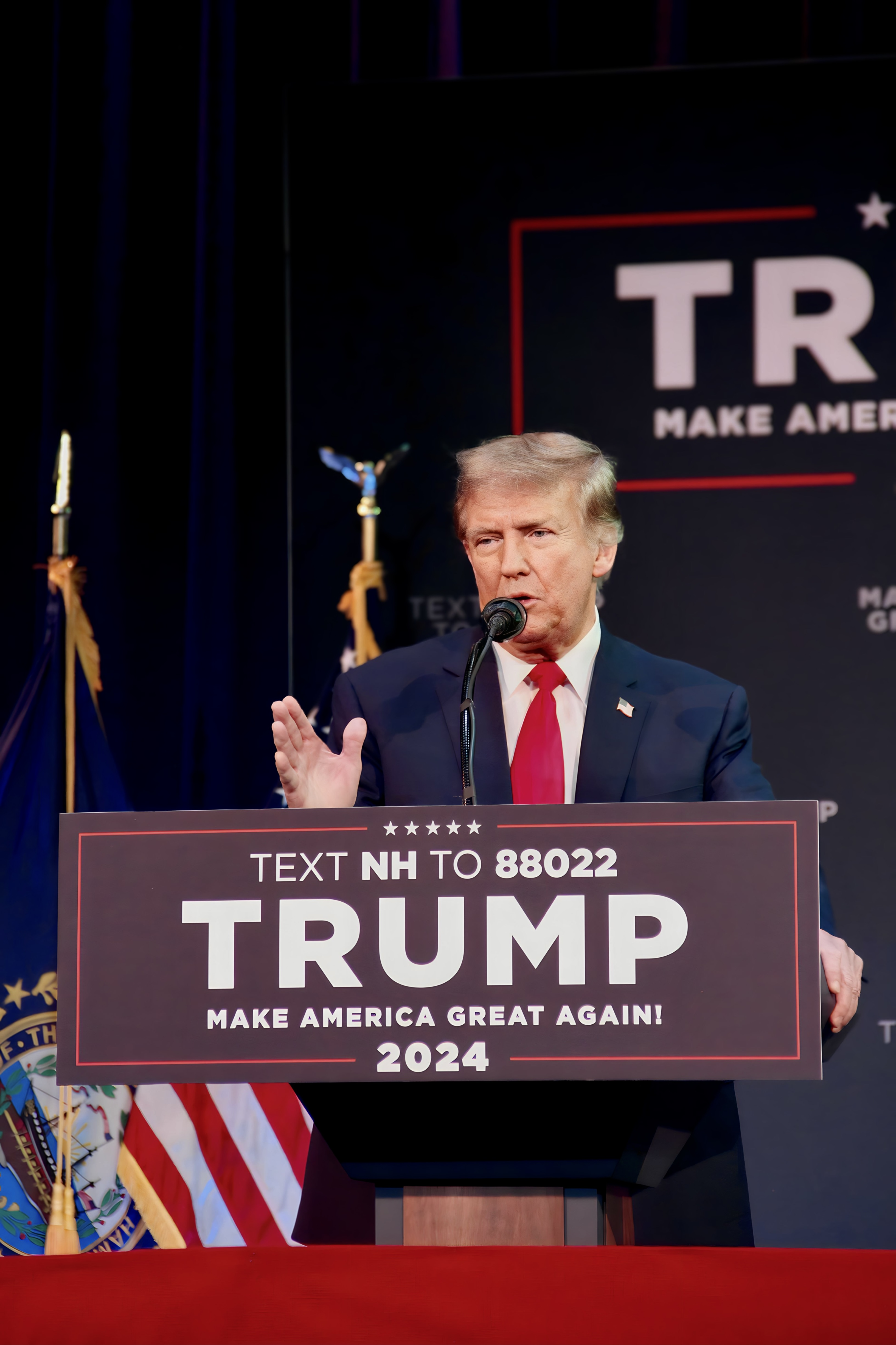
Donald Trump podczas wiecu w Rochester w stanie New Hampshire 22 stycznia 2024

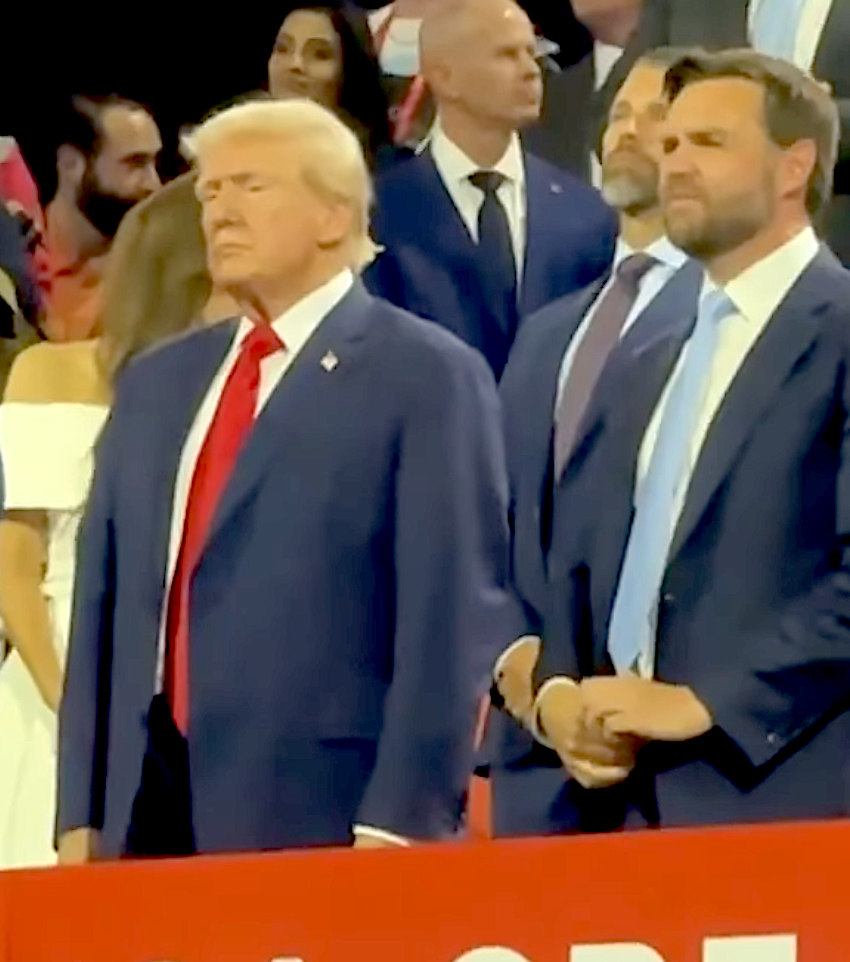
Donald Trump i J.D. Vance podczas 1. dnia Narodowej Konwencji Republikanów 15 lipca 2024

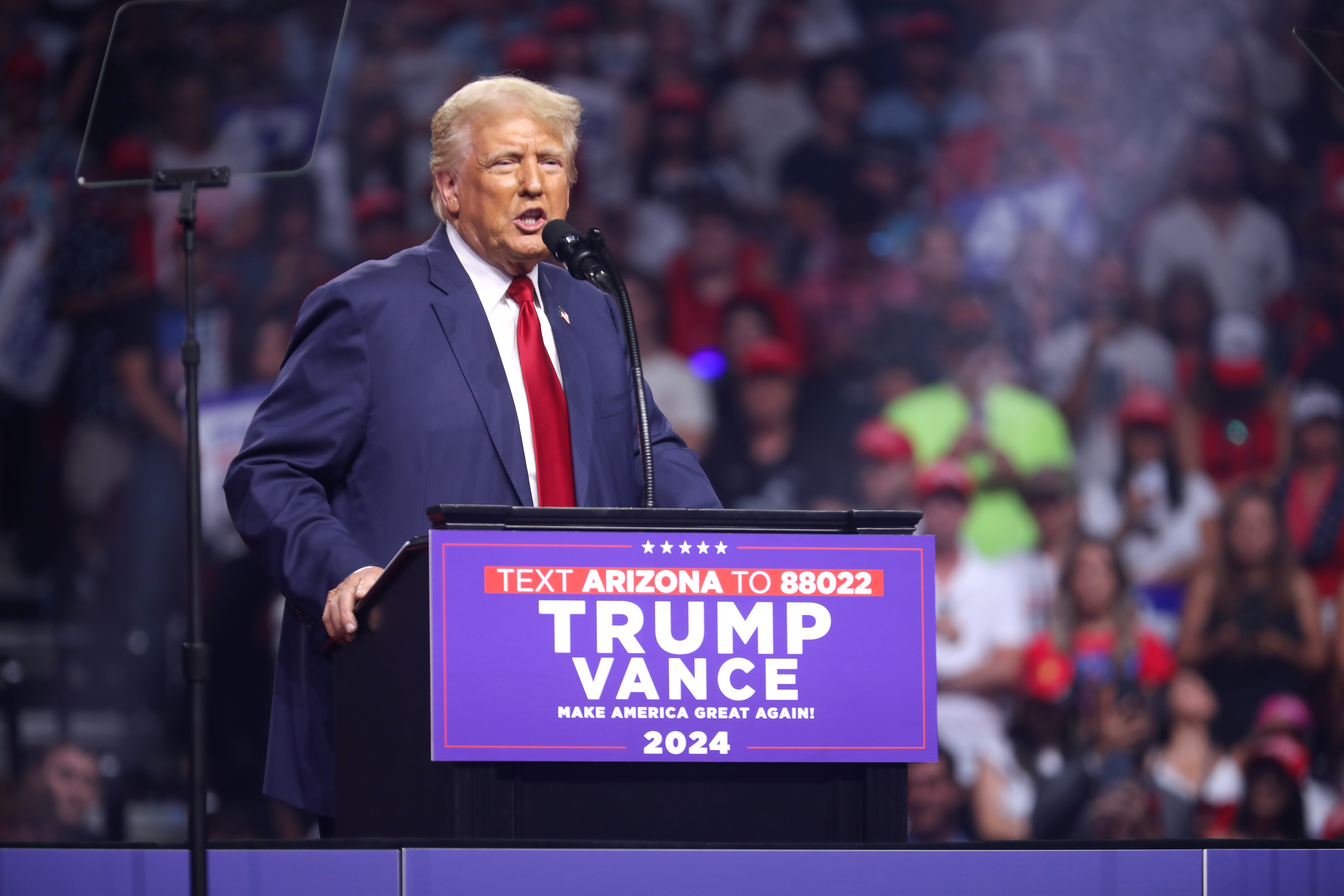
Donald Trump podczas wiecu w Glendale w stanie Arizona 23 sierpnia 2024

Podczas pierwszego publicznego wystąpienia po odejściu z urzędu prezydenta Stanów Zjednoczonych, które miało miejsce na zorganizowanej 28 lutego 2021 w Orlando konferencji Conservative Political Action Conference, Donald Trump zasugerował, że być może zdecyduje się kandydować w wyborach prezydenckich w 2024.
15 listopada 2022, podczas wystąpienia w swojej posiadłości Mar-a-Lago na Florydzie, Trump oficjalnie ogłosił zamiar wystartowania w wyborach prezydenckich w 2024. Wystąpienie poprzedziło złożenie odpowiednich dokumentów w Federalnej Komisji Wyborczej i założenie konta do zbierania funduszy na kampanię.
25 marca 2023 w Waco w Teksasie miał miejsce pierwszy wiec wyborczy kampanii prezydenckiej Donalda Trumpa. 6 marca następnego roku podczas tzw. superwtorku Trump odniósł zdecydowane zwycięstwo w niemal wszystkich stanach, w których odbywały się prawybory prezydenckie Partii Republikańskiej. Taki stan rzeczy spowodował, że dzień później z prawyborczego wyścigu oficjalnie wycofała się ostatnia z konkurentów Trumpa w walce o prezydencką nominację Partii Republikańskiej, była gubernator Karoliny Południowej i ambasador USA przy ONZ Nikki Haley, pozostawiając Trumpa jako przypuszczalnego kandydata Republikanów na prezydenta kraju.
Kontrkandydatem Donalda Trumpa z ramienia Partii Demokratycznej był początkowo urzędujący prezydent Stanów Zjednoczonych Joe Biden, który 25 kwietnia 2023 ogłosił zamiar ubiegania się o reelekcję, a w marcu kolejnego roku został przypuszczalnym kandydatem Demokratów na prezydenta w wyborach w 2024 po prawyborczym sukcesie podczas superwtorku. Jednak po przeprowadzonej 27 czerwca 2024 telewizyjnej debacie kandydatów, którą według sondażu przeprowadzonego później przez telewizję CNN zdecydowanie wygrał Trump i podczas której Biden charakteryzował się słabą formą psychofizyczną, w środowisku politycznym urzędującego prezydenta pojawiły się głosy wzywające go do rezygnacji z dalszego udziału w walce wyborczej. 21 lipca 2024 Joe Biden oficjalnie ogłosił swoją rezygnację z ubiegania się o prezydencką reelekcję i jednocześnie poparł urzędującą wiceprezydent Stanów Zjednoczonych Kamalę Harris jako swoją następczynię na pozycji kandydata Partii Demokratycznej. 5 sierpnia Harris zapewniła sobie nominację Demokratów poprzez wirtualne głosowanie delegatów, a 22 sierpnia na Narodowej Konwencji Demokratów w Chicago dostała oficjalną nominację jako kandydatka w wyborach.
13 lipca 2024 w Butler w stanie Pensylwania, podczas nieudanego zamachu na wiecu wyborczym, Donald Trump został raniony w ucho przez 20-letniego zamachowca Thomasa Matthew Crooksa. Dwa dni później, 15 lipca 2024, podczas Narodowej Konwencji Republikanów w Milwaukee otrzymał po głosowaniu delegatów Partii Republikańskiej, w którym zwyciężył z Nikki Haley stosunkiem 2387 do 97 głosów, oficjalną nominację na kandydata na prezydenta w wyborach w tym samym roku. Podczas tej konwencji ogłoszono senatora ze stanu Ohio J.D. Vance’a kandydatem Donalda Trumpa na urząd wiceprezydenta w tychże wyborach.
Podczas kampanii Trump w swoich wystąpieniach mocno skupiał się na amerykańskiej gospodarce, którą wówczas charakteryzowała wysoka inflacja i rosnące ceny. Aby zaradzić tym problemom przede wszystkim zaproponował nałożenie ceł na wszystkie towary importowane do Stanów Zjednoczonych, w tym aż w wysokości do 60% na towary z Chin, twierdząc, że cła te ochronią amerykańskie miejsca pracy i przemysł, oraz że będą one zachęcać do krajowej produkcji i zmniejszać zależność od towarów zagranicznych. Oprócz tego przedstawił plany zniesienia podatków od napiwków i świadczeń z federalnego programu ubezpieczeń społecznych (Social Security) oraz obniżenia podatków, w tym podatku dochodowego od osób prawnych, różnym grupom, od osób starszych po właścicieli domów. Obiecał także, że nie będzie dokonywał cięć w Social Security i federalnym programie ubezpieczeń zdrowotnych (Medicare), podkreślając, że będzie chronił te programy bez podnoszenia wieku emerytalnego. Oprócz tego Trump zadeklarował również deportację milionów nielegalnych imigrantów, twierdząc, że masowa deportacja tychże spowoduje obniżenie cen mieszkań. W dziedzinie polityki zagranicznej natomiast Donald Trump krytykował skalę dokonanej przez dotychczasową amerykańską administrację pomocy wojskowej, humanitarnej i ekonomicznej dla Ukrainy, od 2022 toczącej pełnoskalową wojnę z Rosją – podczas jednego z wieców nazwał prezydenta Ukrainy Wołodymyra Zełenskiego „największym handlowcem wszech czasów”, gdyż „zaledwie cztery dni temu wyjechał z 60 miliardami dolarów, a kiedy wraca do domu, ogłasza, że potrzebuje kolejnych 60 miliardów dolarów. To się nigdy nie kończy”. Twierdził również, że zakończy wojnę w ciągu 24 godzin, choć nie wyjaśnił, w jaki sposób. Z kolei w temacie drugiej z mocno przyciągających ówcześnie uwagę świata wojen, wojny Izraela z Hamasem, wyrażał chęć jej zakończenia i obiecywał, że „na Bliskim Wschodzie zapanuje pokój”, nie podając jednak żadnych szczegółów ani konkretnych planów. Ostrzegł również na konwencji Republikanów, że jeśli Hamas nie uwolni zakładników przed jego prezydencką inauguracją 20 stycznia 2025, zapłaci „bardzo wysoką cenę”. Trump nie unikał także w kampanii krytyki państw członkowskich NATO za przeznaczanie zbyt małej ilości swojego PKB na obronność. Podczas jednego z wieców przytoczył swoją rzekomą rozmowę z „prezydentem dużego kraju [należącego do NATO]”. Ów przywódca miał zapytać Trumpa, czy Stany Zjednoczone obroniłyby jego kraj przed ewentualną agresją ze strony Rosji, gdyby ten nie przeznaczał wystarczającej ilości pieniędzy na swoją obronność. Trump odpowiedział na to w ten sposób: „Nie, nie broniłbym was. A nawet zachęcałbym ich [Rosjan], żeby robili z wami, co im się podoba. Musicie płacić, musicie płacić rachunki”.
W trakcie kampanii Trump wygłaszał coraz bardziej agresywne i autorytarne oświadczenia, używał ostrej, antyimigracyjnej retoryki oraz wyrażał poparcie dla skrajnie prawicowego ekstremizmu. Niektóre z kampanijnych wypowiedzi Trumpa zostały opisane przez historyków oraz naukowców jako populistyczne, autorytarne, faszystowskie i niepodobne do niczego, co kiedykolwiek powiedział polityczny kandydat w historii Stanów Zjednoczonych.
10 września 2024 w Filadelfii odbyła się pierwsza i jedyna debata telewizyjna pomiędzy Donaldem Trumpem a Kamalą Harris. W debacie tej Trump poruszał głównie temat ceł i imigrantów, na temat których twierdził, że „przejmują miasta i budynki”, a w Springfield w stanie Ohio ci pochodzący z Haiti mieli się dopuszczać spożywania psów i kotów, zaś Harris nazwał marksistką, a jej potencjalne rządy określił jako obarczone groźbą wybuchu III wojny światowej. Harris z kolei podnosiła tematy aborcji i zdolności Trumpa do sprawowania urzędu oraz jego problemów z prawem. Zarzuciła mu także, że ma dyktatorskie zapędy i że gdyby był prezydentem, to Władimir Putin byłby już w Kijowie i „miał oko na resztę Europy, zaczynając od Polski”. Według pierwszego opublikowanego po debacie przez telewizję CNN sondażu, 63% ankietowanych wskazało Harris jako jej zwyciężczynię.
W wyborach, które odbyły się 5 listopada 2024, Donald Trump zwyciężył w Kolegium Elektorów, zdobywając 312 głosów elektorskich wobec 226 głosów Kamali Harris. Trump wygrał we wszystkich tzw. stanach wahających się (swing states), a także utrzymał wszystkie stany, w których wygrał w 2020 roku. Trump wygrał w głosowaniu powszechnym z przewagą 49,8% nad kontrkandydatką, stając się pierwszym republikaninem, któremu udało się to osiągnąć od czasu George’a W. Busha w 2004 roku, i z trzecią najmniejszą przewagą od 1888 roku. W porównaniu z wyborami w 2020 roku poprawił swój udział w głosach wśród wyborców z klasy robotniczej, szczególnie wśród młodych mężczyzn, osób bez wyższego wykształcenia i wyborców latynoskich. Były to drugie z dwóch wyborów wygranych przez Trumpa, pierwsze odbyły się w 2016 roku przeciwko Hillary Clinton, poprzedzając jego porażkę z Joe Bidenem w 2020 roku. Trump został drugim w historii prezydentem USA, po Groverze Clevelandzie w 1892 roku, który został wybrany na kadencję niekolejną.
17 grudnia 2024, w formalnym głosowaniu elektorskim, został wybrany na nowego prezydenta Stanów Zjednoczonych.

#### Przed zaprzysiężeniem

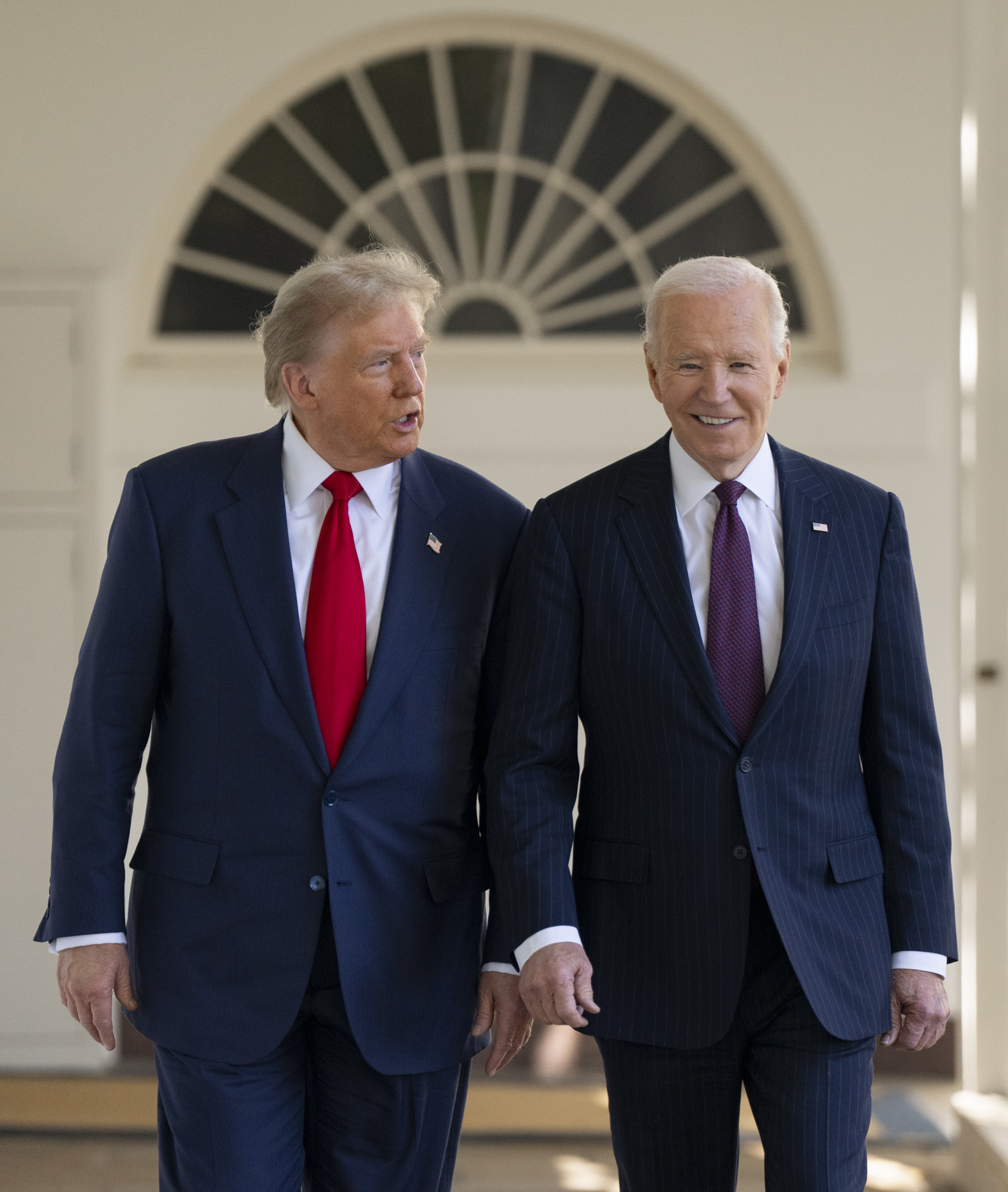
Prezydent elekt Donald Trump wraz z ustępującym 46. prezydentem USA Joe Bidenem w Białym Domu, 13 listopada 2024

W pierwszych dniach po wyborach, w największych miastach Stanów Zjednoczonych tj. Chicago, Filadelfia, Nowy Jork, Pittsburgh, Portland w stanie Oregon, Seattle i Waszyngton odbyły się wymierzone w Donalda Trumpa protesty społeczne.
7 listopada 2024 Trump jako prezydent elekt dokonał pierwszej nominacji na stanowisko w swoim przyszłym gabinecie: wskazał szefową swojej kampanii wyborczej Susie Wiles jako przyszłą szefową personelu Białego Domu. Kolejnymi nominowanymi do jego przyszłej administracji zostali Tom Homan, w czasie pierwszego urzędowania Trumpa pełniący obowiązki dyrektora Amerykańskiego Urzędu do spraw Imigracji i Egzekwowania Ceł (U.S. Immigration and Customs Enforcement, ICE), jako, zgodnie z wpisem Trumpa na platformie Truth Social, „człowiek odpowiedzialny za granice naszego kraju (car granicy) oraz wszelkie bezpieczeństwo morskie i lotnicze”, bliski doradca Trumpa w sprawach imigracji Stephen Miller jako zastępca szefowej personelu Białego Domu, kongresmenka Elise Stefanik jako ambasador Stanów Zjednoczonych przy ONZ i kongresmen Michael Waltz jako doradca ds. bezpieczeństwa narodowego. Wśród nominowanych na stanowiska ministerialne znaleźli się z kolei senator Marco Rubio na urząd sekretarza stanu, gubernator Dakoty Południowej Kristi Noem na urząd sekretarza bezpieczeństwa krajowego, prezenter telewizyjny Pete Hegseth na urząd sekretarza obrony, działacz ruchu antyszczepionkowego Robert F. Kennedy Jr. na urząd sekretarza zdrowia i opieki społecznej, businesswoman i polityk Linda McMahon na urząd sekretarza edukacji oraz prezeska organizacji pozarządowej America First Policy Institute Brooke Rollins na urząd sekretarza rolnictwa. 12 listopada 2024 Trump ogłosił, że w jego przyszłej administracji przedsiębiorcy Elon Musk i Vivek Ramaswamy pokierują nowym „Departamentem Wydajności Rządu” (Department of Government Efficiency, DOGE), którego utworzenie zapowiadał podczas kampanii na początku września 2024 jako części listy nowych planów gospodarczych. Według Trumpa, instytucja ta, co do której nie były wówczas znane żadne konkrety dotyczące jej działalności, będzie „udzielała porad i wskazówek z pozycji poza rządem”. Dzień później przyszły prezydent nominował kongresmena Matta Gaetza na stanowisko prokuratora generalnego (21 listopada Gaetz zrezygnował z ubiegania się o to stanowisko, jeszcze tego samego dnia Trump wskazał byłą prokurator generalną Florydy Pam Bondi jako swoją nową kandydatkę do objęcia kierownictwa nad Departamentem Sprawiedliwości) oraz byłą kongresmenkę z ramienia Demokratów Tulsi Gabbard na funkcję Dyrektora Wywiadu Narodowego.
Według stanu na 7 listopada 2024 Donald Trump odbył rozmowy telefoniczne z około 70 światowymi przywódcami, w tym m.in. z przewodniczącą Komisji Europejskiej Ursulą von der Leyen, premierem Izraela Binjaminem Netanjahu i prezydentem Ukrainy Wołodymyrem Zełenskim. Zełenski po rozmowie z Trumpem przyznał, że wraz z amerykańskim prezydentem elektem zgodzili się na „utrzymywanie bliskiego dialogu i rozwijanie współpracy”. W rozmowie Trump–Zełenski, według kijowskich urzędników, uczestniczył także Elon Musk. W rozmowie Musk miał powiedzieć, że będzie nadal wspierał Ukrainę za pośrednictwem swoich satelitów Starlink.
7 listopada 2024, według dziennika „The Washington Post”, doszło do rozmowy telefonicznej Trumpa z prezydentem Rosji Władimirem Putinem, w której Trump miał „doradzić Putinowi, aby nie eskalował wojny w Ukrainie i przypomnieć mu o znacznej obecności wojskowej USA w Europie”. Istnieniu rozmowy Putina z Trumpem zaprzeczył jednak 11 listopada rzecznik prezydenta Rosji Dmitrij Pieskow. 10 listopada 2024 w nocy Trump przeprowadził z kolei rozmowę z kanclerzem Niemiec Olafem Scholzem. Podczas rozmowy obaj politycy mieli „zgodzić się na współpracę w celu przywrócenia pokoju w Europie”. Dzień później Trump zadzwonił do prezydenta Polski Andrzeja Dudy w celu złożenia życzeń z okazji Narodowego Święta Niepodległości i poproszenia o podziękowanie Polakom w Stanach Zjednoczonych, którzy wzięli udział wyborach i, zdaniem Trumpa, w większości zagłosowali na niego. Politycy zgodzili się także co do organizacji spotkania jeszcze przed zaprzysiężeniem Trumpa.
13 listopada 2024 Donald Trump został przyjęty przez ustępującego prezydenta Stanów Zjednoczonych Joego Bidena w Białym Domu. Następnego dnia wieczorem w Mar-a-Lago odbył natomiast pierwsze od czasu zostania prezydentem elektem USA spotkanie z zagranicznym przywódcą – prezydentem Argentyny Javierem Milei.

## I kadencja prezydencka

### Zaprzysiężenie i objęcie funkcji

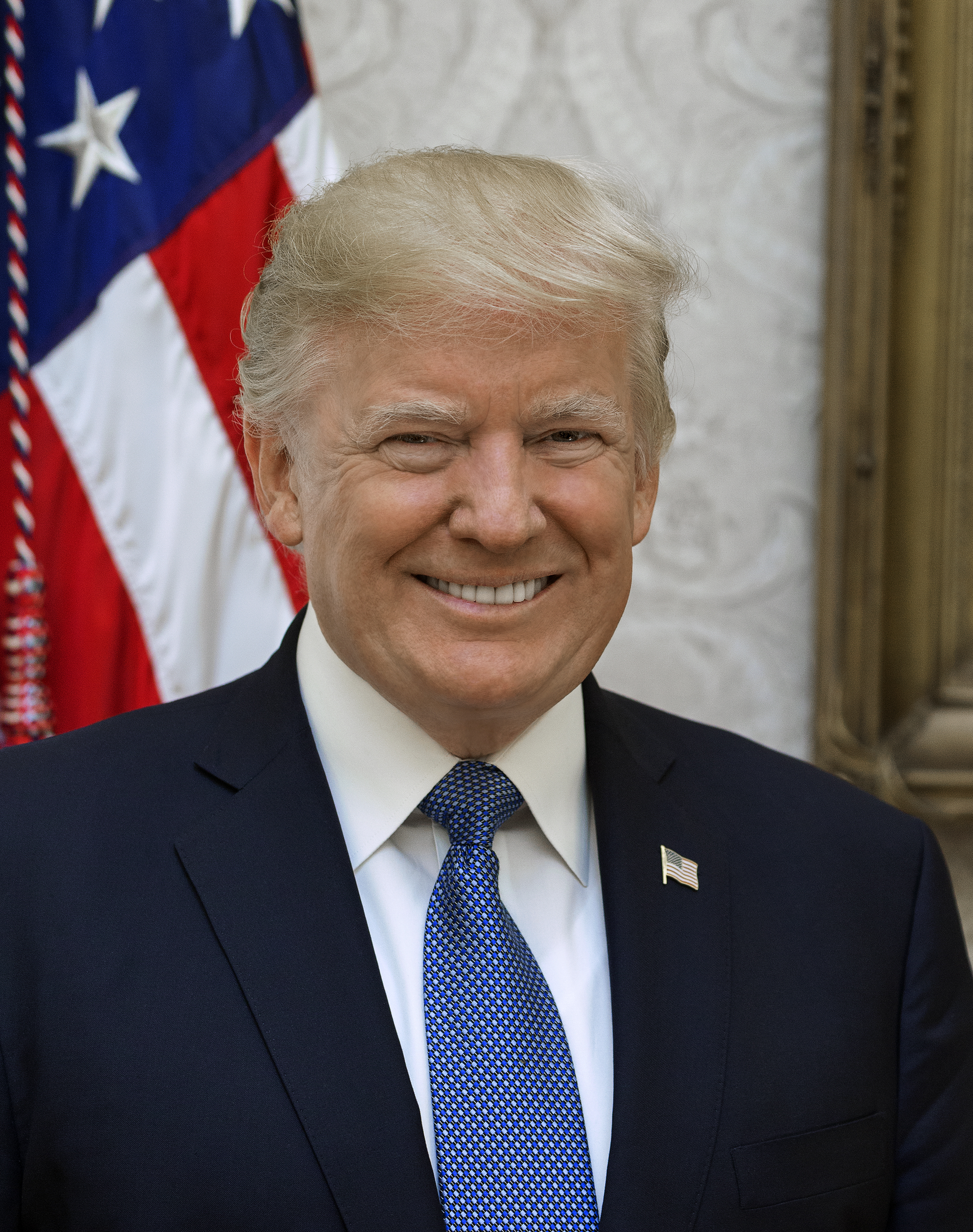
Donald Trump jako 45. prezydent Stanów Zjednoczonych

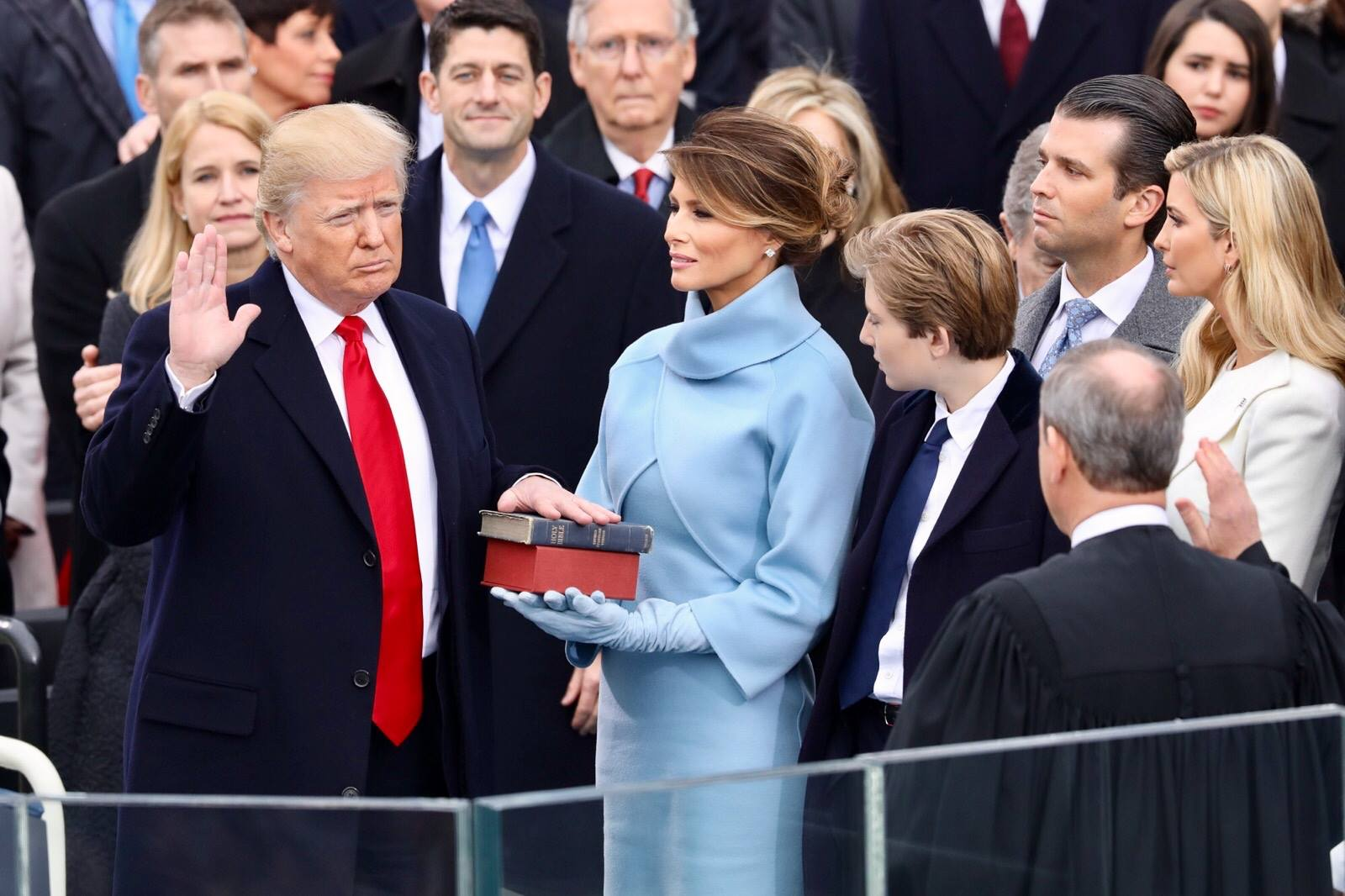
Donald Trump podczas składania przysięgi prezydenckiej, 20 stycznia 2017

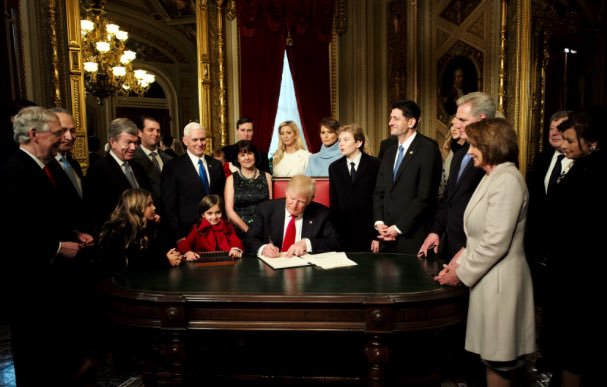
Prezydent Donald Trump podczas podpisania dekretu w sprawie powołania swojego gabinetu

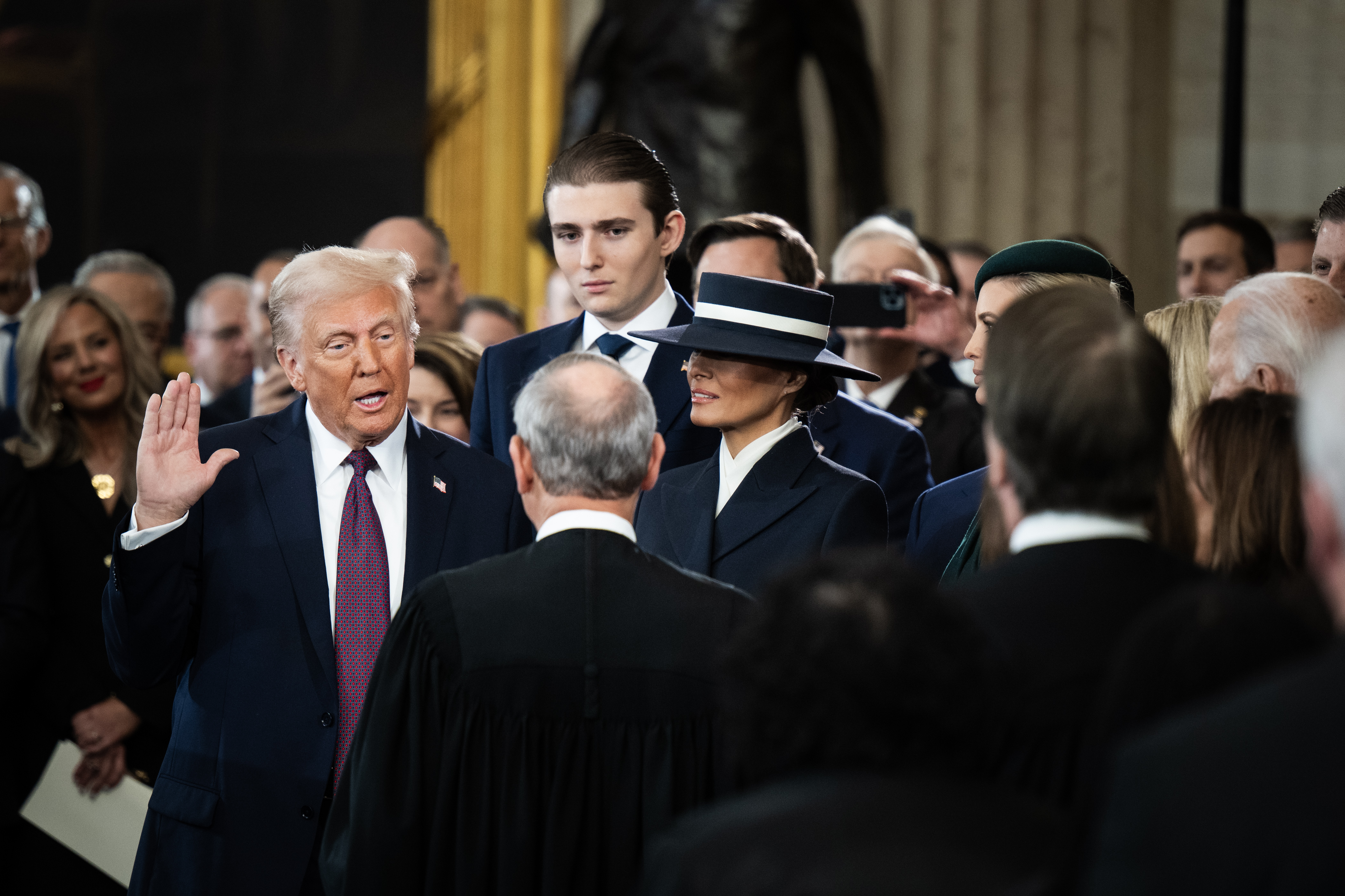
Donald Trump w czasie składania przysięgi prezydenckiej, styczeń 2025

Zaprzysiężenie Donalda Trumpa na urząd 45. prezydenta Stanów Zjednoczonych odbyło się w samo południe 20 stycznia 2017 w Waszyngtonie, gdzie składał przysięgę na dwie Biblie: tę należącą niegdyś do prezydenta Abrahama Lincolna oraz na podarowaną mu przez matkę w 1955, zaś słowa przysięgi odebrał sędzia Sądu Najwyższego John Roberts.
W chwili objęcia urzędu Donald Trump miał 70 lat, 7 miesięcy i 7 dni, przez co stał się najstarszym w historii prezydentem Stanów Zjednoczonych (wcześniej był nim Ronald Reagan, który w chwili objęcia miał 69 lat, 11 miesięcy i 14 dni). Ponadto był trzecim w historii prezydentem tego kraju, po Herbercie Hooverze i Dwighcie Eisenhowerze, mającym niemieckie korzenie.
Tuż po zaprzysiężeniu Donalda Trumpa, Biały Dom ogłosił cele polityki zagranicznej i militarnej. Określono, że nowy rząd będzie się kierował zasadą pokój poprzez siłę. Oznacza to dążenie do utrzymania pokojowych stosunków ze wszystkimi krajami przy jednoczesnym rozwoju militarnym w celu zniechęcenia innych państw do ewentualnego konfliktu. Głównym priorytetem nowego rządu miałoby być pokonanie Państwa Islamskiego. Wskazano też Koreę Północną i Iran jako potencjalnych agresorów i między innymi ze względu na nie zapowiedziano budowę nowoczesnego systemu obrony antyrakietowej. Zapowiedziano wzmocnienie ochrony granic, utrzymanie dotychczasowych sojuszy oraz tworzenie nowych. W pierwszych dniach urzędowania Trump obiecał dodatkowo obniżkę podatków dla klasy średniej i dla firm do ok. 15–20%, usprawnienie podejmowania decyzji przez urzędy w sprawie budowy lub rozbudowy przedsiębiorstw i renegocjację Północnoamerykańskiego Układu Wolnego Handlu (NAFTA).
21 stycznia 2017 miał miejsce Marsz Kobiet. Wzięło w nim udział 4 miliony osób na całym świecie. Inicjatorzy marszu ogłosili, że ich celem jest obrona przed polityką Donalda Trumpa takich aspektów prawnych i społecznych, jak prawa człowieka, prawa kobiet, prawa osób LGBT, dotychczasowa polityka migracyjna, publiczna służba zdrowia, ochrona środowiska, równość rasowa i wolność religijna. 500 tysięcy osób tego samego dnia wzięło udział w marszu w Waszyngtonie.

### Rozporządzenia wykonawcze
Pierwszą oficjalną decyzją Donalda Trumpa jako prezydenta Stanów Zjednoczonych było podpisanie 21 stycznia 2017 rozporządzenia wykonawczego zobowiązującego agencje federalne do ograniczenia obciążeń związanych z wprowadzoną przez jego poprzednika Baracka Obamę ustawą Patient Protection and Affordable Care Act.
23 stycznia 2017 podpisał rozporządzenie wykonawcze wycofujące Stany Zjednoczone z Transpacyficznej Umowy o Wolnym Handlu (mimo że ta umowa nie została jeszcze uchwalona przez Senat), a także memorandum zamrażające wynagrodzenia dla niektórych federalnych pracowników rządowych oraz rozporządzenie przywracające zakaz finansowania z funduszy federalnych organizacji międzynarodowych, które przeprowadzają aborcję lub zapewniają doradztwo w tej dziedzinie (zakaz został wprowadzony przez Ronalda Reagana, a ostatni raz zniósł go Barack Obama).
23 stycznia 2017 wydał rozporządzenie wznawiające budowę ropociągów Keystone XL (łączącego Kanadę z USA) oraz Dakota Access Pipeline (łączącego Dakotę Północną z Illinois). Budowa została wstrzymana przez administrację Baracka Obamy, w związku ze sprzeciwem ekologów i Indian z rezerwatu Standing Rock Sioux.
25 stycznia 2017 podpisał dwa kolejne rozporządzenia wykonawcze. Pierwsze zarządzało budowę muru na granicy z Meksykiem. Donald Trump zapewnił, że choć początkowo mur będzie finansowany z podatków, ostatecznie Meksyk zwróci pełny koszt budowy. Prezydent Meksyku, Enrique Peña Nieto wykluczył taką możliwość. Drugie rozporządzenie przywracało programy upoważniające służby lokalne i stanowe do współpracy z rządem federalnym w sprawie nielegalnych imigrantów, którzy w przeszłości dopuścili się przestępstw. Wstrzymywało też subwencje dla miast, których władze odmawiają wydania nielegalnych imigrantów do deportacji, a funkcjonariusze miejscowej policji nie sprawdzają statusu imigracyjnego zatrzymanych.
27 stycznia 2017 podpisał rozporządzenie wykonawcze 13769: Protecting the Nation From Terrorist Attacks by Foreign Nationals, które tymczasowo wstrzymało program pomocy uchodźcom United States Refugee Admissions Program. Zgodnie z rozporządzeniem na okres 90 dni zawieszone zostało wydawanie przez ambasady wiz dla obywateli państw muzułmańskich, mających problemy z terroryzmem (zawieszenie to nie dotyczy dyplomatów, pracowników instytucji międzynarodowych i gości ONZ). Rozporządzenie nie precyzuje, których konkretnie państw dotyczy, jednak Departament Bezpieczeństwa Krajowego ogłosił, że są to Jemen, Sudan, Somalia, Libia, Syria, Iran i Irak. Dokument przewiduje również zawieszenie przyjmowania uchodźców z Syrii do odwołania, a także zawieszenie na okres 120 dni przyjmowania uchodźców z innych krajów. 3 lutego 2017 wykonywanie rozporządzenia zostało wstrzymane na terenie całego państwa, ponieważ stan Waszyngton decyzją sędziego sądu federalnego w Seattle Jamesa Robarta zaskarżył dekret. Do zaskarżenia przyłączył się także stan Minnesota. 4 lutego 2017 linie lotnicze Qatar Airways wznowiły loty do Stanów Zjednoczonych. 9 lutego 2017 Sąd Apelacyjny w San Francisco uznał rozporządzenie za niezgodne z konstytucją i podtrzymało decyzję Robarta o wstrzymaniu egzekwowania dekretu.
27 stycznia 2017 w czasie wizyty w Pentagonie Donald Trump podpisał także dekret o modernizacji amerykańskiej armii.
30 stycznia podpisał kolejne rozporządzenie wykonawcze. Zakładało ono, że każda nowa regulacja nakładana na obywateli przez rząd federalny musi likwidować dwa inne przepisy w regulowanym obszarze. Niektóre obszary zostały wyłączone spod obowiązywania dekretu, na przykład kwestie militarne. Nowe prawo ma wejść w życie w 2018, do tego czasu agencje rządowe mają powstrzymać się od wprowadzania nowych regulacji, chyba że wymagać tego będzie konstytucja lub inne uchwały. Donald Trump odwołał także krytykującą jego antyimigranckie rozporządzenie prokurator generalną, Sally Yates i tymczasowo powołał w jej miejsce Danę Boentego. Dana Boente natychmiast anulował wszystkie instrukcje wydane przez Yates i zapowiedział, że zastosuje się do dekretu Trumpa w sprawie imigrantów.

### Nominacje i dymisje

Donald Trump i James Mattis

21 stycznia 2017 Donald Trump podpisał dokument sankcjonujący odstąpienie od przepisu, według którego między odejściem z wojska, a objęciem stanowiska politycznego musi minąć siedem lat, aby emerytowany generał United States Marine Corps, James Mattis mógł objąć urząd sekretarza obrony, a Senat zatwierdził kandydaturę stosunkiem głosów 98:1. Zwolnił ze skutkiem natychmiastowym 80 amerykańskich ambasadorów na całym świecie, chociaż tylko cztery stanowiska obsadził ponownie jeszcze tego samego dnia.
31 stycznia 2017 nominował swoich kandydatów na sędziego Sądu Najwyższego, szefa Federalnej Służby Granicznej oraz na zastępcę prokuratora generalnego. Na stanowisko sędziego powołał Neila Gorsucha w miejsce zmarłego rok wcześniej Antonina Scalii. Wybór ten był kontrowersyjny, gdyż zgodnie z prawem następcę Scalii powinien wybrać prezydent, który pełnił stanowisko w momencie jego śmierci. Poprzednik Trumpa Barack Obama wskazał Merricka Garlanda, jednak Senat zablokował ten wybór, powołując się na precedens. Demokraci zapowiedzieli, że zablokują wybór osoby wskazanej przez Donalda Trumpa w Senacie. Wybór był o tyle istotny, że od tego zależało czy w Sądzie Najwyższym więcej będzie sędziów nominowanych przez demokratycznych, czy republikańskich prezydentów USA. 9 lipca 2018 Donald Trump nominował kandydata na sędziego Sądu Najwyższego Bretta Kavanaugha, który ma zastąpić odchodzącego 31 lipca 2018 na emeryturę sędziego Anthony’ego Kennedy’ego.
Nowym szefem USBP został Ronald Vitiello. Jego poprzednik Mark Morgan został zdymisjonowany w związku z zaostrzeniem polityki migracyjnej. Nowym zastępcą prokuratora generalnego został dotychczasowy prokurator generalny stanu Maryland, Rod Rosenstein.
8 lutego 2017 roku oficjalnie ogłosił utworzenie gabinetu. Znalazło się w nim 24 członków. Ustanowione w roku 1946 stanowisko Przewodniczącego Rady Doradców Ekonomicznych zostało zlikwidowane, a stanowiska Dyrektora Wywiadu Narodowego i Dyrektora CIA zostały podniesione do rangi członków gabinetu.

### Śledztwo w sprawie rosyjskiej ingerencji
9 maja 2017 Trump zdymisjonował dyrektora FBI Jamesa Comeya przed upływem kadencji, jako drugiego dyrektora w historii. Oficjalnie jako powód odwołania Biały Dom wskazał nieodpowiednie potraktowanie kwestii służbowych maili Hillary Clinton, jednak sam Trump szybko przyznał, że powodem było śledztwo w sprawie rosyjskiej ingerencji w wybory z 2016. Sam Comey stwierdził, że prezydent naciskał na niego, aby zaprzestał śledztwa w sprawie kontaktów Michaela T. Flynna z Rosjanami i domagał się od niego deklaracji lojalności, a w razie braku spełnienia tych żądań zagroził mu dymisją. Według Comeya do zwolnienia go doszło, gdy oświadczył prezydentowi, że śledztwo w sprawie domniemanej współpracy członków otoczenia Trumpa z Rosją w kompromitowaniu Hillary Clinton będzie prowadził uczciwie.
17 maja 2017 Robert Mueller został mianowany przez Departament Sprawiedliwości specjalnym prokuratorem do nadzorowania federalnego śledztwa w sprawie zarzutów o ingerencję Rosji w wybory prezydenckie w 2016. Na to stanowisko mianował go zastępca prokuratora generalnego Rod Rosenstein, ponieważ prokurator generalny Jeff Sessions wycofał się z nadzoru nad śledztwem w tej sprawie z powodu własnych zatajonych kontaktów z rosyjskimi urzędnikami. 3 sierpnia Mueller powołał ławę przysięgłych, która zdecyduje, czy komuś zostaną przedstawione zarzuty w prowadzonym przez niego śledztwie. Do końca 2017 r. w śledztwie zarzuty karne postawiono czterem osobom. Były doradca do spraw bezpieczeństwa narodowego Mike Flynn oraz doradca Trumpa w kampanii George Papadopoulos przyznali się do okłamywania FBI w sprawie kontaktów z rosyjską ambasadą, natomiast zarzuty spiskowania z przedstawicielami obcego państwa na szkodę USA postawiono byłemu szefowi kampanii Trumpa Paulowi Manafortowi i Rickowi Gatesowi, który był najbliższym wspólnikiem Manaforta
24 stycznia 2018 Trump ogłosił zamiar złożenia zeznań przed Muellerem, chociaż wcześniej dyskredytował jego śledztwo i uznawał doniesienia o możliwych powiązaniach jego administracji z Rosją za przejaw walki politycznej przeciw niemu. Tydzień wcześniej przesłuchany został pierwszy członek gabinetu Trumpa – prokurator generalny Jeff Sessions, któremu zarzucano kontakty z rosyjskim ambasadorem, z którym omawiał przebieg kampanii wyborczej.

### Impeachment
20 września 2019 gazeta „The Wall Street Journal” opublikowała artykuł, w którym powołując się na doniesienia anonimowego sygnalisty, poinformowała, że w lipcu 2019 Donald Trump odbył rozmowę telefoniczną z prezydentem Ukrainy Wołodymyrem Zełenskim. Miał go ośmiokrotnie poprosić o wszczęcie śledztwa przeciwko Joemu Bidenowi i jego synowi Hunterowi Bidenowi oraz ogłoszenie faktu rozpoczęcia śledztwa w największej amerykańskiej sieci telewizyjnej i o współpracę w tym zakresie z Rudy’m Giulianim, osobistym prawnikiem Trumpa. Przed rozmową Biały Dom zablokował prawie 400 milionów dolarów amerykańskich wyasygnowanej przez Kongres pomocy dla Ukrainy, co rzekomo miało być formą nacisku na ukraiński rząd. Według sygnalisty, pracownicy Białego Domu starali się zatuszować aferę, między innymi utajniając zapisy wszystkich prezydenckich rozmów telefonicznych przeprowadzonych w lecie 2019 roku, ponieważ byli świadkami próby uzyskania przez prezydenta korzyści osobistych.
24 września 2019 spikerka Izby Reprezentantów Nancy Pelosi z Partii Demokratycznej ogłosiła wszczęcie formalnego śledztwa w sprawie impeachmentu prezydenta Donalda Trumpa. W swojej wypowiedzi zarzuciła Trumpowi nadużycie władzy przez wykorzystywanie sprawowanego urzędu do osiągnięcia prywatnych korzyści, nieuczciwość, zdradę przysięgi urzędowej, zdradę bezpieczeństwa narodowego i sprzeniewierzenie się uczciwości wyborów.
Nie przyznał się do stawianych mu zarzutów. Śledztwo w sprawie impeachmentu nazwał polowaniem na czarownice, zamachem stanu i linczem.
18 grudnia 2019 został postawiony przez Izbę Reprezentantów – jako trzeci urzędujący prezydent Stanów Zjednoczonych w historii – w stan oskarżenia. 5 lutego 2020 Senat uniewinnił Trumpa.
13 stycznia 2021 Donald Trump został postawiony przez Izbę Reprezentantów w stan oskarżenia po raz drugi w czasie trwania swojej kadencji. Głównym powodem było „podżeganie do powstania” w trakcie wiecu 6 stycznia 2021. 13 lutego 2021 Senat ponownie uniewinnił Trumpa.

### Procesy sądowe
W czerwcu 2017 prokuratorzy generalni Dystryktu Kolumbii i stanu Maryland wnieśli oskarżenie przeciwko Donaldowi Trumpowi, zarzucając mu złamanie przepisów antykorupcyjnych, tj. wpłaty i podarunki od zagranicznych rządów, kwaterowanie państwowych gości w należących do niego hotelach i niejasności dotyczące tego zaangażowania w prowadzenie swoich spółek już po zaprzysiężeniu.

### Polityka zagraniczna

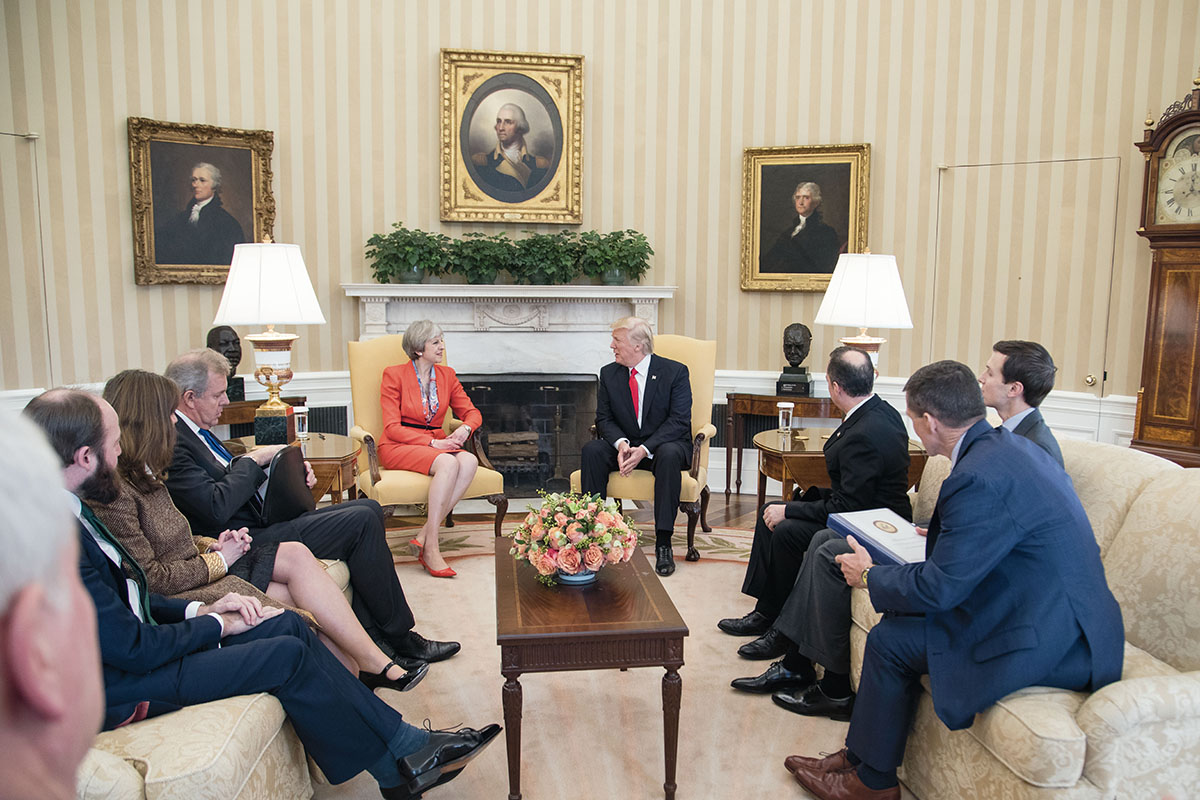
Brytyjska premier Theresa May w Białym Domu

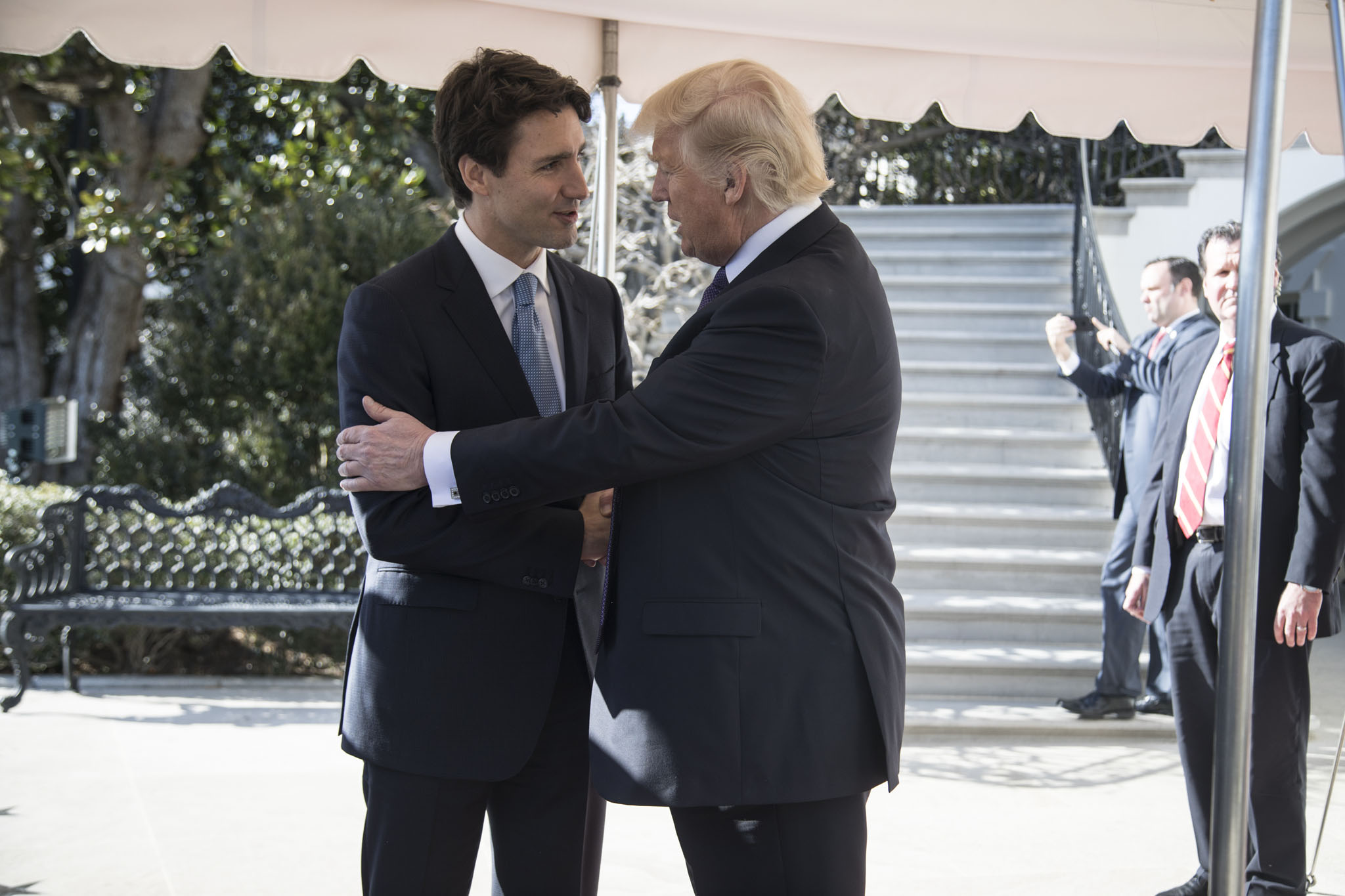
Premier Kanady Justin Trudeau i Donald Trump

26 stycznia 2017 Donald Trump wezwał prezydenta Meksyku do zapłacenia za budowany przez Stany Zjednoczone mur lub odwołania zaplanowanej wcześniej wizyty w Waszyngtonie. Enrique Peña Nieto odwołał wizytę. Trump wycenił koszt budowy muru na 8 miliardów dolarów. Tego samego dnia Biały Dom przedstawił plan zniesienia podatku na eksport towarów do Meksyku i opodatkowania towarów importowanych z Meksyku cłem o wysokości 20% w celu pozyskania funduszy na opłacenie muru.
27 stycznia 2017 Donald Trump przyjął w Białym Domu pierwszego zagranicznego przywódcę, premier Wielkiej Brytanii, Theresę May. 28 stycznia 2017 odbył pierwsze rozmowy telefoniczne jako prezydent Stanów Zjednoczonych – z kanclerz Niemiec Angelą Merkel, prezydentem Rosji Władimirem Putinem, prezydentem Francji François Hollande’em oraz premierem Japonii Shinzō Abe. 13 lutego 2017 Trump odbył kolejne spotkanie w Białym Domu – tym razem gościł premiera Kanady, Justina Trudeau, z którym rozmawiał na temat handlu, bezpieczeństwa i granic, co miało związek z jego wielokrotnymi zapowiedziami renegocjowania umowy NAFTA.
8 marca 2018 rozporządzeniem wykonawczym nałożył mające wejść w życie za 15 dni cła w wysokości 25% na stal i w wysokości 10% na aluminium importowane z każdego kraju oprócz Kanady i Meksyku.

#### Wizyty zagraniczne
- Arabia Saudyjska (20–22 maja 2017)
- Izrael (22–23 maja 2017)
- Palestyna (23 maja 2017)
- Włochy (23–24 maja 2017)
- Watykan (24 maja 2017)
- Belgia (24–25 maja 2017)
- Włochy (25–27 maja 2017)
- Polska (5–6 lipca 2017)
- Niemcy (6–8 lipca 2017)
- Francja (13–14 lipca 2017)
- Japonia (5–7 listopada 2017)
- Korea Południowa (7–8 listopada 2017)
- Chiny (8–10 listopada 2017)
- Wietnam (10–12 listopada 2017)
- Filipiny (12–14 listopada 2017)
- Szwajcaria (25–26 stycznia 2018)
- Kanada (8–9 czerwca 2018)
- Grecja (10 czerwca 2018)
- Singapur (10–12 czerwca 2018)
- Belgia (10–12 lipca 2018)
- Wielka Brytania (12–15 lipca 2018)
- Finlandia (15–16 lipca 2018)
- Francja (9–11 listopada 2018)
- Argentyna (29 listopada–1 grudnia 2018)
- Irak (26 grudnia 2018)
- Niemcy (26–27 grudnia 2018)
- Wietnam (26–28 lutego 2019)
- Japonia (25–28 maja 2019)
- Wielka Brytania (3–5 czerwca 2019)
- Irlandia (5–6 czerwca 2019)
- Francja (6 czerwca 2019)
- Irlandia (6–7 czerwca 2019)
- Japonia (27–29 czerwca 2019)
- Korea Południowa (29–30 czerwca 2019)
- Korea Północna (30 czerwca 2019)
- Francja (24–26 sierpnia 2019)
- Afganistan (28 listopada 2019)
- Wielka Brytania (2–4 grudnia 2019)
- Szwajcaria (21–22 stycznia 2020)
- Indie (24–25 lutego 2020)

#### Stanowisko w sprawie Krymu i wojny w Donbasie

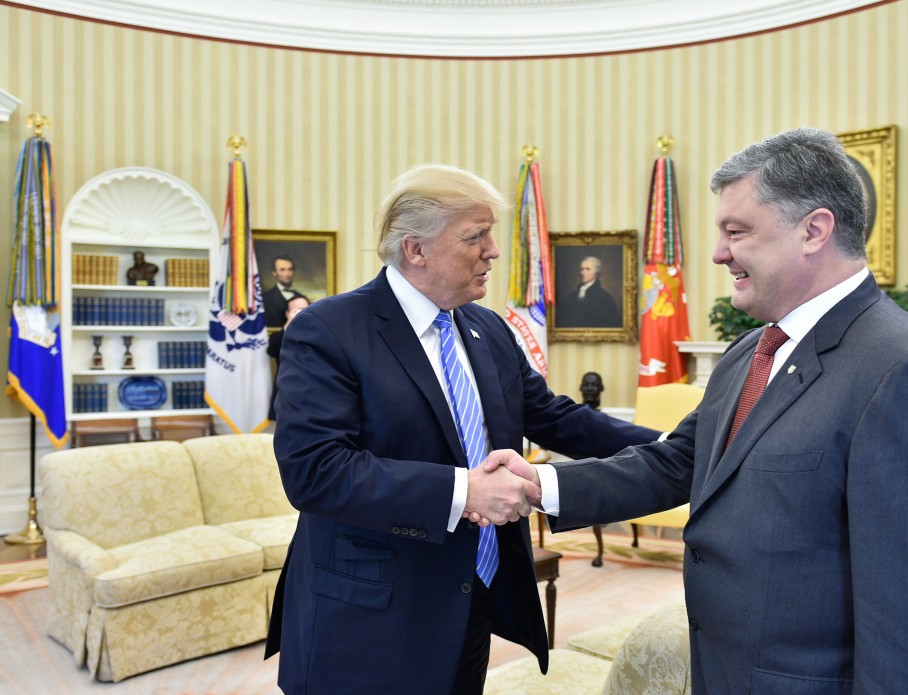
Donald Trump i prezydent Ukrainy Petro Poroszenko

W czasie wyborów prezydenckich Donald Trump był niezdecydowany w kwestii jednostronnie wcielonego do Rosji, a wcześniej należącego do Ukrainy, Krymu. W wywiadzie dla ABC News zapowiedział możliwość uznania Krymu za rosyjski i wzięcie pod uwagę woli samych mieszkańców terytorium. Jego słowa zostały wówczas potępione przez premiera Ukrainy Arsenija Jaceniuka i ukraińskiego ministra spraw wewnętrznych Arsena Awakowa.
2 lutego 2017 spotkał się z opozycjonistką i byłą premier Ukrainy Julią Tymoszenko w czasie Narodowego Śniadania Modlitewnego. Jednym z tematów ich rozmów były sankcje nałożone na Rosję przez administrację Baracka Obamy i sprawa Krymu. Tego samego dnia ambasador Stanów Zjednoczonych przy ONZ Nikki Haley zapowiedziała, że zniesienie sankcji jest uzależnione od tego, czy Rosja zwróci Krym Ukrainie. 5 lutego 2017 Trump przeprowadził telefoniczną rozmowę z prezydentem Ukrainy Petrem Poroszenko. Biały Dom oświadczył, że rozmowa dotyczyła przywrócenia pokoju na granicy ukraińsko-rosyjskiej, a biuro prezydenta Poroszenki zakomunikowało, że obaj przywódcy zwrócili szczególną uwagę na kwestię rozwiązania sytuacji w Donbasie i przedyskutowali wzmocnienie strategicznego partnerstwa między Stanami Zjednoczonymi a Ukrainą.
14 lutego 2017 sekretarz prasowy Białego Domu Sean Spicer potwierdził, że wypowiedź Nikki Haley na temat Krymu jest również stanowiskiem administracji Donalda Trumpa. Powiedział też, że prezydent oczekuje od Rosji zwrotu Krymu Ukrainie.
20 czerwca 2017 Donald Trump odbył w Białym Domu spotkanie z Petrem Poroszenko, podczas którego potwierdził swoje okazane w trakcie wcześniejszej rozmowy telefonicznej poparcie dla pokojowego rozwiązania konfliktu na wschodniej Ukrainie. Nie wspomniał jednak nic o roli Rosji w owym konflikcie, co miało szczególny wydźwięk w obliczu nałożenia tego samego dnia przez Departament Skarbu kolejnych sankcji na Rosję w związku z sytuacją w Donbasie.
Według dwóch dyplomatycznych źródeł przedsiębiorstwa mediowego BuzzFeed, podczas szczytu grupy G7 w Kanadzie w 2018 Trump miał powiedzieć obecnym tam światowym przywódcom w trakcie kolacji, że Krym należy do Rosji, gdyż „wszyscy tam mówią po rosyjsku”. Miał także stwierdzić, że „Ukraina jest jednym z najbardziej skorumpowanych państw na świecie” i zastanawiać się, dlaczego przywódcy stanęli po jej stronie w sporze z Rosją.

#### Relacje z Chinami

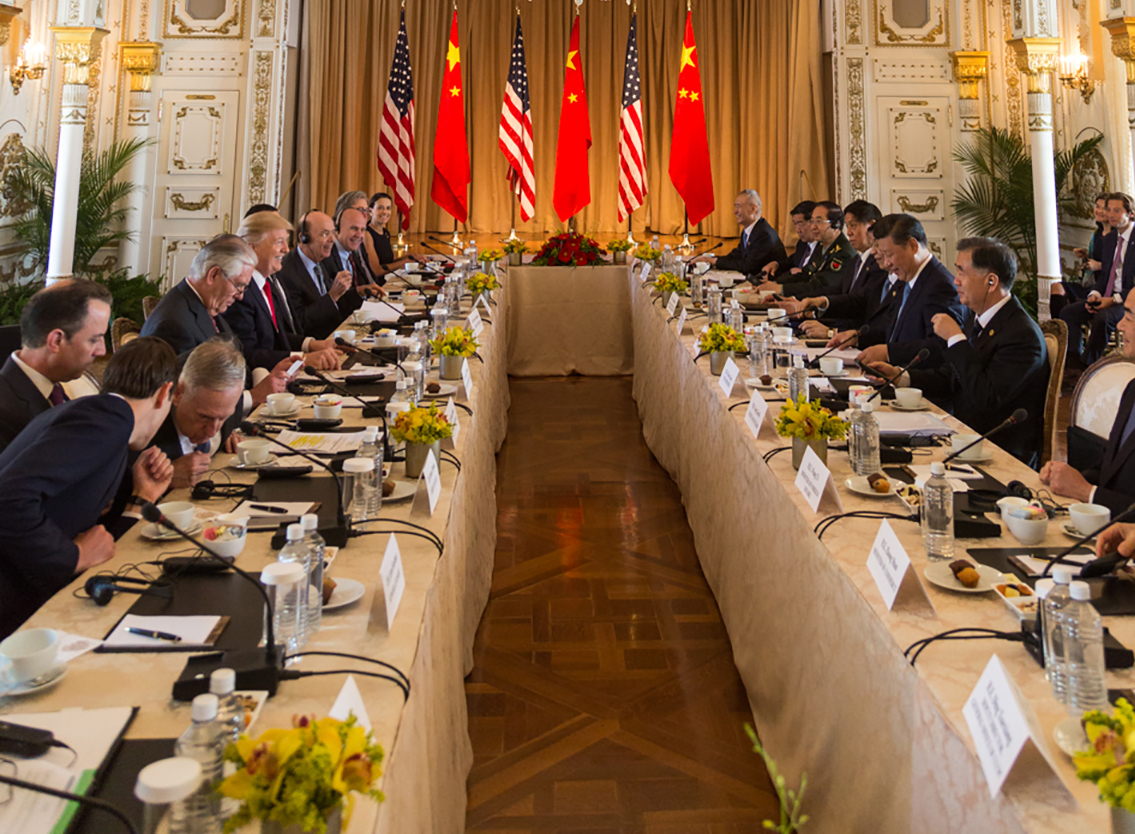
Delegacje amerykańska i chińska podczas spotkania w rezydencji Mar-a-Lago w kwietniu 2017, na którym uzgodniony został 100-dniowy plan negocjacji handlowych

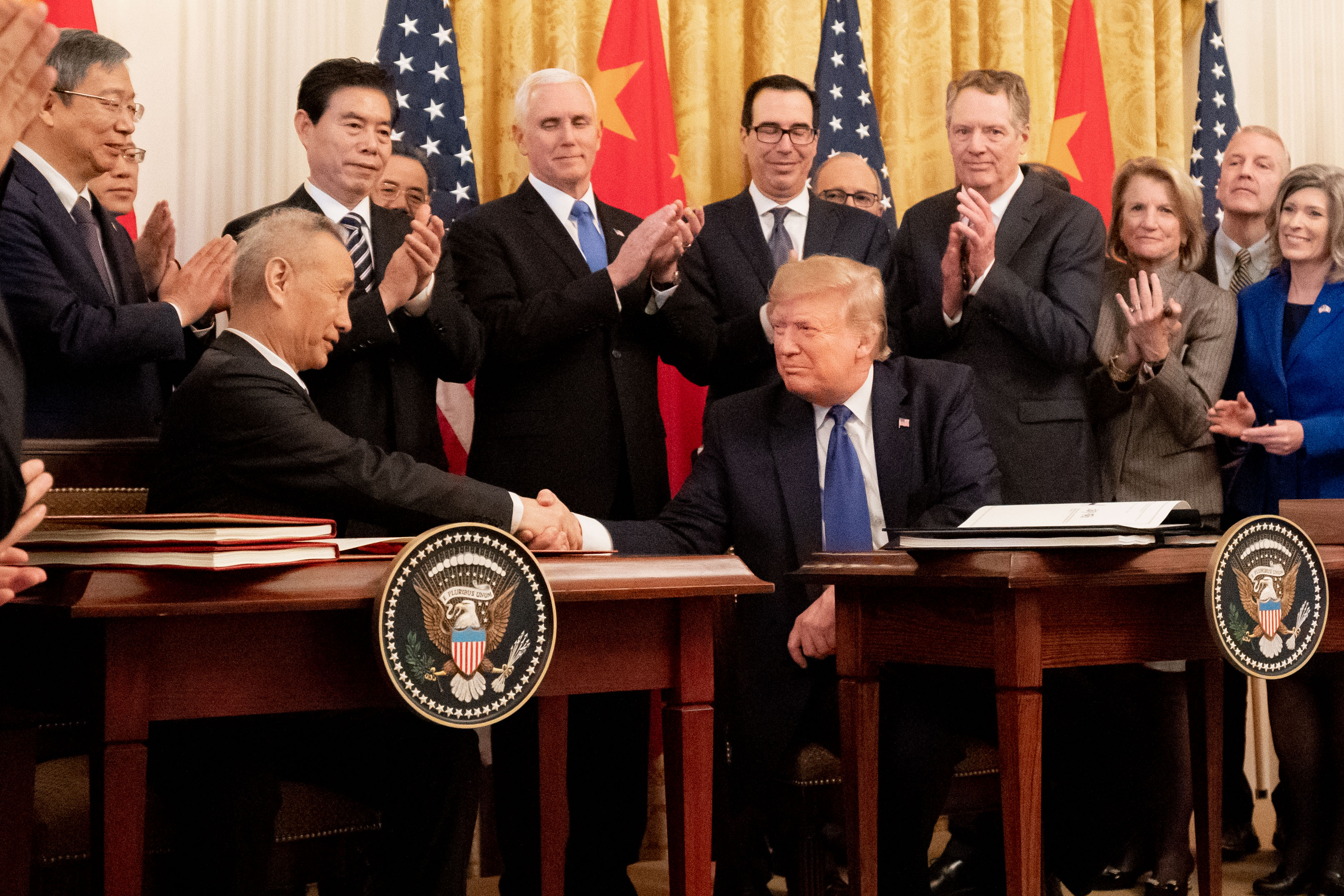
Liu He i Donald Trump podczas podpisania pierwszej fazy amerykańsko-chińskiej umowy handlowej 15 stycznia 2020

Podczas kampanii prezydenckiej w 2016 Donald Trump wskazywał handel między Stanami Zjednoczonymi a Chinami i umożliwiające go umowy jako główną przyczynę utraty miejsc pracy w amerykańskim sektorze produkcyjnym, a także utraty własności intelektualnej. Twierdził, że Chiny są odpowiedzialne za „największą kradzież w historii świata” i potępił deficyt w handlu z Państwem Środka, który w 2016 wyniósł około 346 miliardów dolarów. Oświadczył także: „Nie możemy dalej pozwalać Chinom na gwałcenie naszego kraju”. Opierając się na kreowanym przez Trumpa wizerunku dealmakera (pol. „twórca umów”) jego sztab kampanijny opublikował strategię reformy stosunków handlowych USA–Chiny, w której ówczesny kandydat na prezydenta zobowiązał się do „zawarcia lepszej umowy z Chinami, która pomoże konkurować amerykańskim działalnościom gospodarczym i pracownikom”. Trump przedłożył w niej także czteroczęściowy plan zawarcia takiej umowy: ogłoszenie Chin manipulatorem walutowym; konfrontacja z Chinami w kwestii własności intelektualnej i wymuszonego transferu technologii; zakończenie stosowania przez Chiny subsydiów eksportowych, a także poluzowanie norm pracowniczych i środowiskowych oraz obniżenie stawki podatku dochodowego od osób prawnych w celu uczynienia amerykańskiego sektora produkcyjnego bardziej konkurencyjnym.
Po objęciu urzędu prezydenta Donald Trump starał się bezpośrednio angażować Pekin w rozwiązanie problemów strukturalnych, dotyczących chińskiej polityki gospodarczej. Już w kwietniu 2017 spotkał się z przewodniczącym Chin Xi Jinpingiem w swojej rezydencji Mar-a-Lago, gdzie obaj przywódcy uzgodnili 100-dniowy plan negocjacji handlowych, mających zwiększyć eksport Stanów Zjednoczonych i zmniejszyć deficyt tego kraju w handlu z Państwem Środka. W następnym miesiącu Chiny nieznacznie zgodziły się otworzyć swoją gospodarkę na amerykańskie firmy i usługi w zamian za większy dostęp do handlu dwustronnego z USA oraz uznanie przez to państwo chińskiej inicjatywy jednego pasa i jednej drogi. Jednak kolejne negocjacje USA–Chiny spaliły na panewce, gdy Waszyngton naciskał na Pekin w sprawie dalszych ustępstw, który z kolei reagował odpieraniem amerykańskiej presji. Ustalony w Mar-a-Lago okres 100 dni dobiegł końca w lipcu 2017 roku i nie miał konkluzji w postaci umowy, konferencji prasowej czy wspólnego oświadczenia z pierwszego spotkania Amerykańsko-Chińskiego Kompleksowego Dialogu Gospodarczego (ang. U.S.–China Comprehensive Economic Dialogue). Wkrótce Trump rozpoczął wojnę handlową z Chinami w celu wywarcia presji na Pekin, aby ten wprowadził znaczące zmiany w tych elementach swojego systemu gospodarczego, które ułatwiają nieuczciwe chińskie działania handlowe, takie jak wymuszony transfer technologii, ograniczony dostęp do rynku, kradzież własności intelektualnej i subsydia dla kontrolowanych przez państwo przedsiębiorstw. Trump argumentował, że jednostronnie wprowadzone cła zmniejszą deficyt w handlu Stanów Zjednoczonych z Chinami i spowodują, że firmy sprowadzą z powrotem miejsca pracy w przemyśle wytwórczym do USA. Między lipcem 2018 a sierpniem 2019 Stany Zjednoczone ogłosiły plany nałożenia ceł na chińskie produkty o wartości ponad 550 miliardów dolarów, a Chiny w odwecie wprowadziły cła na towary ze Stanów Zjednoczonych o wartości ponad 185 miliardów dolarów. W ramach wojny handlowej administracja Trumpa nałożyła także sankcje na amerykańskie firmy zaopatrujące w swoją technologię chiński koncern Huawei oraz podjęła działania uderzające w chińskich naukowców i studentów na amerykańskich uczelniach. Wojna handlowa spowodowała problemy gospodarcze po obu stronach i doprowadziła do przekierowania przepływów handlowych z dala od Chin oraz Stanów Zjednoczonych. Przyczyniła się także do zahamowania wzrostu gospodarczego USA, zamrożenia inwestycji, zmniejszenia zatrudnienia przez firmy, bankructwa wielu rolników oraz spadku dochodów sektorów produkcji i transportu, niewidzianego w Stanach Zjednoczonych od ostatniego kryzysu finansowego.
Jeszcze przed akcją wzajemnego nakładania ceł na towary, w kwietniu 2018 Donald Trump chwalił wygłoszone wówczas przez Xi Jinpinga na spotkaniu organizacji Boao Forum for Asia dotyczące handlu przemówienie, w którym chiński przywódca potwierdził obietnice otwarcia sektora bankowego i produkcyjnego w swoim kraju. Trump przemówienie to skomentował na Twitterze w następujący sposób: „Jestem bardzo wdzięczny za miłe słowa prezydenta Chin Xi w sprawie ceł i barier samochodowych, a także za jego oświecenie w sprawie własności intelektualnej oraz transferu technologii. Razem zrobimy wielkie postępy!”. Jednak w trakcie działań związanych z wojną handlową, w sierpniu 2019 Trump zmienił znacząco swoje podejście do Xi Jinpinga i Chin, nazywając chińskiego przewodniczącego „wrogiem” (jeszcze miesiąc wcześniej na Twitterze określił go jako „swojego przyjaciela” i pochwalił jego przywództwo), a ponadto w serii tweetów nakazał amerykańskim firmom porzucić Chiny i oświadczył, że USA „byłyby znacznie lepsze” bez powiązań handlowych z Państwem Środka. Podobną zmienność w stosunku do Xi Jinpinga i Chin Trump wykazał też w sprawie pandemii COVID-19: początkowo, w styczniu 2020 wielokrotnie chwalił Chiny za radzenie sobie ze skutkami pandemii, jednak później, w marcu 2020 zaostrzył swoją retorykę wobec Chin, mówiąc, że Pekin powinien działać szybciej, aby odpowiednio wcześnie ostrzec świat przed pandemią.
W czerwcu 2020 Trump w rozmowie z portalem Axios powiedział, że odstąpił od nakładania kolejnych sankcji na chińskich urzędników w związku z przetrzymywaniem muzułmańskich Ujgurów z regionu Sinciang w obozach reedukacyjnych, gdyż znajdował się „w środku umowy handlowej” z Chinami – jej tzw. pierwszą fazę podpisał wraz z chińskim wicepremierem Liu He 15 stycznia tego roku. Jednak w lipcu 2020 administracja Trumpa nałożyła sankcje na wielu wysokich rangą chińskich urzędników za łamanie praw Ujgurów.

#### Relacje z Iranem
W reakcji na przeprowadzony przez Iran 29 stycznia 2017 test pocisku balistycznego średniego zasięgu oraz wspieranie przez ten kraj rebeliantów Huti uczestniczących w wojnie domowej w Jemenie 3 lutego 2017 administracja Donalda Trumpa nałożyła sankcje na dziesiątki firm i 13 osób, w tym chińskie podmioty podejrzane o dostarczanie części wykorzystywanych w irańskim programie rozwoju pocisków rakietowych. 8 maja 2018 Trump wycofał Stany Zjednoczone z porozumienia nuklearnego z Iranem, zawartego w 2015 m.in. z udziałem USA, Niemiec, Francji i Wielkiej Brytanii, które zniosło większość amerykańskich i międzynarodowych sankcji gospodarczych nałożonych na Iran w zamian za zgodę tego państwa na ograniczenia swojego programu nuklearnego, uniemożliwiające stworzenie bomby oraz wprowadzające rygorystyczne kontrole. Posunięcie Trumpa zostało skrytykowane przez jego poprzednika Baracka Obamę, którego administracja negocjowała porozumienie, natomiast premier Izraela Binjamin Netanjahu przyjął je z zadowoleniem, określając jako „historyczny ruch” i „odważne przywództwo”. Trump, który podczas swojej kampanii prezydenckiej wielokrotnie krytykował porozumienie z Iranem, uzasadnił wycofanie Stanów Zjednoczonych z niego informacjami z dokumentów opublikowanych niedawno przez Netanjahu, według których Iran próbował skonstuować bombę atomową już przed 2003. Chociaż nie przedstawił żadnych dowodów na naruszenie przez Iran umowy z 2015, powiedział, że kraj ten wyraźnie kłamał w przeszłości i dlatego nie można mu ufać.
Na początku 2020 Trump podjął decyzję o przeprowadzeniu nalotu wojskowego na lotnisko w Bagdadzie, w którym zginęli m.in. irański generał Ghasem Solejmani, dowódca elitarnych sił Ghods i Abu Mahdi al-Muhandis, jeden z dowódców irackich milicji. W reakcji na zabicie Solejmaniego irański minister spraw zagranicznych Mohammad Dżawad Zarif nazwał amerykański atak aktem „międzynarodowego terroryzmu” i ostrzegł, że jest to „skrajnie niebezpieczna i głupia eskalacja”. Trump natomiast podczas przemówienia do dziennikarzy kilka godzin po ataku podkreślał, że nie chce wojny, jednak 8 stycznia 2020 napisał na Twitterze, że Stany Zjednoczone mogą zaatakować 52 ważne dla Iranu i irańskiej kultury miejsca, jeśli państwo to w ramach odwetu za śmierć Solejmaniego przeprowadzi atak na osobę lub cel z USA. Także 8 stycznia Iran wystrzelił kilkanaście pocisków balistycznych w dwie amerykańskie bazy wojskowe w Iraku, co najwyższy przywódca Iranu Ali Chamenei nazwał „spoliczkowaniem” Stanów Zjednoczonych i dodał, że „skorumpowana obecność” USA w regionie powinna się skończyć. Po ataku, w którym nie było żadnych ofiar śmiertelnych (wbrew informacjom podawanym początkowo przez irańską telewizję państwową o zabiciu 80 „amerykańskich terrorystów”), Trump zbagatelizował obrażenia mózgu, jakich doznało 39 stacjonujących w bazach żołnierzy – prawie dwa lata później armia amerykańska zatwierdziła dla tych żołnierzy nagrody Purpurowego Serca.
W sierpniu 2020 administracja Donalda Trumpa bezskutecznie próbowała uruchomić na Radzie Bezpieczeństwa ONZ mechanizm przywrócenia sankcji ONZ na Iran, uzgodniony w ramach porozumienia nuklearnego z Iranem, którego stroną Stany Zjednoczone już wówczas nie były.

#### Relacje z Rosją

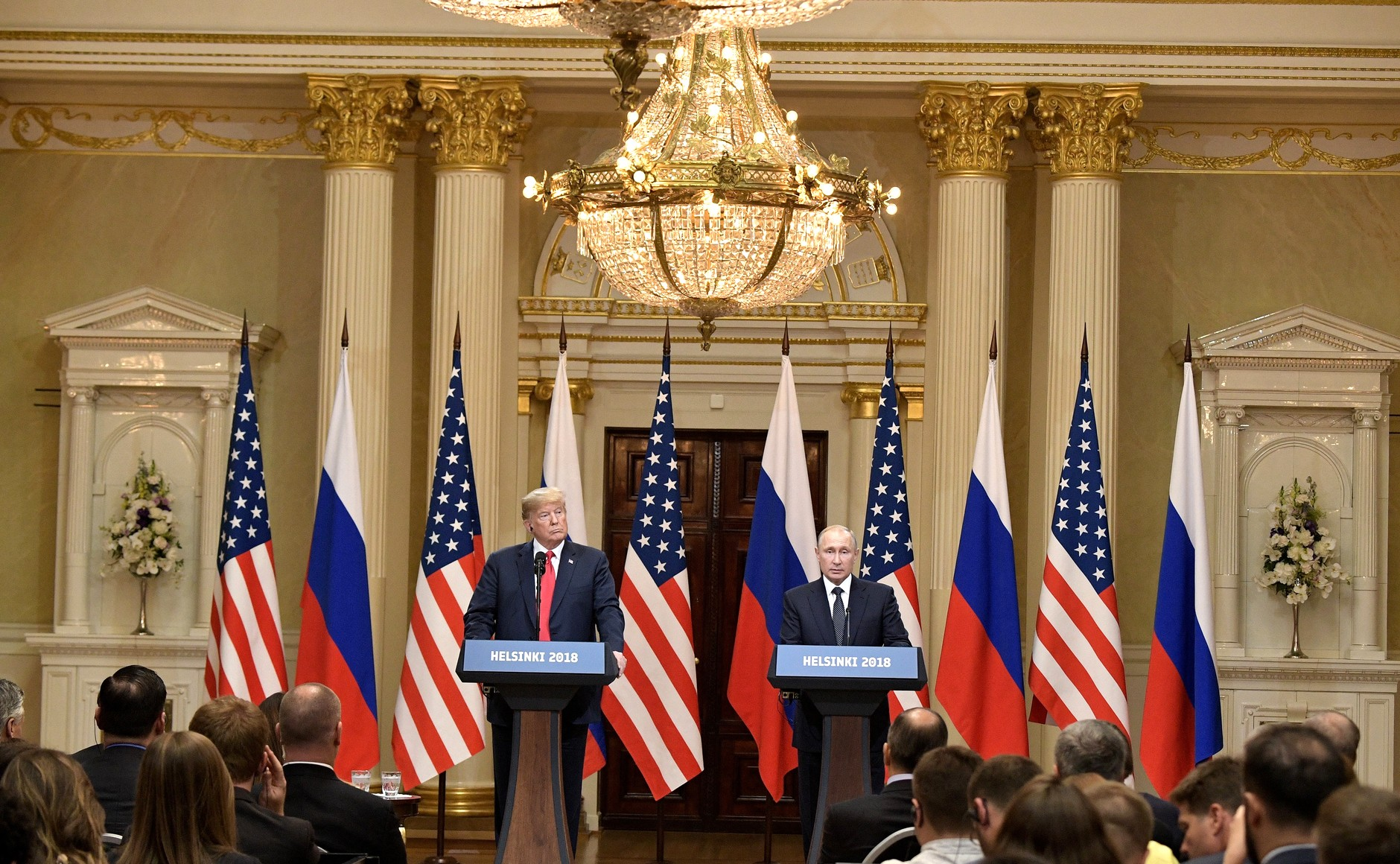
Donald Trump i Władimir Putin podczas wspólnej konferencji prasowej po spotkaniu w ramach szczytu Rosja–Stany Zjednoczone w Helsinkach w lipcu 2018

W grudniu 2018 administracja Donalda Trumpa poinformowała Kongres o zamiarze zniesienia sankcji nałożonych przez siebie w kwietniu tego samego roku na przedsiębiorstwa kontrolowane przez rosyjskiego oligarchę Olega Dieripaskę, w tym koncern aluminiowy Rusal, jako że Dieripaska zgodził się zmniejszyć swoje udziały w En+ Group, holdingu kontrolującym Rusal, z około 70% do 44,95%. Na rzecz zniesienia tych sankcji, będących najcięższymi karami nałożonymi na rosyjskie podmioty od czasu rosyjskiej aneksji Krymu w 2014 w administracji Trumpa mocno lobbował sam holding En+ Group. W dodatku, jak wynikało z dokumentów, sam Dieripaska miał powiązania z szefem kampanii prezydenckiej Trumpa Paulem Manafortem. Wielu członków Kongresu kwestionowało decyzję administracji Trumpa o zniesieniu sankcji, a przywódca Demokratów w Senacie Chuck Schumer wprowadził pod głosowanie rezolucję sprzeciwiającą się planom administracji. W styczniu 2019 zdominowany przez Republikanów Senat odrzucił prosankcyjną rezolucję, a sama administracja Trumpa naciskała na republikańskich prawodawców, aby nie popierali tej ustawy.
Przed wyjazdem na odbywający się w 2019 szczyt grupy G7 Trump stwierdził w rozmowie z dziennikarzami, że Rosja powinna zostać przywrócona do grupy G7 (G8), ponieważ „powinniśmy ją mieć przy stole negocjacyjnym. 2 sierpnia 2019 administracja Trumpa ogłosiła, że zakończyła proces wycofywania Stanów Zjednoczonych z traktatu o całkowitej likwidacji pocisków rakietowych krótkiego i średniego zasięgu (ang. Intermediate-Range Nuclear Forces Treaty, INF Treaty), podpisanego przez przywódców USA i ówczesnego ZSRR (po rozpadzie ZSRR stroną traktatu była Rosja) w 1987. Zamiar wycofania Stanów Zjednoczonych z tej umowy Trump nieformalnie zapowiedział rok wcześniej, w następstwie powtarzających się od kilku lat amerykańskich zarzutów wobec Rosji o złamanie postanowień traktatu.
Donald Trump wielokrotnie chwalił prezydenta Rosji Władimira Putina jako silnego przywódcę, który zrobił dobre rzeczy dla swojego kraju, a zapytany kiedyś przez dziennikarza Fox News, czy rosyjski prezydent był zabójcą w odniesieniu do powtarzających się zabójstw przywódców opozycji i niezależnych dziennikarzy w Rosji, Trump bronił Putina, mówiąc: „Jest wielu zabójców. Myślisz, że nasz kraj jest taki niewinny?”. Czasami zdarzało mu się jednak krytykować Putina (jak np. w 2018, gdy na Twitterze obwinił rosyjskiego przywódcę za śmiertelny atak z użyciem broni chemicznej w Syrii, stwierdzając, że ten wspierał do spółki z Iranem „zwierzę Asada”), czy dokonywać działań uderzających w Rosję (w 2018 nakazał wydalenie 60 rosyjskich dyplomatów z USA zidentyfikowanych jako agentów wywiadu swojego kraju oraz zamknięcie konsulatu Rosji w Seattle, z kolei w 2019 podpisał ustawę nakładającą sankcje na każdą firmę pomagającą rosyjskiemu państwowemu przedsiębiorstwu Gazprom dokończyć budowę gazociągu Nord Stream 2). Na wspólnej konferencji prasowej z prezydentem Rosji po spotkaniu z nim w ramach szczytu Rosja–Stany Zjednoczone w Helsinkach w lipcu 2018 Trump odniósł się do sprawy rosyjskiej ingerencji w amerykańskie wybory prezydenckie w 2016 stwierdzeniem, że nie widzi żadnego powodu, by wierzyć, że Rosja ingerowała w przebieg wyborów na jego korzyść, wbrew wnioskom przedstawionym mu przez amerykański kontrwywiad. Podkreślił przy tym, że Władimir Putin „niezwykle mocno” odrzucał te zarzuty, a także powiedział, że śledztwo w tej sprawie, prowadzone w USA przez specjalnego prokuratora Roberta Muellera jest „katastrofą dla naszego kraju” i negatywnie oddziałuje na relacje amerykańsko-rosyjskie. Słowa Trumpa z konferencji w Helsinkach spotkały się z wyrazami krytyki i oburzenia w Stanach Zjednoczonych, zarówno ze strony polityków z obu stron sceny politycznej, jak i dziennikarzy najważniejszych mediów. Jego administracja wykazała się ponadto motywowaną brakiem dowodów bezczynnością w ujawnionej na początku 2020 sprawie rzekomych nagród pieniężnych, jakie Rosjanie mieli oferować talibskim bojownikom za zabijanie amerykańskich i sojuszniczych żołnierzy służących w Afganistanie.

#### Relacje z Turcją
Po ogłoszeniu wstępnych wyników odbytego 16 kwietnia 2017 referendum konstytucyjnego w Turcji, przesądzającego o wzmocnieniu władzy Recepa Tayyipa Erdoğana, Donald Trump pogratulował tureckiemu prezydentowi sukcesu.
7 października 2019 Stany Zjednoczone wycofały wojska z północnej Syrii, zostawiając Kurdów, swoich dawnych sojuszników w czasie międzynarodowej interwencji przeciwko Państwu Islamskiemu, bez ochrony. Jednocześnie świadomy możliwej interwencji Turcji w tym regionie Trump zagroził, że jeżeli Turcja „posunie się za daleko” to „zniszczy ją gospodarczo”. 9 października Turcja zaatakowała region w ramach operacji „Źródło pokoju”. Trump w odpowiedzi ogłosił publicznie, że ta sprawa nie dotyczy Stanów Zjednoczonych i zasugerował, że Kurdowie mogą być częściowo sami sobie winni. Mimo to, 15 października nałożył sankcje na Turcję za możliwe zbrodnie przeciwko Kurdom. Zniósł je 22 października, po wstrzymaniu operacji „Źródło pokoju”.

#### Relacje z Kubą
16 czerwca 2017, podczas przemówienia w Miami Donald Trump ogłosił przywrócenie części ograniczeń związanych z nawiązywaniem kontaktów biznesowych i podróżami na Kubę, które zostały zniesione przez administrację Baracka Obamy w ramach ocieplenia stosunków amerykańsko-kubańskich.

#### Relacje z Arabią Saudyjską

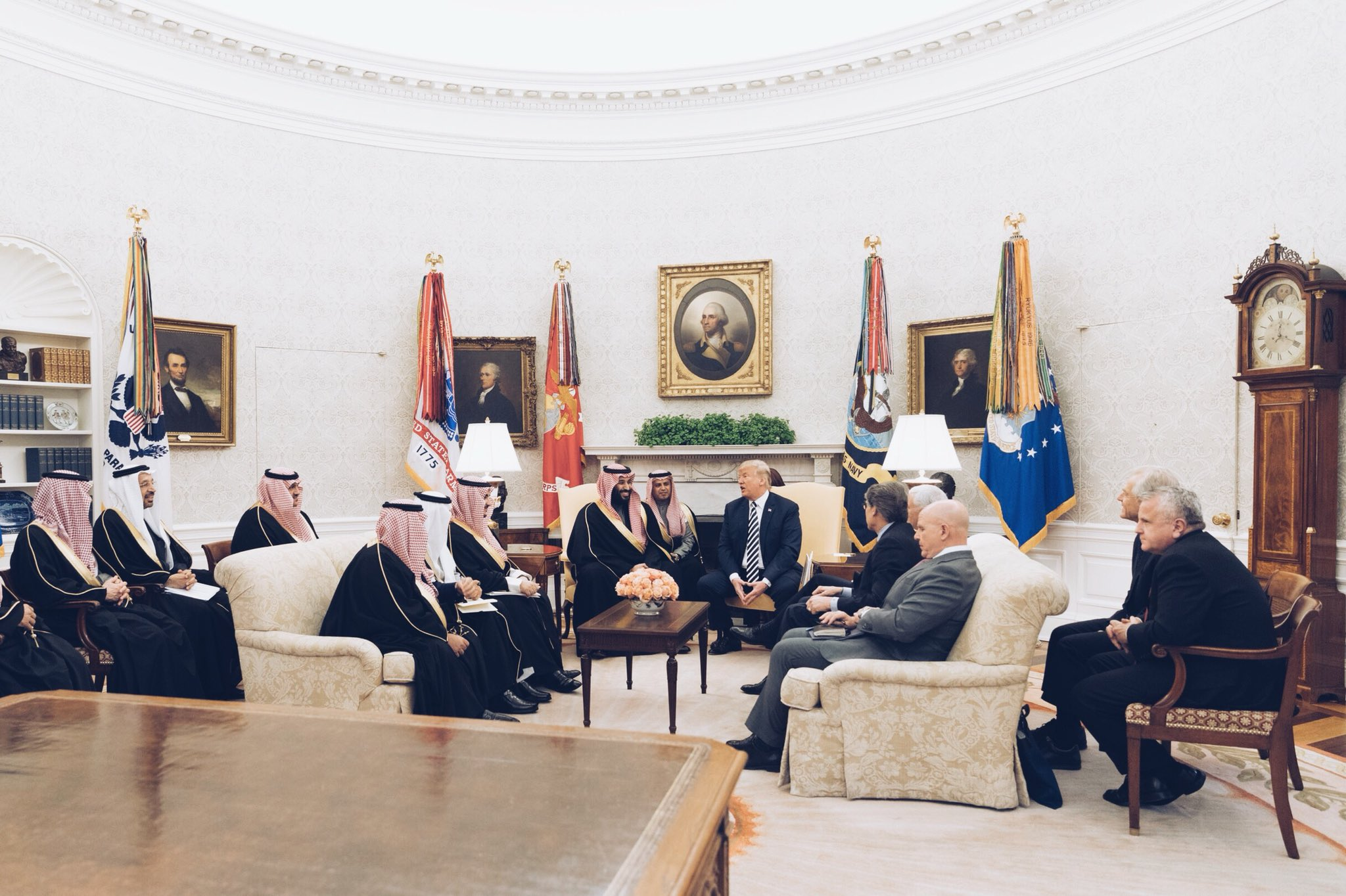
Donald Trump i Muhammad ibn Salman ze swoimi delegacjami podczas spotkania w Gabinecie Owalnym Białego Domu w marcu 2018

Arabia Saudyjska była celem pierwszej prezydenckiej wizyty zagranicznej Donalda Trumpa. W ramach niej, w maju 2017 Trump podpisał z królem Salmanem umowę zbrojeniową, przewidującą natychmiastową sprzedaż do Arabii Saudyjskiej amerykańskiej broni o wartości 109,7 miliarda dolarów i sprzedaż w ciągu następnej dekady broni o łącznej wartości 350 miliardów dolarów. W marcu 2018 książę koronny Arabii Saudyjskiej Muhammad ibn Salman odbył dłuższą podróż po miastach Stanów Zjednoczonych (tj. m.in. Nowy Jork, Boston, Houston i Los Angeles) mającą na celu rozwijanie inwestycji. W ramach niej 21 marca spotkał się także w Białym Domu z Donaldem Trumpem, z którym omówił podpisaną w poprzednim roku umowę zbrojeniową (amerykański prezydent powiedział później, że realizowana na podstawie jej zapisów sprzedaż uzbrojenia przyczyniła się do stworzenia 40 tysięcy miejsc pracy w USA), a także przedyskutował podjęcie dodatkowych kroków w celu rozwiązania problemu jemeńskiej wojny domowej, w której w 2015 dowodzona przez Arabię Saudyjską międzynarodowa koalicja zainterweniowała przeciwko wspieranym przez Iran rebeliantom Huti, odpowiedzialnym za wywołanie konfliktu. Administracja Donalda Trumpa wcześniej udzieliła koalicji ograniczonego wsparcia wywiadowczego i logistycznego, a podczas rozmowy Trumpa z Muhammadem ibn Salmanem amerykański Senat debatował nad ostatecznie odrzuconą rezolucją dotyczącą zakończenia wsparcia.
W połowie października 2018 Donald Trump podczas wizyty w stanie Arizona uznał za wiarygodne wyjaśnienia Saudyjskiej Agencji Prasowej dotyczące zaginionego od 2 tygodni dziennikarza Dżamala Chaszukdżiego, według których zginął on podczas kłótni i bójki z wieloma osobami w konsulacie Arabii Saudyjskiej w Stambule. Podkreślił przy tym, że nie chce publicznie podważać oficjalnego stanowiska saudyjskich władz w tej sprawie, jednocześnie zwracając uwagę na fakt, że nie jest ona do końca wyjaśniona i że wolałby, aby ewentualne sankcje wobec Rijadu nie objęły anulowania zamówień wojskowych, gdyż kosztowałoby to setki tysięcy amerykańskich miejsc pracy. Po dokonanym 14 września 2019 ataku na saudyjskie instalacje naftowe, o który Waszyngton i Rijad obwiniły Iran, administracja Donalda Trumpa podjęła decyzję o rozmieszczeniu na terenie Arabii Saudyjskiej 3000 dodatkowych amerykańskich żołnierzy, w tym eskadr myśliwskich, a także wysłaniu do królestwa dwóch dodatkowych baterii systemu rakietowego Patriot i jednego systemu antybalistycznego THAAD.

#### Relacje z Izraelem

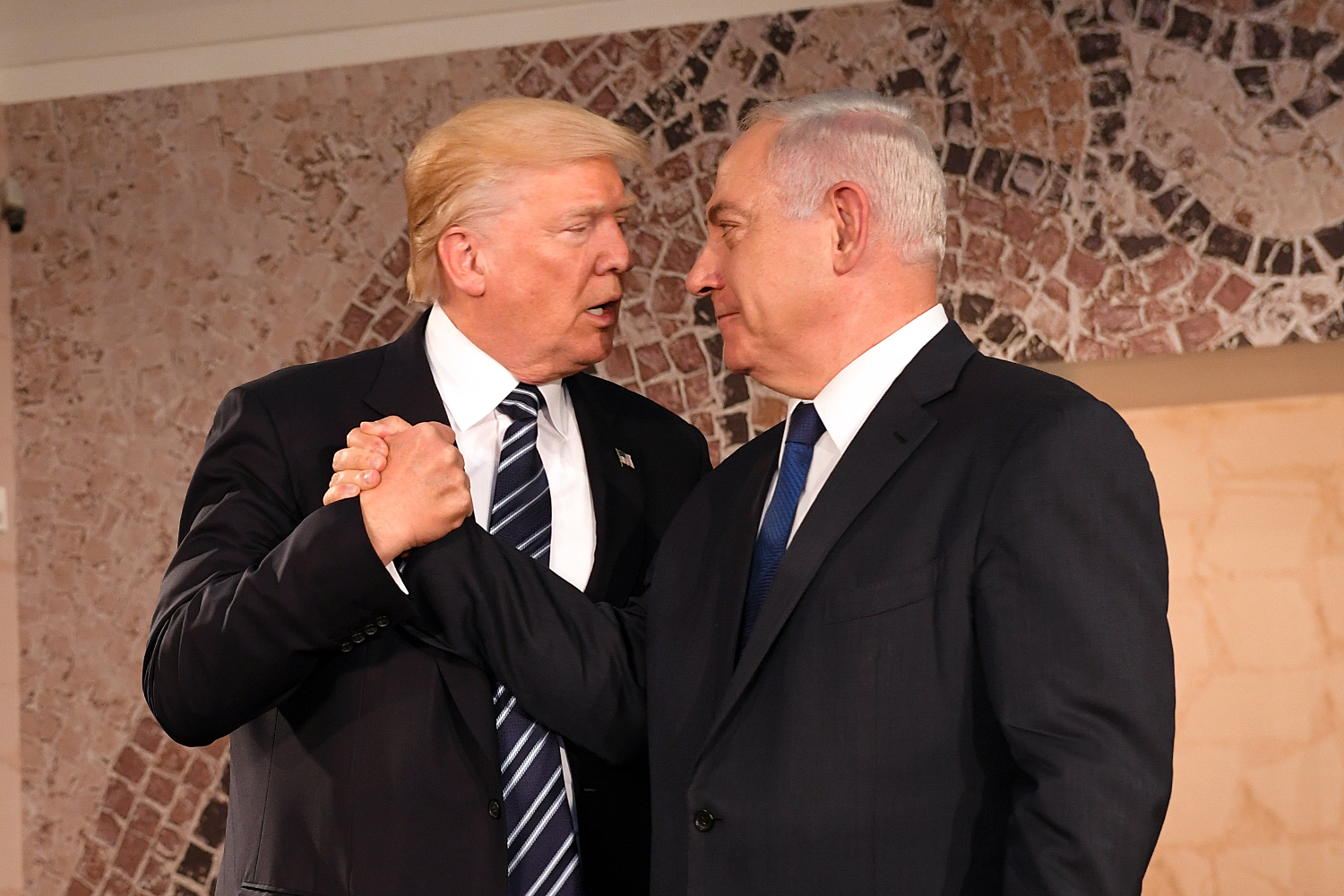
Trump i Binjamin Netanjahu w Jerozolimie

Jeszcze na etapie kampanii wyborczej Donald Trump podkreślał zarówno w reklamie organizacji Conservative Solutions Project, jak i w rozmowach z dziennikarzami różnych mediów, że w konflikcie pomiędzy Izraelem a Palestyną chciałby zachować neutralność w ewentualnych negocjacjach pokojowych pomiędzy tymi państwami. Zapowiedzi te stały jednakowoż w sprzeczności z udzieleniem przez niego w 2013 poparcia walczącemu o reelekcję premierowi Izraela, Binjaminowi Netanjahu i wypowiedzianym wtedy stwierdzeniem: „Jestem wielkim fanem Izraela”. W maju 2017 podczas oficjalnej wizyty w Izraelu jako pierwszy prezydent Stanów Zjednoczonych w historii Trump odwiedził znajdującą się w Jerozolimie Ścianę Płaczu, będącą jednym z najświętszych miejsc judaizmu. W grudniu 2017 Trump oficjalnie uznał Jerozolimę za stolicę Izraela i wydał Departamentowi Stanu polecenie rozpoczęcia procedury przenoszenia amerykańskiej ambasady do tego miasta, na mocy uchwalonej w 1995 ustawy o ambasadzie w Jerozolimie. 25 marca 2019 zadeklarował z kolei uznanie przez USA Wzgórz Golan jako części terytorium Izraela. Decyzje w sprawie Jerozolimy i Wzgórz Golan spotkały się z krytyką ważnych muzułmańskich polityków, a także z masowymi protestami mieszkańców krajów Bliskiego Wschodu.

#### Relacje z Koreą Północną

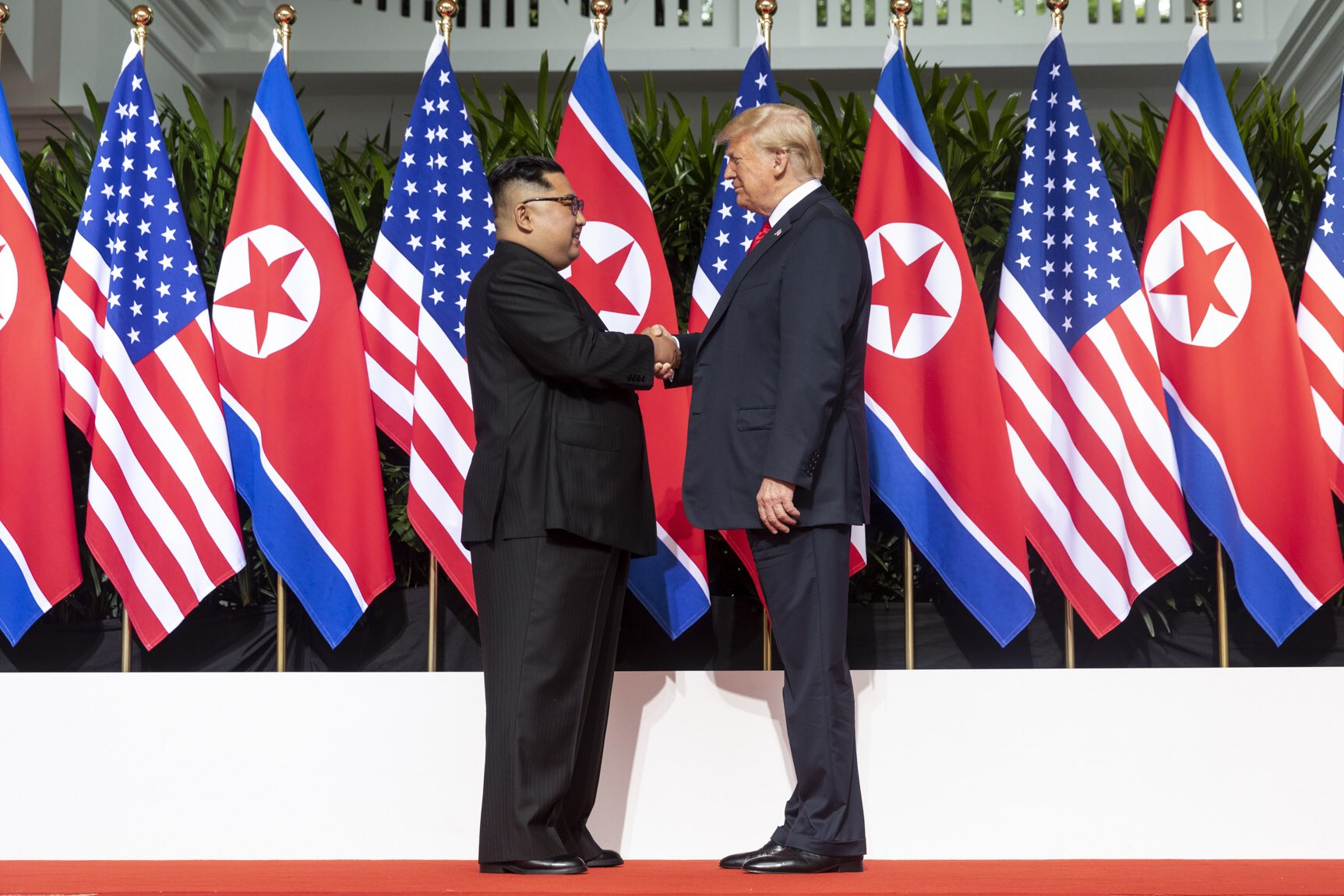
Kim Dzong Un i Donald Trump podczas uścisku dłoni na początku spotkania w Singapurze

W trakcie kampanii prezydenckiej Donald Trump sugerował, że zaakceptowałby stworzenie własnej broni jądrowej przez Japonię, aby mogła w ten sposób wywierać nacisk na mającą ambicje nuklearne Koreę Północną. W lipcu 2017 władze tego kraju przeprowadziły próbne wystrzelenie międzykontynentalnego pocisku balistycznego, który, zdaniem eksperta z organizacji Union of Concerned Scientists byłby w stanie dolecieć do największych amerykańskich miast, takich jak Los Angeles, Denver i Chicago; możliwe, że dotarłby również do Nowego Jorku i Bostonu. Miesiąc później Trump w oficjalnym oświadczeniu stwierdził, że dalsze prowokacje ze strony Korei Północnej spotkają się z „ogniem i furią, jakich świat jeszcze nie widział” – w odpowiedzi na to północnokoreańskie władze zagroziły wystrzeleniem pocisków w stronę wyspy Guam, na której znajduje się baza amerykańskiego wojska. Na początku listopada 2017, Trump w udzielonym w przeddzień wyjazdu w swoją pierwszą prezydencką podróż po Azji wywiadzie dla telewizji Fox News Channel powiedział, że „dużemu problemowi”, jaki stanowi Korea Północna powinny przeciwstawić się Chiny wraz z „państwem wojowników”, czyli Japonią.
Na początku stycznia 2018 Donald Trump nazwał przywódcę Korei Północnej „małym, rakietowym człowiekiem”, z kolei Kim Dzong Un określił Trumpa jako „psychicznie obłąkanego, amerykańskiego starca”. Na początku marca 2018 Biały Dom potwierdził planowanie spotkania Donalda Trumpa z Kim Dzong Unem, który zmieniwszy postawę wobec Stanów Zjednoczonych wyraził gotowość do rozmów. Pod koniec maja Trump odwołał spotkanie po tym, gdy północnokoreańskie władze nazwały wiceprezydenta Mike’a Pence’a „politycznym manekinem” w reakcji na jego stwierdzenie, że Kim Dzong Un może podzielić los obalonego przywódcy Libii, Mu’ammara al-Kaddafiego. Ostatecznie, 12 czerwca 2018 w Singapurze odbyło się pierwsze spotkanie przywódców Stanów Zjednoczonych i Korei Północnej, zakończone podpisaniem wstępnego porozumienia.
Trump w trakcie swojej prezydentury jeszcze dwukrotnie spotkał się z Kim Dzong Unem: 27 lutego 2019 w ramach szczytu Korea Północna–Stany Zjednoczone w Hanoi i 30 czerwca tego roku podczas zorganizowanego w Koreańskiej Strefie Zdemilitaryzowanej szczytu Koree–Stany Zjednoczone (wówczas na kilka minut przeszedł wraz z Kimem na północnokoreańską stronę linii demarkacyjnej zostając tym samym pierwszym w historii urzędującym prezydentem USA, który znalazł się na terytorium Korei Północnej). Spotkanie w Hanoi zakończyło się fiaskiem, bez spodziewanego przez Trumpa podpisania umowy dotyczącej nuklearnego rozbrojenia Korei Północnej w zamian za zniesienie amerykańskich sankcji, natomiast na spotkaniu w Koreańskiej Strefie Zdemilitaryzowanej obaj przywódcy zgodzili się na wznowienie relacji dyplomatycznych. Krótko po spotkaniu w Hanoi, w marcu 2019 Trump ogłosił na Twitterze, że nakazał wycofanie nowo nałożonych tego samego dnia przez Departament Skarbu dodatkowych sankcji na Północ. W październiku 2019 doszło do załamania się amerykańsko-północnokoreańskich negocjacji prowadzonych przez oddelegowanych negocjatorów w ambasadzie Korei Północnej w Sztokholmie. Chociaż głównym powodem spotkań Trumpa z Kimem było dążenie do denuklearyzacji Korei Północnej, w 2020 poufne szacunki i niezależni od amerykańskich władz eksperci konkludowali, że arsenał atomowy Północy jest znacznie większy niż przed pierwszym ze spotkań dwa lata wcześniej.

## Życie publiczne między kadencjami prezydenckimi

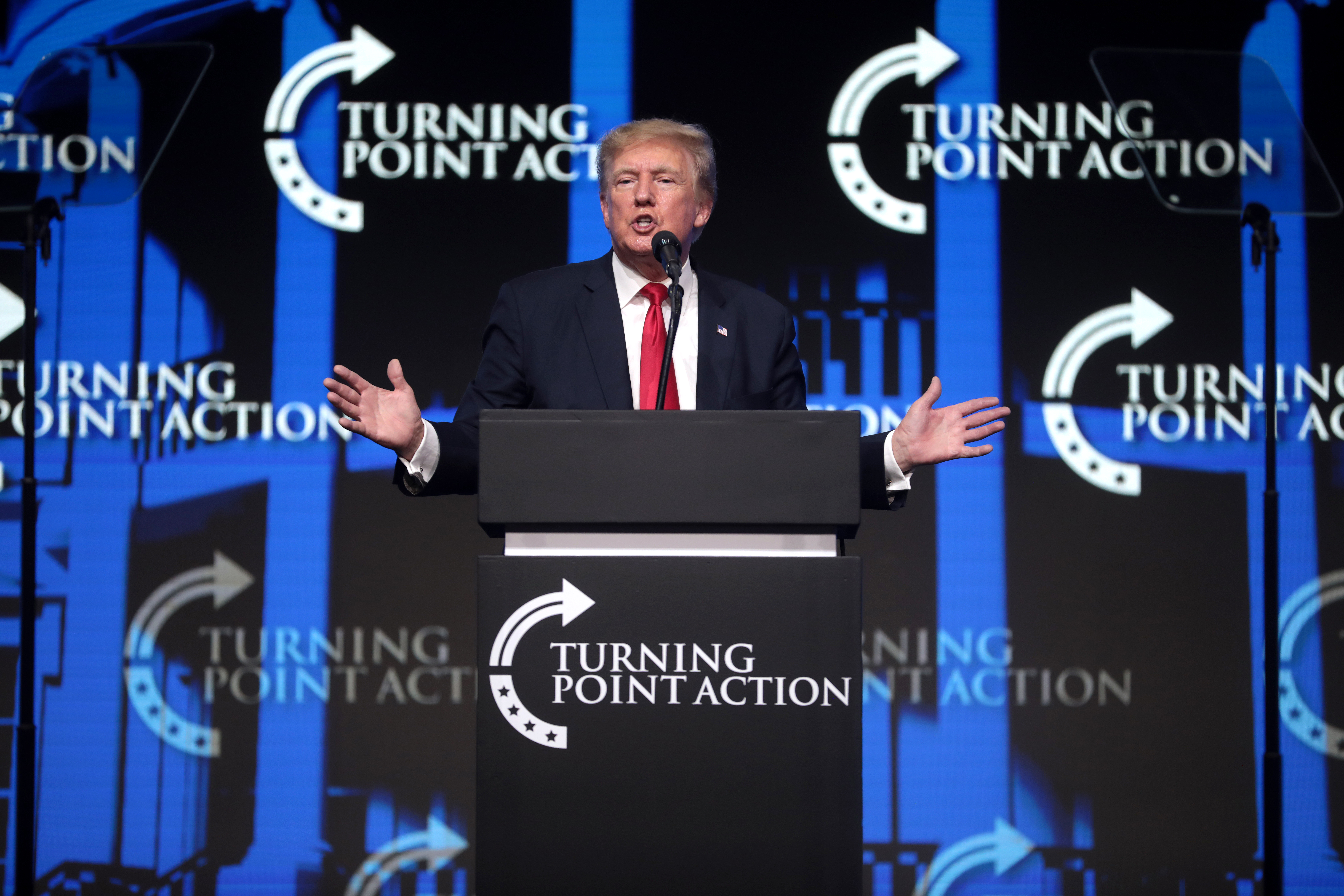
Donald Trump podczas przemówienia na Turning Point Action w 2021

28 lutego 2021 Donald Trump wziął udział w corocznej konferencji politycznej środowisk konserwatywnych Conservative Political Action Conference, co stanowiło jego pierwsze publiczne wystąpienie po odejściu z urzędu prezydenta Stanów Zjednoczonych. Podczas konferencji, wyjątkowo zorganizowanej w Orlando (dotychczas odbywała się w Waszyngtonie), Trump wygłosił ponadgodzinne przemówienie, w którym mówił m.in. o przyszłości Partii Republikańskiej i ruchu konserwatywnego. Zapewnił także, że nie ma w planach założenia nowej partii politycznej, co podkreślił stwierdzeniem: „Mamy Partię Republikańską. Będzie zjednoczona i silniejsza niż kiedykolwiek wcześniej. Nie zakładam nowego ugrupowania”, a ponadto skrytykował swojego następcę Joego Bidena mówiąc, że „miał najbardziej katastrofalny pierwszy miesiąc spośród wszystkich współczesnych prezydentów”.
W lutym 2021 Trump założył firmę medialno-technologiczną Trump Media & Technology Group (TMTG). 20 października 2021 TMTG zawarła umowę o fuzji z Digital World Acquisition Corp. (DWAC), dzięki czemu oba podmioty utworzyły spółkę publiczną notowaną na giełdzie. 21 lutego 2022 spółka uruchomiła podobną do serwisu Twitter platformę społecznościową Truth Social, dostępną w sklepie cyfrowym App Store.
26 czerwca 2021 wystąpił na wiecu z udziałem kilkutysięcznej publiczności w Wellington w stanie Ohio. Było to jego pierwsze duże zgromadzenie publiczne od czasu waszyngtońskiego wiecu Save America z 6 stycznia 2021, którego następstwem były zamieszki na Kapitolu Stanów Zjednoczonych. W Wellington Trump powtórzył swoje tezy o sfałszowanych głosach w wyborach w 2020, a także zaatakował republikańskich urzędników za odmowę poparcia jego wysiłków na rzecz obalenia wyników wyborów.
24 lipca 2021 wygłosił przemówienie na szczycie studenckim Turning Point Action w Phoenix w stanie Arizona.

### Sprawa przetrzymywania dokumentów z czasów I kadencji
W maju 2021 jeden z urzędników Narodowej Administracji Archiwów i Dokumentów (National Archives and Records Administration, NARA), federalnej agencji zajmującej się przechowywaniem materiałów rządowych, spostrzegł, że kilka ważnych dokumentów z czasów prezydentury Donalda Trumpa nie zostało przekazanych NARA przed opuszczeniem przez Trumpa Białego Domu. Niedługo później prawnik NARA skontaktował się z zespołem Trumpa w celu ustalenia lokalizacji brakujących materiałów. Jednocześnie NARA poinformowała w oświadczeniu medialnym, że pod koniec prezydentury Trumpa otrzymała zbiór dokumentów, spośród których wiele zostało podartych, a następnie sklejonych taśmą, ponadto były też takie, które po podarciu nigdy nie doczekały się sklejenia. W połowie stycznia 2022 agencji udało się odzyskać 15 pudeł z dokumentami zabranymi z Białego Domu pod koniec kadencji przez Trumpa, wśród których znajdowała się m.in. korespondencja z północnokoreańskim przywódcą Kim Dzong Unem oraz list gratulacyjny od ustępującego prezydenta USA Baracka Obamy. NARA poinformowała, że zwrot materiałów negocjowała z prawnikami Trumpa przez cały 2021 rok.
W lutym 2022 NARA zwróciła się do Departamentu Sprawiedliwości o zbadanie sposobu, w jaki Trump obchodził się z dokumentami Białego Domu i czy naruszył ustawę o dokumentach prezydenckich (Presidential Records Act) oraz inne przepisy dotyczące informacji niejawnych. Ustawa o dokumentach prezydenckich wymaga, aby wszystkie dokumenty utworzone przez urzędującego prezydenta USA zostały przekazane Narodowej Administracji Archiwów i Dokumentów po zakończeniu urzędowania. 7 kwietnia 2022 media doniosły, że prokuratorzy wszczęli śledztwo w sprawie niewłaściwego obchodzenia się przez Trumpa z tajnymi dokumentami. 3 czerwca śleczy federalni, w tym wysoki rangą urzędnik kontrwywiadu Departamentu Sprawiedliwości, odwiedzili Trumpa w jego rezydencji Mar-a-Lago na Florydzie, aby zająć się wezwaniem do sądu w sprawie pozostałych dokumentów niejawnych. Na miejscu prawnicy Trumpa przekazali śledczym 38 tajnych dokumentów, które znaleźli, a jedna z prawniczek byłego prezydenta złożyła oświadczenie pod przysięgą, że w Mar-a-Lago nie ma już żadnych niejawnych materiałów.

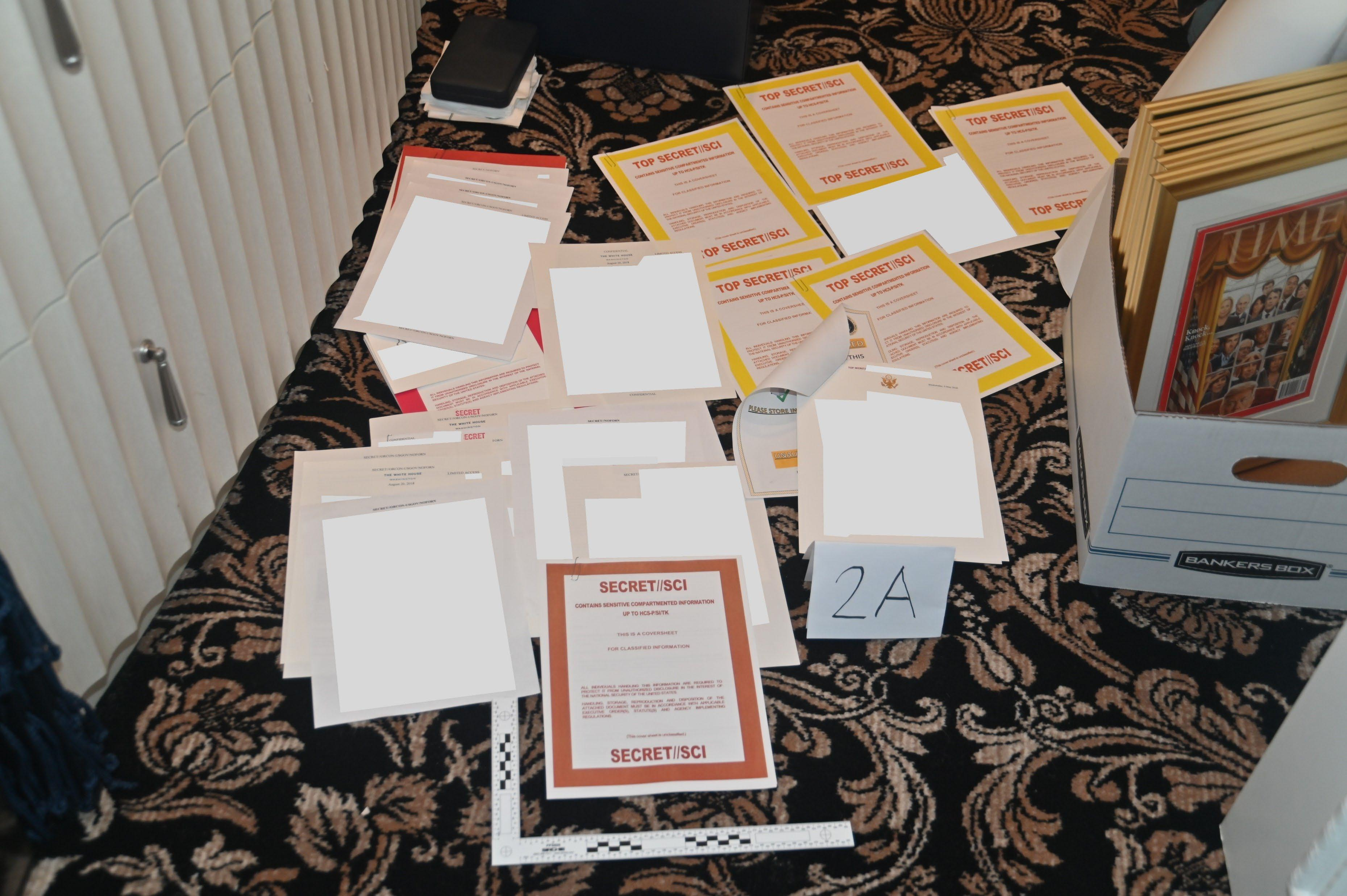
Tajne materiały wywiadowcze znalezione podczas przeszukania rezydencji Mar-a-Lago

8 sierpnia 2022 agenci FBI przeszukali rezydencję Mar-a-Lago i znaleźli ogółem jedenaście zestawów tajnych dokumentów – w sumie FBI zabrało po przeszukaniu około 20 pudeł z rzeczami z Mar-a-Lago, w tym segregatory ze zdjęciami, informacje o prezydencie Francji i różne tajne materiały. Jeden ze znalezionych zestawów dokumentów był wymieniony jako Various classified TS/SCI documents („Różne tajne dokumenty TS/SCI”), co stanowi wysoce tajną kategorię tajemnic rządowych. Znaleziono także trzy komplety dokumentów sklasyfikowanych jako tajne oraz trzy komplety dokumentów sklasyfikowanych jako poufne – najniższy stopień tajności. 12 sierpnia prokurator generalny Merrick Garland podczas konferencji prasowej po raz pierwszy oficjalnie potwierdził fakt przeszukania cztery dni wcześniej posiadłości Donalda Trumpa. Ujawniony został wówczas także nakaz przeszukania budynku, który osobiście zatwierdził Garland, a 5 sierpnia podpisał sędzia federalny Bruce Reinhart. Z jego treści wynika, że federalne służby egzekwowania prawa prowadziły śledztwo w sprawie Trumpa w związku z usuwaniem lub niszczeniem dokumentów, utrudnianiem działania wymiaru sprawiedliwości i naruszeniem ustawy o szpiegostwie (Espionage Act).
18 listopada 2022 Garland wyznaczył Jacka Smitha jako specjalnego prokuratora do przejęcia dwóch głównych dochodzeń karnych z udziałem Donalda Trumpa: tego dotyczącego przetrzymywania wrażliwych dokumentów rządowych w swoim domu i tego badającego jego rolę w wydarzeniach poprzedzających atak na Kapitol Stanów Zjednoczonych z 6 stycznia 2021.

### Akty oskarżenia

#### Akt oskarżenia z 30 marca 2023
30 marca 2023 biuro prokuratora okręgowego Manhattanu potwierdziło, że wielka ława przysięgłych w Nowym Jorku przegłosowała postawienie Donalda Trumpa w stan oskarżenia w związku z 34 zarzutami dotyczącymi fałszowania dokumentacji biznesowej. Zarzuty były efektem wielomiesięcznej pracy prokuratora okręgowego Manhattanu Alvina Bragga i jego zespołu śledczego, skoncentrowanej na sprawdzeniu, czy Trump sfałszował dokumentację biznesową w sposób, który mógłby stanowić naruszenie finansów kampanii prezydenckiej w 2016. Według śledczych czeki, które Trump wypisał swojemu prawnikowi Michaelowi Cohenowi za usługi prawne podczas kampanii wyborczej w 2016, w rzeczywistości stanowiły zwrot 130 tysięcy dolarów, które Cohen miał przekazać w dniach poprzedzających wybory prezydenckie aktorce filmów pornograficznych Stormy Daniels jako zapłatę za milczenie w sprawie jej rzekomego intymnego spotkania z Trumpem. Decyzja nowojorskiej wielkiej ławy przysięgłych sprawiła, że Trump został pierwszym prezydentem Stanów Zjednoczonych w historii – urzędującym lub byłym – któremu postawione zostały zarzuty karne.
4 kwietnia 2023 Donald Trump osobiście stawił się w budynku nowojorskiego sądu, gdzie formalnie aresztowano go i oficjalnie postawiono w stan oskarżenia w związku z zarzutami ławy przysięgłych z 30 marca (po decyzji ławy przysięgłych akt oskarżenia został zapieczętowany, w związku z czym zarzuty nie były publicznie znane). Trump nie przyznał się do żadnego z zarzutów. Po postawieniu w stan oskarżenia został zwolniony, po czym opuścił budynek sądu na krótko przed 15:30 ET.
W styczniu 2025 sąd stanowy w Nowym Jorku uznał Donalda Trumpa winnego 34 przestępstw związanych z ukrywaniem zapłaty za milczenie Stormy Daniels w sprawie ich stosunków seksualnych. Jednocześnie sąd poza uznaniem Trumpa za przestępcę nie wymierzył mu żadnej kary ze względu na fakt, że mogłoby to wpływać na pełnienie przez niego funkcji prezydenta.

#### Akt oskarżenia z 8 czerwca 2023
8 czerwca 2023 do sądu federalnego w Miami został wniesiony 49-stronicowy akt oskarżenia przeciwko Donaldowi Trumpowi i jego osobistemu doradcy wojskowemu Waltowi Naucie, będący efektem prowadzonego od listopada 2022 przez prokuratora Jacka Smitha śledztwa.
Trumpowi postawiono w sumie 37 odrębnych zarzutów, w tym 31 związanych z bezprawnym przetrzymywaniem w prywatnych posiadłościach dokumentów o najwyższych klauzulach tajności związanych z bezpieczeństwem narodowym Stanów Zjednoczonych i państw sojuszniczych, co stanowi naruszenie ustawy o szpiegostwie (Espionage Act). Każdy z 31 zarzutów dotyczył innego z tajnych dokumentów, które były prezydent miał przetrzymywać w swojej rezydencji Mar-a-Lago na Florydzie oraz na polu golfowym w stanie New Jersey – 21, które zostały odkryte podczas przeszukania rezydencji przez FBI w sierpniu 2022 oraz 10, które zostały przekazane FBI w zapieczętowanej kopercie dwa miesiące wcześniej. Nauta dostał z kolei 6 zarzutów dotyczących poświadczania nieprawdy w celu ukrycia domniemanych przestępstw swojego szefa.
13 czerwca 2023 przed godziną 14:00 ET Donald Trump i Walt Nauta osobiście przybyli do sądu federalnego w Miami, gdzie formalnie postawiono ich w stan oskarżenia w związku z zarzutami z 8 czerwca 2023. Trump stał się przez to pierwszym w historii byłym prezydentem Stanów Zjednoczonych, któremu postawiono federalne zarzuty karne. Trump i Nauta nie przyznali się do żadnego ze stawianych im zarzutów. Na zamkniętej dla mediów rozprawie sądowej prawnicy Trumpa złożyli apelację, odbyła się także dyskusja na temat warunków jego przedprocesowego zwolnienia. Prowadzący rozprawę sędzia nie zastosował wobec Trumpa środków zapobiegawczych w postaci zakazu podróżowania. Były prezydent opuścił budynek sądu około godziny 16:00 ET.

## II kadencja prezydencka
Ta sekcja dotyczy trwającego wydarzenia. Informacje w niej zamieszczone mogą się zmienić lub zdezaktualizować wraz z postępem zdarzenia, a początkowe doniesienia mogą być niepewne. Ostatnie zmiany tej sekcji mogą nie odzwierciedlać najbardziej aktualnych informacji.

### Zaprzysiężenie i objęcie funkcji
Zaprzysiężenie Donalda Trumpa na urząd 47. prezydenta Stanów Zjednoczonych odbyło się w samo południe 20 stycznia 2025 w Waszyngtonie, w Rotundzie Kapitolu Stanów Zjednoczonych. O zorganizowaniu uroczystości inauguracyjnej w tym pomieszczeniu zamiast na będącym tradycyjnym miejscem prezydenckich inauguracji obszarze przed zachodnią fasadą Kapitolu zdecydował trzy dni wcześniej Wspólny Komitet Kongresu ds. Ceremonii Inauguracyjnych na prośbę samego Trumpa, który powołał się na prognozy pogody mówiące o występowaniu w Waszyngtonie niskich temperatur w dniu uroczystości. Do 2025 ostatnią prezydencką inauguracją przeprowadzoną w Rotundzie Kapitolu była inauguracja II kadencji Ronalda Reagana w 1985. Przysięgę prezydencką odebrał od Trumpa prezes Sądu Najwyższego USA John Roberts. Z chwilą objęcia urzędu Trump miał 78 lat i 7 miesięcy, przez co stał się najstarszym w historii prezydentem Stanów Zjednoczonych.
W ceremonii zaprzysiężenia Donalda Trumpa udział wzięło wielu gości, a wśród nich znajdowali się m.in. zagraniczni politycy: premier Włoch Giorgia Meloni, prezydent Argentyny Javier Milei, wiceprzewodniczący Chin Han Zheng i były premier Polski Mateusz Morawiecki, a także przedsiębiorcy z branży współczesnych technologii: Elon Musk, szef m.in. firmy Tesla i właściciel serwisu X, Mark Zuckerberg, szef organizacji Meta Platforms, operującej m.in. serwisami Facebook i Instagram, Jeff Bezos, założyciel firmy Blue Origin i szef platformy Amazon, Shou Zi Chew, szef platformy TikTok, Sundar Pichai, szef platformy Google, Tim Cook, szef firmy Apple oraz Sam Altman, szef organizacji OpenAI.

### Pierwsze rozporządzenia wykonawcze i ułaskawienia

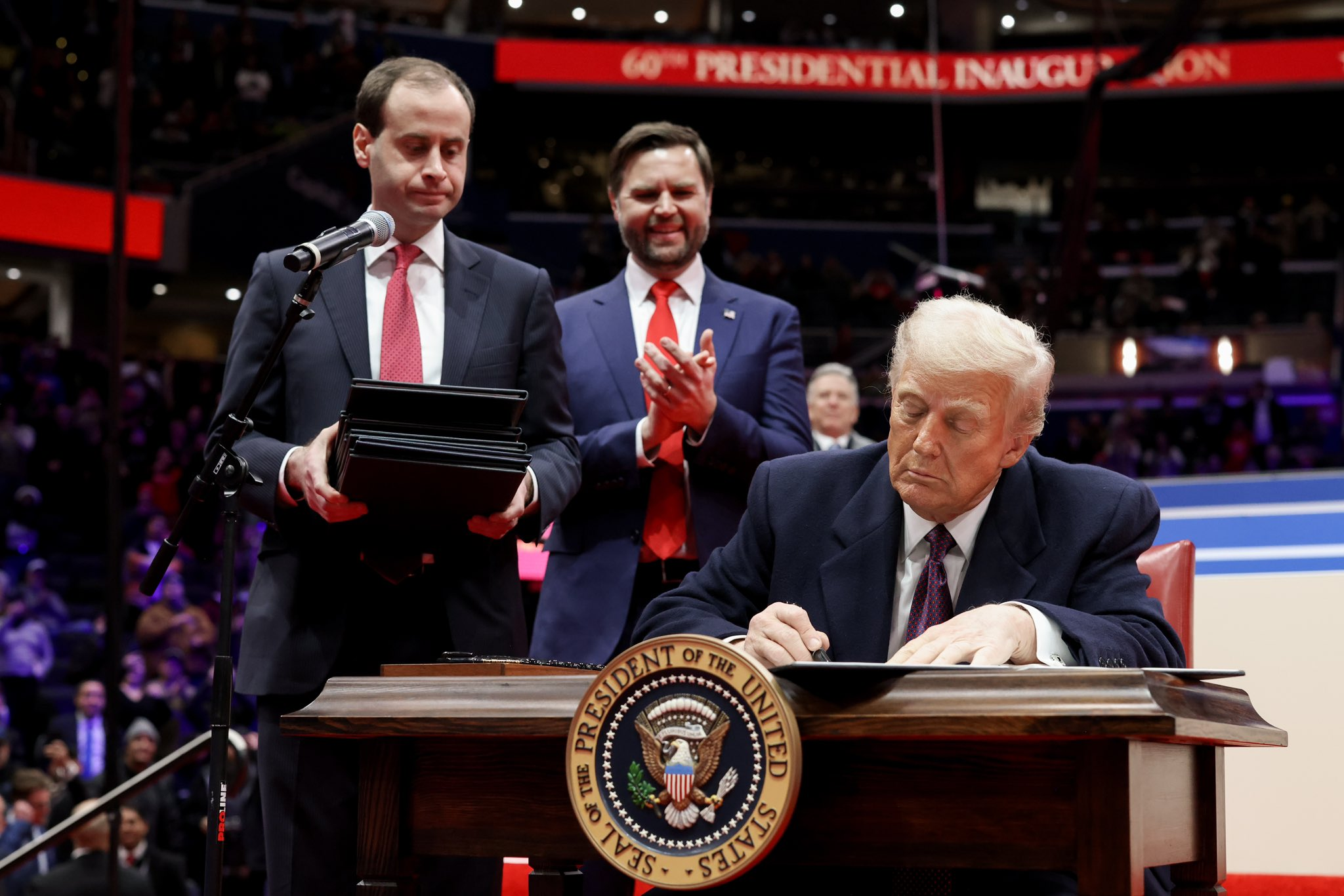
Donald Trump podczas podpisywania rozporządzeń wykonawczych w hali Capital One Arena 20 stycznia 2025

W krótkim okresie od zaprzysiężenia Donald Trump podpisał wiele rozporządzeń wykonawczych, określających kształt polityki jego administracji wobec Stanów Zjednoczonych. Pierwsze osiem podpisał podczas zorganizowanej kilka godzin po zaprzysiężeniu parady prezydenckiej, z powodu niskiej temperatury przeprowadzonej w waszyngtońskiej hali sportowej Capital One Arena, a wśród nich znajdowały się: zniesienie 78 „rozporządzeń wykonawczych, rozkazów, memorandów i innych” wydanych przez poprzedniego prezydenta Joego Bidena, wstrzymanie wydawania nowych regulacji przez agencje rządowe, wstrzymanie zatrudnienia do „osiągnięcia pełnej kontroli nad państwem”, rozkaz powrotu wszystkich urzędników federalnych do pracy w biurze z pracy zdalnej, dyrektywa zakazująca „państwowej cenzury”, dyrektywa „kończąca używanie wymiaru sprawiedliwości jako broni” oraz decyzja o wycofaniu Stanów Zjednoczonych z paryskiego porozumienia klimatycznego.
Już w Białym Domu, oficjalnej rezydencji prezydentów USA, Trump w dniu inauguracji podpisał kolejne rozporządzenia wykonawcze, m.in. rozpoczynające proces wycofywania Stanów Zjednoczonych ze Światowej Organizacji Zdrowia, nakazujące amerykańskim agencjom rządowym nie wydawanie dokumentów potwierdzających obywatelstwo dzieci urodzonych na terenie USA, których rodzice nie mają ustalonego statusu prawnego, stwierdzające, że amerykański rząd uznaje wyłącznie dwie płcie: męską i żeńską, proklamujące ogłoszenie stanu wyjątkowego na granicy z Meksykiem, przywracające politykę Remain in Mexico („Pozostań w Meksyku”), zakładającą odsyłanie osób ubiegających się o azyl do Meksyku, uznające kartele narkotykowe za organizacje terrorystyczne, przemianowujące Zatokę Meksykańską na „Zatokę Amerykańską” oraz przywracające najwyższemu szczytowi Ameryki Północnej, Denali, obowiązującą w latach 1896–2015 nazwę „Mount McKinley”.
Rozporządzenie o ograniczeniu prawa do nabywania obywatelstwa wraz z urodzeniem („prawa ziemi”) wobec dzieci nielegalnych imigrantów bądź osób posiadających nieimigranckie wizy (np. turystyczne czy studenckie) spotkało się z dużą krytyką – jej autorzy wskazywali na sprzeczność prezydenckiego dekretu z 14. poprawką do konstytucji Stanów Zjednoczonych. Z tego względu do sądów federalnych w USA wpłynęło wiele pozwów przeciwko rozporządzeniu Trumpa w pierwszych dniach po jego podpisaniu, a 23 stycznia 2025 sąd w Seattle w następstwie pozwu władz stanu Waszyngton zawiesił obowiązywanie rozporządzenia przez co najmniej 14 dni na czas rozpatrzenia przez sądy skarg przeciwko niemu.
Oprócz wprowadzających zmiany w amerykańskim prawie rozporządzeń wykonawczych Donald Trump w pierwszej dobie urzędowania dokonał także pierwszych ułaskawień. Przede wszystkim ułaskawił niemal 1500 osób skazanych za udział w ataku na Kapitol Stanów Zjednoczonych z 6 stycznia 2021 i zarządził skrócenie wyroków sześciu innym uczestnikom tamtych wydarzeń. 21 stycznia 2025 Trump ułaskawił Rossa Ulbrichta odsiadującego karę dożywotniego pozbawienia wolności za swoją rolę w założeniu i prowadzeniu darkwebowego serwisu aukcyjnego Silk Road.
23 stycznia 2025 podpisał rozporządzenia wykonawcze o „dominacji Stanów Zjednoczonych w sztucznej inteligencji” i wyeliminowaniu barier dla jej rozwoju, wprowadzeniu przez swoją administrację polityki chroniącej i promującej możliwość inwestowania w kryptowaluty (sam tuż przed objęciem prezydentury wyemitował własną kryptowalutę, $Trump, na której według stanu na ówczesny czas zarobił „na papierze” ponad 30 miliardów dolarów) oraz o odtajnieniu dokumentów dotyczących zamachów na Johna F. Kennedy’ego, na Roberta F. Kennedy’ego i na Martina Luthera Kinga.
27 stycznia 2025 podpisał serię rozporządzeń wykonawczych, dotyczących odejścia od tzw. polityki DEI (akronim od diversity, equity, inclusion – „różnorodność”, „równość”, „włączenie”) w amerykańskiej armii, przywrócenia do służby ponad 8 tysięcy żołnierzy zwolnionych z wojska za odmowę poddania się szczepieniu przeciw COVID-19 w okresie pandemii tej choroby, służby w armii osób transpłciowych („eliminacja radykalizmu płciowego w armii”) oraz nakazu budowy „Amerykańskiej Żelaznej Kopuły”, systemu obrony przeciwrakietowej wzorowanego na tym izraelskim.

### Polityka wewnętrzna
W pierwszych tygodniach od objęcia stanowiska przez Donalda Trumpa w Stanach Zjednoczonych rozpoczęły się zakrojone na szeroką skalę działania jego administracji wymierzone w nielegalnych imigrantów. W pierwszym pełnym dniu urzędowania Trumpa, 21 stycznia 2025, agenci Amerykańskiego Urzędu do spraw Imigracji i Egzekwowania Ceł (U.S. Immigration and Customs Enforcement, ICE) oraz Amerykańskiej Straży Granicznej (United States Border Patrol, USBP) otrzymali rozkaz natychmiastowej deportacji osób, które przekroczyły granicę bez zezwolenia i przeprowadzenia „przyspieszonego usunięcia” osób znalezionych wewnątrz USA. W dniu tym doszło też do 308 aresztowań nielegalnych imigrantów. 24 stycznia sekretarz prasowa Białego Domu Karoline Leavitt podała, że w całym kraju aresztowanych zostało 538 nielegalnych imigrantów i że kilkuset deportowano samolotem wojskowym. 26 stycznia w wywiadzie dla telewizji CNN Tom Homan, urzędnik Białego Domu odpowiedzialny za bezpieczeństwo granic, tzw. „car granicy” (border czar), powiedział, że ICE początkowo będzie priorytetowo traktować „cudzoziemców-przestępców” oraz „tak wiele zagrożeń dla bezpieczeństwa publicznego i narodowego, jak to tylko możliwe”. Tego samego dnia ICE poinformował, że rozpoczął „rozszerzone ukierunkowane operacje” w Chicago we współpracy z Federalnym Biurem Śledczym (FBI) i innymi agencjami federalnymi, a oprócz tego, według CNN, działania związane z egzekwowaniem przepisów imigracyjnych miały miejsce również w Atlancie, Portoryko, Kolorado, Los Angeles i Austin, z kolei według doniesień dziennika „The Washington Post” funkcjonariusze ICE otrzymali polecenie, aby dążyć do 1200–1500 aresztowań dziennie, w tym co najmniej 75 aresztowań przez każde z około dwóch tuzinów biur terenowych tego urzędu. 27 stycznia ICE ogłosił, że tego dnia aresztował 1179 osób. 29 stycznia Trump podpisał przyjętą tydzień wcześniej przez Kongres Stanów Zjednoczonych Ustawę Laken Riley (Laken Riley Act), pierwszy akt prawny uchwalony przez parlament podczas jego II kadencji prezydenckiej. Akt ten wymagał, aby ICE zatrzymywał nieudokumentowanych imigrantów, których aresztowano, którym postawiono zarzuty lub którzy zostali skazani za „włamanie, kradzież, kradzież rozbójniczą lub kradzież sklepową”. Został nazwany na cześć Laken Riley, studentki pielęgniarstwa zamordowanej w 2024 w Athens w stanie Georgia przez José Ibarrę, nielegalnie przebywającego w USA obywatela Wenezueli, który w 2023 był dwukrotnie aresztowany m.in. za kradzież.
W połowie lutego 2025 administracja Donalda Trumpa wraz ze współpracującym z nią zespołem pod kierownictwem Elona Muska rozpoczęła szeroko zakrojoną akcję zwolnień w amerykańskich agencjach federalnych, przede wszystkim w Federalnej Administracji Lotnictwa (FAA) (zwolniono w niej około 300 osób, zgodnie z doniesieniami NBC głównie osoby na okresach próbnych oraz nowo zatrudnione, jednak były urzędnik FAA w wypowiedzi dla mediów przyznał, że zakres zwolnień był szerszy i objął także nowo awansowanych pracowników), ale również m.in. w Narodowej Administracji Bezpieczeństwa Jądrowego (NNSA), będącej częścią Departamentu Energii (w sumie, według Reutersa, 325 pracowników tej agencji 14 lutego 2025 otrzymało zawiadomienia o zwolnieniu jednak jeszcze tego samego dnia wiele z tych zwolnień zostało odwołanych; później rzecznik Departamentu Energii podał, że ostatecznie w agencji zwolniono mniej niż 50 osób, głównie na stanowiskach administracyjnych i biurowych), Służbie Leśnej Stanów Zjednoczonych (USFS) oraz w agencjach zdrowia publicznego: Centrach Kontroli i Prewencji Chorób (CDC), Agencji Żywności i Leków (FDA) i Narodowych Instytutach Zdrowia (NIH).
25 lutego 2025 Trump zapowiedział w Gabinecie Owalnym Białego Domu rozpoczęcie za około dwa tygodnie sprzedawanie przez Stany Zjednoczone za kwotę 5 milionów dolarów „złotej karty” bogatym cudzoziemcom, dającej im prawo do życia i pracy w USA oraz oferującej ścieżkę do uzyskania obywatelstwa. Zapytany przez jednego z dziennikarzy, czy rozważyłby sprzedaż kart rosyjskim oligarchom, odpowiedział: „Tak, być może. Znam kilku rosyjskich oligarchów, którzy są bardzo miłymi ludźmi”.
15 marca 2025 podpisał rozporządzenie wykonawcze ograniczające działalność i funkcjonowanie „w maksymalnym zakresie zgodnym z obowiązującym prawem” szeregu agencji rządowych, w tym Agencji Stanów Zjednoczonych do spraw Globalnych Mediów (USAGM), odpowiedzialnej za nadzorowanie m.in. Radia Wolna Europa/Radia Swoboda, Radia Wolna Azja oraz Głosu Ameryki, Międzyagencyjnej Rady Stanów Zjednoczonych do spraw Bezdomności (USICH) i Instytutu Usług Muzealnych i Bibliotecznych (IMLS).
20 marca 2025 podpisał rozporządzenie wykonawcze o zlikwidowaniu Departamentu Edukacji, co proponował już w czasie I kadencji, ale bez powodzenia. Departamentu nie można zlikwidować bez zgody Kongresu, który powołał go do życia.
4 lipca 2025 Trump podpisał uchwaloną przez amerykański parlament głosami Republikanów ustawę One Big Beautiful Bill Act zakładająca obniżki i ulgi podatkowe przy jednoczesnych cięciach wydatków socjalnych (w szczególności na program Medicaid). Beneficjentami zmian są przede wszystkim duże przedsiębiorstwa oraz osoby o najwyższych dochodach.

### Polityka zagraniczna

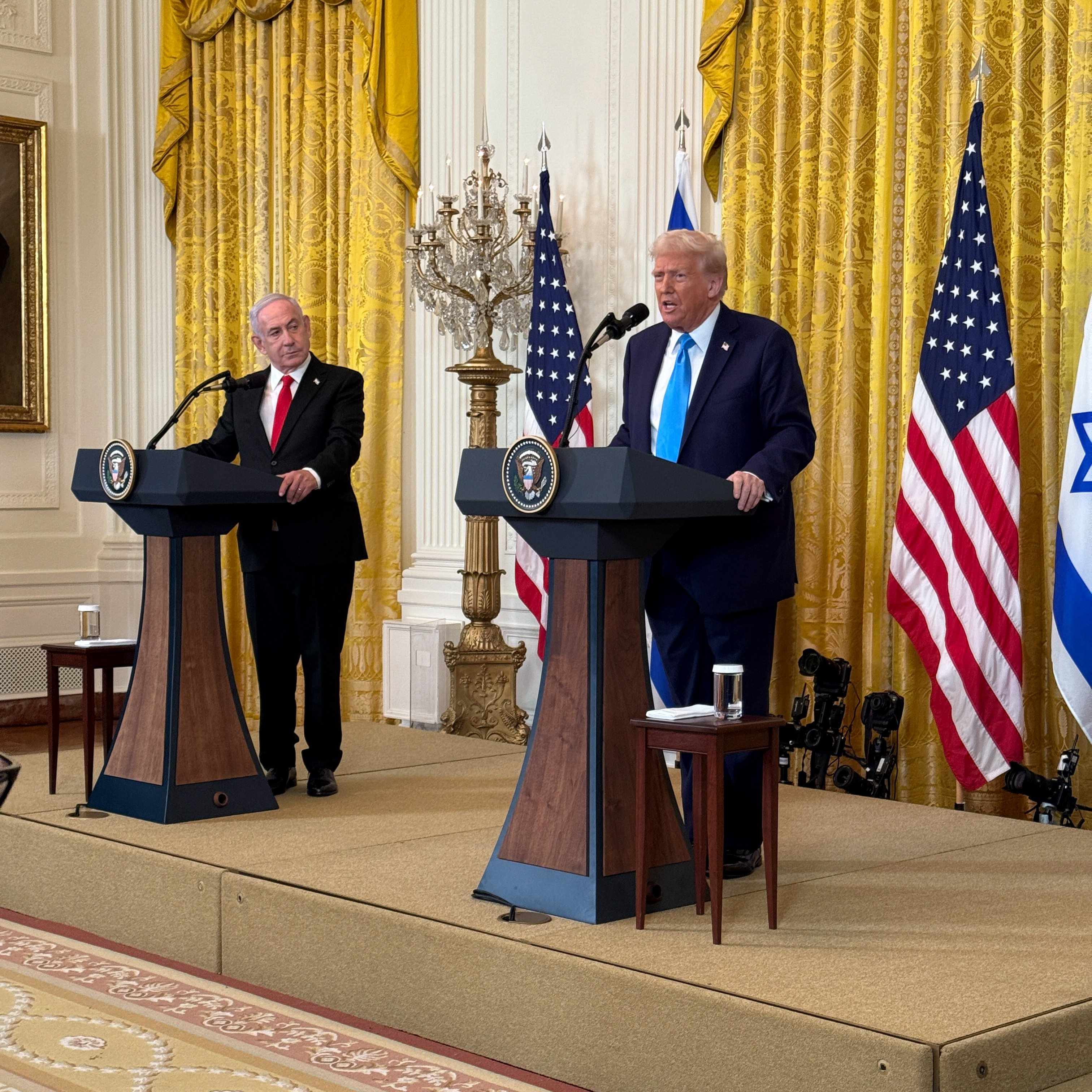
Donald Trump i Binjamin Netanjahu podczas konferencji prasowej w Białym Domu 4 lutego 2025

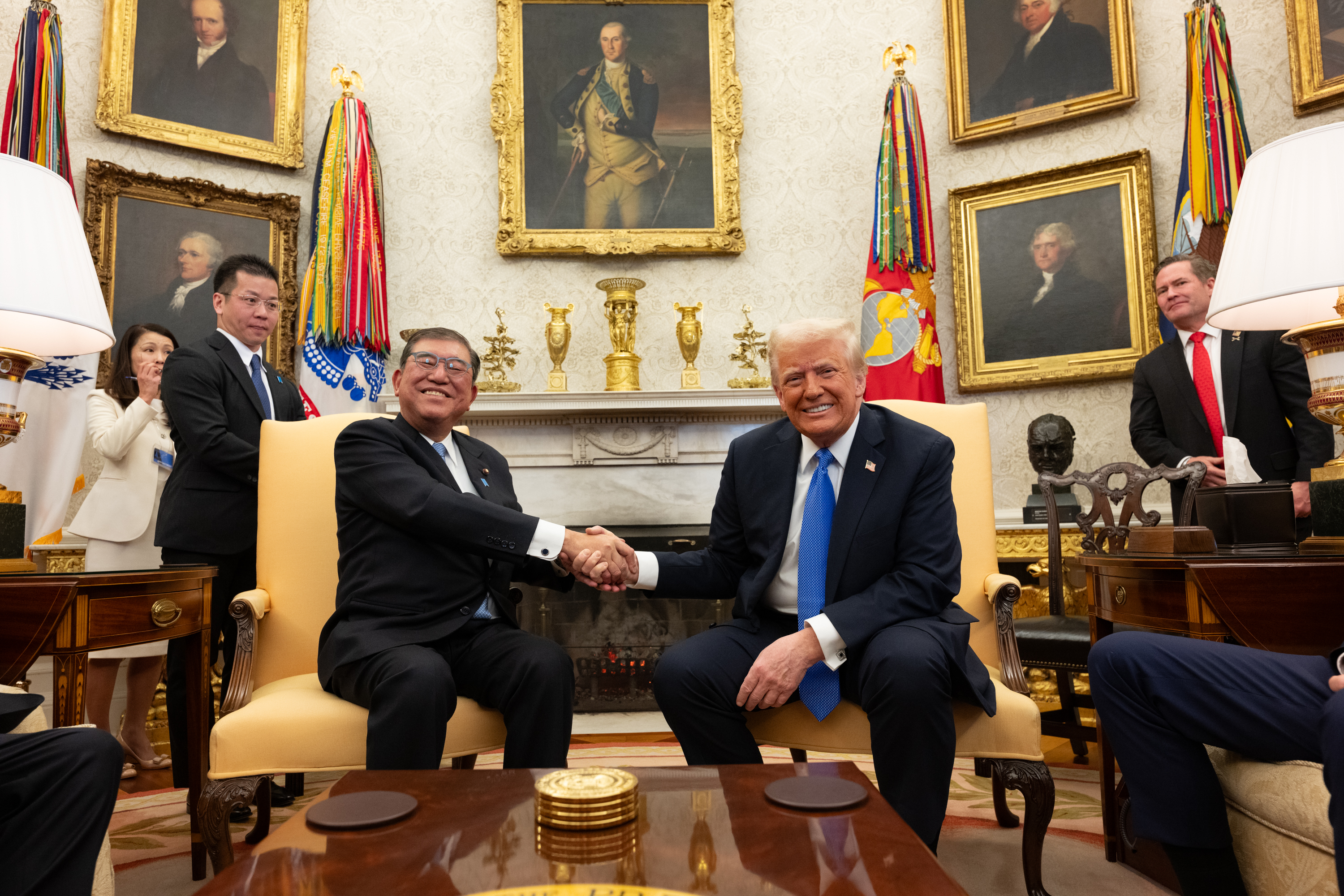
Donald Trump i Shigeru Ishiba podczas spotkania w Białym Domu 7 lutego 2025

1 lutego 2025 Trump podpisał rozporządzenie wykonawcze wprowadzające od 4 lutego tego roku cła w wysokości 25% na towary importowane z Kanady i Meksyku (z wyjątkiem produktów naftowych obłożonych cłami 10-procentowymi) oraz w wysokości 10% na towary sprowadzane do Stanów Zjednoczonych z Chin. Jako oficjalny powód nałożenia ceł podano napływ fentanylu przez północną i południową granicę USA oraz rzekomy udział Chin w procederze handlu tym narkotykiem, który w 2024 przyczynił się do śmierci ponad 100 tysięcy Amerykanów. 3 lutego Trump ogłosił zawieszenie na okres miesiąca nałożenia ceł na Meksyk w następstwie rozmowy z prezydent tego kraju Claudią Sheinbaum zapewniając jednocześnie o kontynuowaniu dwustronnych negocjacji, a także zawieszenie na ten sam okres wprowadzenia ceł wymierzonych w Kanadę – decyzję taką podjął w następstwie oświadczenia premiera Kanady Justina Trudeau, w którym zapowiedział podjęcie szeregu działań na rzecz zwiększenia ochrony granicy z USA i zwiększenie współpracy z USA w kwestii powstrzymywania przemytu fentanylu. 4 marca 2025 weszły w życie ustanowione na początku lutego 25-procentowe cła na wszystkie towary z Kanady i Meksyku, ponadto wprowadzona została 10-procentowa podwyżka ceł na towary z Chin.
4 lutego 2025 odbył w Białym Domu pierwsze w II kadencji prezydenckiej spotkanie z zagranicznym przywódcą – premierem Izraela Binjaminem Netanjahu. Podczas późniejszej konferencji prasowej obu polityków Trump powiedział, że rozmawiali o przesiedleniu około 1,8 miliona Palestyńczyków ze Strefy Gazy do sąsiednich krajów arabskich i przekształceniu tego terytorium w „Rivierę Bliskiego Wschodu” pod własnością Stanów Zjednoczonych, które miałyby zrównać z ziemią całą obecną na nim zabudowę, usunąć z niego wszystkie niewybuchy i innego rodzaju broń oraz stworzyć tam warunki do rozwoju gospodarczego. Trump nie wykluczył również wysłania do Strefy Gazy amerykańskich wojsk aby wypełnić „próżnię bezpieczeństwa”. Po zakończeniu wizyty Netanjahu w USA, 6 lutego 2025 Trump rozporządzeniem nałożył na Międzynarodowy Trybunał Karny sankcje w postaci ograniczeń finansowych i wizowych wobec osób oraz ich rodzin pomagających w śledztwach MTK wymierzonych w obywateli Stanów Zjednoczonych lub ich sojuszników. U podstaw tej decyzji stał wydany przez MTK nakaz aresztowania Netanjahu i byłego izraelskiego ministra obrony Jo’awa Galanta w związku z ich działaniami podczas wojny w Strefie Gazy.
7 lutego 2025 odbył w Białym Domu spotkanie z premierem Japonii Shigeru Ishibą poświęcone sprawom gospodarczym oraz zacieśnianiu relacji na linii USA–Japonia.
4 czerwca 2025 podpisał rozporządzenie o zakazie wjazdu do Stanu Zjednoczonych z 12 krajów: Afganistanu, Czadu, Konga, Erytrei, Gwinei Równikowej, Haiti, Iranu, Libii, Mjanmy, Somalii, Sudanu oraz Jemenu.
15 sierpnia 2025 w Anchorage na Alasce doszło do spotkania Donalda Trumpa z prezydentem Rosji Władimirem Putinem. Było to pierwsze od 2021 spotkanie prezydentów Rosji i Stanów Zjednoczonych.

#### Wizyty zagraniczne
- Włochy (25 kwietnia 2025)
- Watykan (26 kwietnia 2025)
- Arabia Saudyjska (13–14 maja 2025)
- Katar (14–15 maja 2025)
- Zjednoczone Emiraty Arabskie (15–16 maja 2025)
- Kanada (15–16 czerwca 2025)
- Holandia (24–25 czerwca 2025)
- Wielka Brytania (25–29 lipca 2025)

#### Cła, jako narzędzie polityki zagranicznej
10 lutego 2025 podpisał memorandum o nałożeniu 25-procentowych ceł na import do Stanów Zjednoczonych stali i aluminium. Zaczęły one obowiązywać 12 marca tego roku i dotyczyły importu ze wszystkich państw bez wyjątku. 13 lutego 2025 przyjął w Białym Domu premiera Indii Narendrę Modiego, z którym rozmawiał o złagodzeniu ceł, rozwiązaniu problemów handlowych i wzmocnieniu więzi obronnych. 27 marca 2025 Donald Trump ogłosił, że 2 kwietnia tego roku nałoży 25-procentowe cła na wszystkie samochody i lekkie ciężarówki importowane do USA z zagranicy (dotychczasowa stawka przedmiotowych ceł wynosiła 2,5%). 2 kwietnia 2025 wygłosił w Ogrodzie Różanym Białego Domu przemówienie, które rozpoczął stwierdzeniami, że ówczesny dzień jest „dniem wyzwolenia”, który „zostanie zapamiętany jako dzień, w którym odrodził się amerykański przemysł” oraz jako „jeden z najważniejszych dni w historii Ameryki” i podczas którego ogłosił nałożenie przez USA ceł wzajemnych na kraje całego świata, co nazwał „deklaracją naszej gospodarczej niepodległości” i co następnie wcielił w życie podpisując odpowiednie rozporządzenie wykonawcze. Wysokość nałożonych ceł Trump przedstawił na zaprezentowanej w pewnym momencie w trakcie przemówienia tablicy – wynikało z niej, że m.in. na Chiny zostały nałożone cła w wysokości 34%, na kraje Unii Europejskiej 20%, na Wietnam 46%, na Japonię 24%, na Indie 26%, na Koreę Południową 25%, na Tajwan 32%, na Szwajcarię 31%, na Południową Afrykę 30%, a m.in. na Wielką Brytanię, Turcję, Chile, Brazylię i Australię nałożono taryfy w wysokości 10%, co było minimalną stawką wprowadzonych wówczas na wszystkich partnerów handlowych Stanów Zjednoczonych ceł. Trump ogłosił wówczas także zapowiadane wcześniej nałożenie specjalnych, wynoszących 25% ceł na wszystkie samochody wyprodukowane poza USA. Zgodnie z późniejszymi wypowiedziami medialnymi urzędników administracji Trumpa, minimalne cła w wysokości 10% miały zacząć obowiązywać 5 kwietnia 2025, a wyższe stawki wzajemne – 9 kwietnia 2025. Z wprowadzonych 2 kwietnia 2025 taryf wyłączone miały być miedź, leki, półprzewodniki i drewno (miano je dodatkowo oclić w przyszłości), a także nośniki energii i minerały niedostępne w Stanach Zjednoczonych. 9 kwietnia 2025, gdy weszły w życie wyższe stawki amerykańskich ceł wzajemnych, wprowadzone zostało także 104-procentowe cło na Chiny, będące sumą nałożonego wcześniej na ten kraj cła w wysokości 20% (będącego karą za brak współpracy przy zwalczaniu napływu fentanylu do USA), cła wzajemnego wynoszącego 34% oraz nałożonego przez Trumpa 8 kwietnia dodatkowego cła odwetowego wynoszącego 50%. Tego samego dnia po południu Trump w serwisie Truth Social poinformował, że zarządził 90-dniową przerwę w stosowaniu podwyższonych ceł dla innych państw oraz że podniósł taryfę nałożoną na Chiny do 125% za „brak szacunku”, jaki państwo to okazało światowym rynkom. 27 lipca 2025 Donald Trump i Ursula von der Leyen oglosili zawarcie nowej umowy handlowej między USA a Unia Europejską, zakładającej m.in. 15% cła na prawie wszystkie towary eksportowane z UE do USA. Trump nazwał to porozumienie „największą umową, jaka kiedykolwiek została zawarta”.

#### Ekspansjonizm

##### Grenlandia
W grudniu 2024 Donald Trump zaproponował, aby Stany Zjednoczone zakupiły Grenlandię od Danii, określając kontrolę nad wyspą jako „absolutnie niezbędną” dla bezpieczeństwa narodowego. Była to kontynuacja wcześniejszej oferty złożonej podczas jego pierwszej kadencji, którą Królestwo Danii odrzuciło, co doprowadziło do odwołania przez Trumpa wizyty w Danii w sierpniu 2019.
7 stycznia 2025 syn Trumpa, Donald Trump Jr. odwiedził stolicę Grenlandii, Nuuk, rozdając mieszkańcom czapki z hasłem Make America Great Again. Podczas konferencji prasowej następnego dnia Donald Trump nie wykluczył użycia siły militarnej lub ekonomicznej w celu przejęcia Grenlandii lub Kanału Panamskiego. Jednocześnie zadeklarował, że nie planuje użycia siły w stosunku do Kanady. 14 stycznia członkowie związanej z Trumpem grupy Nelk Boys również odwiedzili Nuuk, rozdając mieszkańcom banknoty dolarowe.
16 stycznia prezesi największych duńskich firm, m.in. Novo Nordisk, Vestas i Carlsberg, zostali wezwani na nadzwyczajne spotkanie w Kancelarii Premiera Danii w związku z zaistniałą sytuacją. Dzień później były dyrektor duńskiego Ministerstwa Spraw Zagranicznych Friis Arne Petersen określił sytuację jako „bezprecedensową w historii”.
10 lutego 2025 kongresmen Buddy Carter przedstawił projekt ustawy przewidującej zmianę nazwy Grenlandii na „Red, White, and Blueland” oraz umożliwiającej prezydentowi Donaldowi Trumpowi „zakup lub przejęcie w inny sposób” terytorium wyspy. Ustawa zobowiązuje Departament Zasobów Wewnętrznych USA do dostosowania dokumentacji federalnej do zmienionej nazwy w ciągu sześciu miesięcy od jej uchwalenia.
W marcu 2025 Donald Trump ponowił apele o aneksję Grenlandii, określając ją jako kluczową dla bezpieczeństwa USA i świata. Wiceprezydent J.D. Vance, podczas wizyty w bazie kosmicznej Pituffik, zarzucił Danii niedostateczne inwestycje w obronność Grenlandii i wezwał do zacieśnienia współpracy z USA. Minister spraw zagranicznych Danii skrytykował stanowisko administracji, podczas gdy Trump zadeklarował, że preferuje dyplomację, ale nie wyklucza działań militarnych. Władze Grenlandii odrzuciły plany aneksji, powołały koalicyjny rząd przeciwny tym dążeniom, a w Kopenhadze wybuchły protesty. Demokraci w Izbie Reprezentantów USA przedstawili projekt ustawy zakazującej użycia siły, a NATO ogłosiło, że nie poprze żadnych działań mających na celu zmianę granic terytorialnych.

##### Kanał Panamski
W 2024 Donald Trump zażądał, aby Panama oddała kontrolę nad Kanałem Panamskim Stanom Zjednoczonym, argumentując to „nadmiernymi opłatami” za tranzyt amerykańskich statków. USA kontrolowały wcześniej Strefę Kanału Panamskiego od 1903 do 1999, a w 1989 dokonały inwazji na Panamę.
W marcu 2025 konsorcjum kierowane przez amerykańską firmę inwestycyjną BlackRock przejęło większościowy udział w operacjach portowych hongkońskiego konglomeratu CK Hutchison Holdings, w tym w portach Balboa i Cristóbal przy Kanale Panamskim, za kwotę 22,8 miliarda dolarów. Trump pochwalił transakcję, określając ją jako krok w stronę „odzyskania Kanału Panamskiego”. Rząd Panamy podkreślił jednak, że zachowuje pełną suwerenność nad kanałem i jego administracją.
4 marca 2025 Donald Trump ponownie zadeklarował zamiar przejęcia przez Stany Zjednoczone kontroli nad Kanałem Panamskim, zarzucając Panamie naruszenie wieloletniego porozumienia o neutralności, które reguluje zasady funkcjonowania kanału. W odpowiedzi prezydent Panamy José Raúl Mulino odrzucił te wypowiedzi jako nieprawdziwe i obraźliwe wobec suwerenności jego kraju. Tego samego dnia CK Hutchison Holdings ogłosił plany sprzedaży praw operacyjnych do portów Balboa i Cristóbal, położonych po obu stronach Kanału Panamskiego, konsorcjum kierowanemu przez BlackRock. W kwietniu 2025 na podstawie zawartej umowy z USA, Panama zgodziła się na rozmieszczenie amerykańskich wojsk na swoim terytorium wokół Kanału Panamskiego.

##### Strefa Gazy
W lutym 2025 Donald Trump oświadczył, że Stany Zjednoczone „przejmą kontrolę nad Gazą”, wysyłając tam wojsko „jeśli będzie to konieczne”. Podczas wspólnej konferencji prasowej z premierem Izraela Binjaminem Netanjahu 4 lutego 2025 zaproponował, aby rząd USA „przejął” Strefę Gazy, wysiedlił jej około dwóch milionów mieszkańców do sąsiednich krajów i przekształcił teren w „Rivierę Bliskiego Wschodu”. Trump nie wykluczył w tym celu użycia armii amerykańskiej. Sekretarz generalny ONZ António Guterres skrytykował plan, nazywając go „czystką etniczną”.
Kilka dni po tych wypowiedziach Trump oznajmił, że Izrael przekaże kontrolę nad Gazą USA po zakończeniu walk i wysiedleniu ludności, co miałoby wykluczyć potrzebę obecności amerykańskich wojsk. Propozycję przesiedlenia Palestyńczyków poparli Netanjahu, minister obrony Izraela Jisra’el Kac, lider opozycji Ja’ir Lapid oraz większość izraelskiej opinii publicznej. Trump zapowiedział również, że osoby przesiedlone z Gazy w ramach planu nie będą mogły tam powrócić.
21 lutego 2025, w odpowiedzi na sprzeciw państw arabskich, Trump stwierdził, że „zaleca” swój plan, ale „nikogo do niego nie zmusza”.

#### Starania o zakończenie wojny Rosji z Ukrainą
22 stycznia 2025 zamieścił na platformie Truth Social wpis, w którym groził Rosji surowymi sankcjami gospodarczymi w razie nie zawarcia przez nią porozumienia kończącego wojnę z Ukrainą. Stwierdził w nim m.in., że jeśli nie zostanie zawarta „umowa”, i to wkrótce, to nie będzie miał innego wyjścia, jak tylko nałożyć wysokie podatki, cła i sankcje na wszystko, co Rosja sprzedaje Stanom Zjednoczonym i różnym innym uczestniczącym krajom, a także podkreślił, że „nie chce skrzywdzić Rosji” i „zawsze miał bardzo dobre relacje z prezydentem Putinem”.
8 lutego 2025 w rozmowie z dziennikarzem tabloidu „New York Post” przyznał, że po ponownym objęciu urzędu rozmawiał telefonicznie nieujawnioną ilość razy z prezydentem Rosji Władimirem Putinem w celu próby wynegocjowania zakończenia wojny na Ukrainie. 12 lutego odbył rozmowy telefoniczne zarówno z Władimirem Putinem, jak i z prezydentem Ukrainy Wołodymyrem Zełenskim; na późniejszym spotkaniu z dziennikarzami stwierdził, że podczas rozmowy z Putinem uzgodnione zostało natychmiastowe rozpoczęcie negocjacji pokojowych, prowadzone przez odpowiednie zespoły, zaś w rozmowie z Zełenskim ten miał wyrazić chęć zawarcia pokoju.
14 lutego 2025 administracja Trumpa przedstawiła ukraińskiemu prezydentowi propozycję przejęcia przez USA 50% własności znajdujących się na terenie Ukrainy złóż metali ziem rzadkich jako sposób na zwrot Stanom Zjednoczonym miliardów dolarów w broni i wsparciu, jakie zapewniły Ukrainie od początku wojny w lutym 2022. Sam Trump w przeprowadzonym cztery dni wcześniej wywiadzie dla telewizji Fox News powiedział, że chce, aby USA otrzymały ukraińskie minerały o wartości 500 miliardów dolarów i zasygnalizował że Kijów „w zasadzie zgodził się to zrobić”, a podczas późniejszej konferencji prasowej w Białym Domu stwierdził, że postrzega dostęp do minerałów jako formę „bezpieczeństwa”. Podczas przeprowadzonej w dniach 14 lutego–16 lutego 2025 Monachijskiej Konferencji Bezpieczeństwa Wołodymyr Zełenski poinformował, że nie pozwolił podpisać ministrom odpowiedniej umowy [w sprawie metali ziem rzadkich], ponieważ jego zdaniem nie była ona „gotowa, by chronić nas, nasze interesy”.

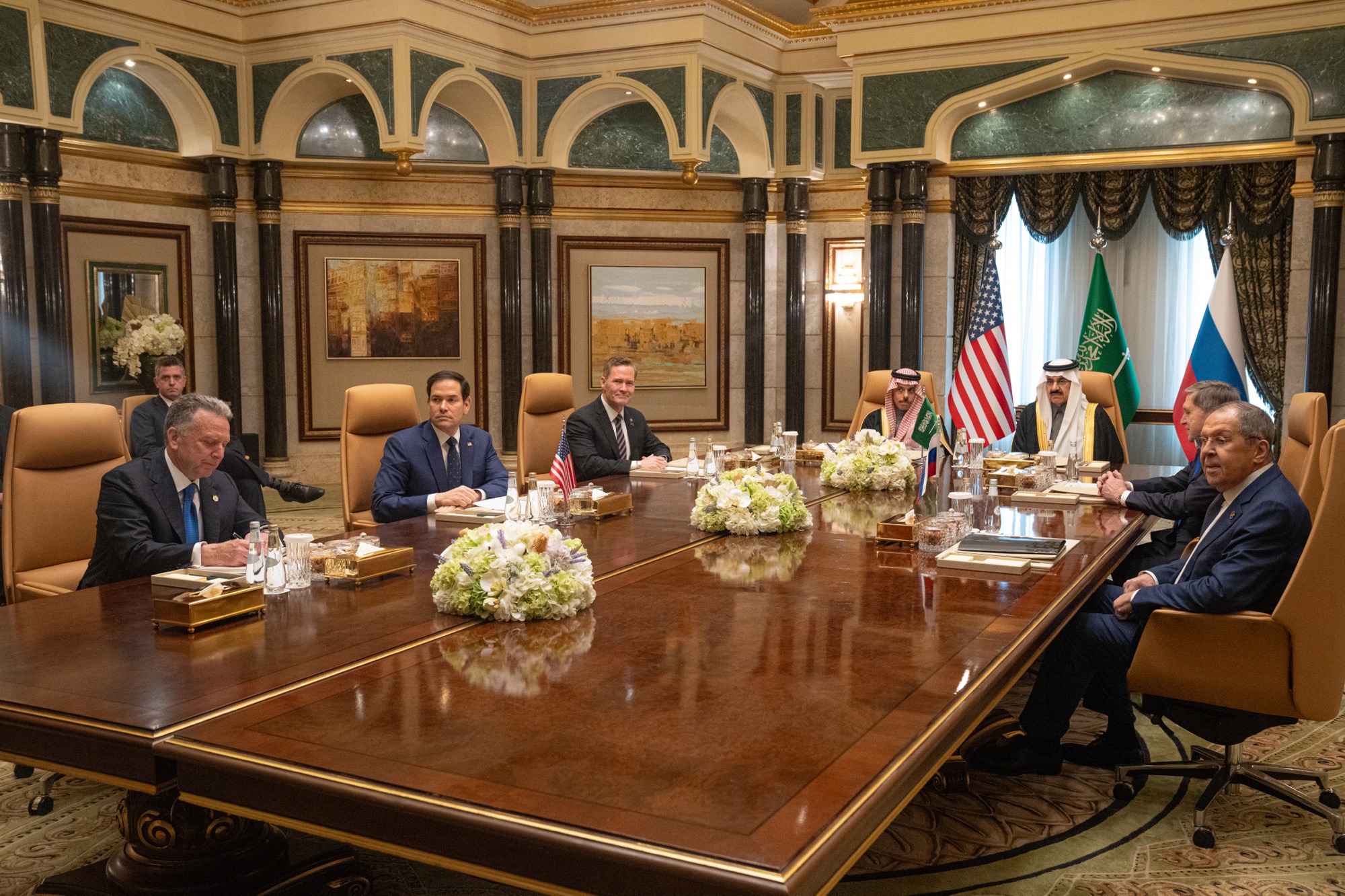
Delegacje amerykańska i rosyjska podczas spotkania w Rijadzie 18 lutego 2025

18 lutego 2025 w Rijadzie odbyło się spotkanie delegacji amerykańskiej (w składzie: sekretarz stanu Marco Rubio, doradca prezydenta ds. bezpieczeństwa narodowego Michael Waltz i Specjalny Wysłannik USA na Bliski Wschód Steve Witkoff) i rosyjskiej (w składzie: minister spraw zagranicznych Siergiej Ławrow i doradca prezydenta ds. polityki międzynarodowej Jurij Uszakow) dotyczące konfliktu rosyjsko-ukraińskiego. Podczas trwających 4,5 godziny rozmów strony uzgodniły, według Rubio, ustalenie mechanizmu konsultacji i znormalizowanie działania ambasad, powołanie zespołów negocjatorów do rozmów na temat zakończenia wojny na Ukrainie, uruchomienie rozmów na wysokim szczeblu, by „rozpocząć dyskusję, przemyślenie i zbadanie zarówno współpracy geopolitycznej, jak i gospodarczej, która mogłaby wyniknąć z zakończenia konfliktu” oraz kontynuowanie zaangażowania obydwu stron w proces związany z zakończeniem wojny. Ławrow zaś ocenił, że rozmowy „nie były nieudane” i że obie strony wyraziły gotowość „wznowienia pełnej współpracy” oraz „zniesienia barier dla współpracy gospodarczej”. Zakomunikował też, że Rosja nie zgodzi się na obecność wojsk państw NATO na Ukrainie.
W tym samym dniu, w którym trwały rozmowy w Rijadzie, na konferencji prasowej na Florydzie Trump oświadczył, że zaproponował, aby przed zawarciem układu pokojowego Rosji z Ukrainą na Ukrainie odbyły się wybory prezydenckie jako warunek uczestnictwa tego państwa w negocjacjach – odniósł się w ten sposób do stanowiska Rosji, że od maja 2024 Zełenski nie powinien pełnić funkcji prezydenta, a obowiązki ukraińskiej głowy państwa powinien przejąć przewodniczący Rady Najwyższej (w związku z trwającym na Ukrainie od początku wojny stanem wojennym kadencje prezydenta i Rady Najwyższej zostały przedłużone). Stwierdził też, że poparcie dla przywódcy Ukrainy „spadło do 4 procent, a kraj rozpadł się na kawałki” oraz że Ukraina „miała trzy lata”, by zakończyć wojnę. W reakcji na jego słowa 19 lutego 2025 Zełenski w wywiadzie dla ukraińskich mediów stwierdził, że Trump „żyje w bańce dezinformacyjnej”, ponadto zarzucił Stanom Zjednoczonym, że pomagają Putinowi „wyjść z wieloletniej izolacji”. Później tego samego dnia Trump na platformie Truth Social nazwał prezydenta Ukrainy „umiarkowanie udanym komikiem”, który „namówił Stany Zjednoczone Ameryki do wydania 350 mld dolarów, aby rozpocząć wojnę, której nie można było wygrać”, a także „dyktatorem bez wyborów” przy jednoczesnym ostrzeżeniu, żeby „lepiej działał szybko, bo inaczej nie będzie miał kraju”.
24 lutego i 27 lutego 2025 odbył w Białym Domu spotkania, z, odpowiednio, prezydentem Francji Emmanuelem Macronem i premierem Wielkiej Brytanii Keirem Starmerem poświęcone w dużej mierze możliwościom zakończenia wojny rosyjsko-ukraińskiej (dodatkowo, podczas spotkania z Macronem, wziął wraz z nim także udział w telekonferencji przywódców państw grupy G7 zorganizowanej z okazji 3. rocznicy wybuchu pełnoskalowej wojny na Ukrainie).

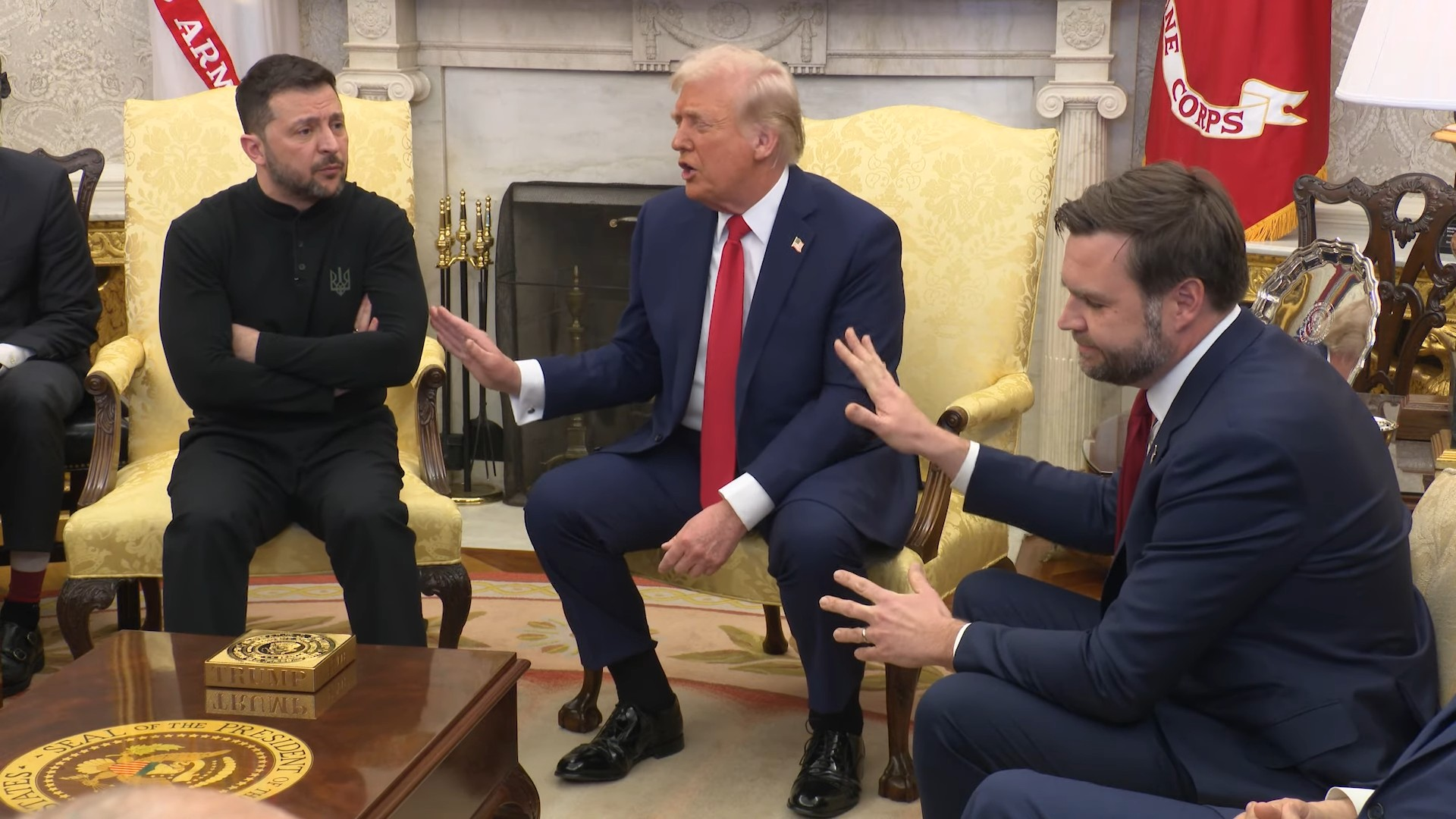
Wołodymyr Zełenski, Donald Trump i J.D. Vance podczas spotkania w Białym Domu 28 lutego 2025

28 lutego 2025 spotkał się w Gabinecie Owalnym Białego Domu z Wołodymyrem Zełenskim. Spotkanie, którego głównym punktem miało być podpisanie nowej wersji umowy o współpracy przy wydobyciu ukraińskich surowców rozpoczęło się w spokojnej atmosferze, jednak później, kiedy jeden z dziennikarzy zadał pytanie o pozytywny stosunek Trumpa do Władimira Putina i kiedy nastąpiło włączenie się do rozmowy wiceprezydenta USA J.D. Vance’a, przerodziło się w awanturę – podczas ostrej wymiany zdań Zełenski podał w wątpliwość zaproponowane przez Vance’a dyplomatyczne podejście do osiągnięcia pokoju w wojnie z Rosją i stwierdził, że chociaż z powodu położenia za oceanem USA obecnie nie czują skutków wojny, to poczują je w przyszłości, natomiast Vance oskarżył Zełenskiego o brak szacunku do Stanów Zjednoczonych, zaś Trump skarcił ukraińskiego prezydenta, żeby nie mówił USA co mają czuć, bo nie jest w takiej pozycji, aby cokolwiek dyktować, a także dodał, że igra on „z życiem milionów ludzi” i „z III wojną światową”. Po spotkaniu Trump odwołał zaplanowaną konferencję prasową z Zełenskim, ponadto nie doszło też do podpisania umowy w sprawie surowców. Kazał on również swoim współpracownikom wyprosić ukraińską delegację z Białego Domu, mimo że ta chciała kontynuować rozmowy.
3 marca 2025 Trump podjął decyzję o tymczasowym wstrzymaniu wszelkich form pomocy wojskowej dla Ukrainy, w tym dostaw broni będących już w drodze na Ukrainę, także na terenie Polski. Dwa dni później doszło także do wstrzymania dostarczania Ukrainie przez Stany Zjednoczone informacji wywiadowczych ułatwiających walkę z Rosją.
11 marca 2025 doszło do spotkania delegacji amerykańskiej (w składzie sekretarz stanu Marco Rubio i doradca prezydenta ds. bezpieczeństwa narodowego Michael Waltz) z ukraińską (w składzie: minister spraw zagranicznych Andrij Sybiha, szef gabinetu prezydenta Andrij Jermak i minister obrony Rustem Umierow) w Dżuddzie w sprawie zakończenia wojny na Ukrainie. Wśród efektów wielogodzinnego spotkania znalazło się wyrażenie przez Ukrainę gotowości przyjęcia propozycji USA dotyczącej wdrożenia natychmiastowego, tymczasowego 30-dniowego zawieszenia broni, mogącego ulec przedłużoneniu za obopólną zgodą stron oraz podlegającego akceptacji i równoczesnemu wdrożeniu przez Rosję, a także natychmiastowe przywrócenie przez USA wymiany informacji wywiadowczych i wsparcia wojskowego dla Ukrainy. Podczas późniejszej rozmowy Marca Rubio i Michaela Waltza z dziennikarzami Waltz przekazał, że „ukraińska delegacja dała jasno do zrozumienia, że podziela wizję prezydenta Trumpa dotyczącą pokoju”, zaś Rubio stwierdził, że oferta dotycząca 30-dniowego zawieszenia broni „zostanie teraz zawieziona Rosjanom”, co do których ma nadzieję, że „powiedzą tak pokojowi”, natomiast w sprawie umowy o surowcach dodał, że chociaż nie była ona głównym przedmiotem rozmów, prezydenci obu krajów „poinstruowali odpowiednich przedstawicieli rządów (w Waszyngtonie i Kijowie), aby doprowadzili do finału”.
13 marca 2025 Specjalny Wysłannik USA na Bliski Wschód Steve Witkoff odbył w Moskwie mające zamknięty format spotkanie z Władimirem Putinem dotyczące proponowanego przez USA zawieszenia broni na Ukrainie. Po spotkaniu przedstawiciele Kremla stwierdzili, że podzielają „ostrożny optymizm” Stanów Zjednoczonych co do procesu pokojowego, natomiast Trump określił spotkanie jako „dobre i produktywne” oraz dodał, że daje ono „bardzo duże szanse, że ta okropna, krwawa wojna w końcu dobiegnie końca”.
18 marca 2025 odbył z Władimirem Putinem rozmowę telefoniczną trwającą, według różnych medialnych doniesień, od około 1,5 do około 2,5 godziny. Po rozmowie Kreml poinformował, że Putin zgodził się wstrzymać ostrzał ukraińskiej infrastruktury energetycznej na 30 dni i zażądał całkowitego zakończenia zagranicznej pomocy wojskowej oraz wywiadowczej dla Ukrainy jako „kluczowego warunku” rozwiązania konfliktu na drodze dyplomacji. Trump z kolei w późniejszym oświadczeniu w serwisie Truth Social nazwał rozmowę „bardzo dobrą i produktywną” i potwierdził uzgodnienie z rosyjskim przywódcą natychmiastowego zawieszenia broni w całej energetyce Ukrainy przy założeniu, że kontynuowane będą starania o całkowite zawieszenie broni i trwały pokój. W wywiadzie dla telewizji Fox News zaprzeczył natomiast poruszaniu w rozmowie z Putinem kwestii pomocy dla Ukrainy.
18 marca 2025 rozmawiał telefonicznie z Wołodymyrem Zełenskim. W późniejszym komentarzu w mediach społecznościowych oświadczył, że rozmowa dotyczyła głównie ustaleń z Putinem z poprzedniego dnia, trwała godzinę i była „bardzo dobra”, a także podkreślił, że wraz z Zełenskim są na „dobrej drodze”. Ukraiński prezydent natomiast w oświadczeniu nazwał rozmowę z Trumpem „pozytywną, bardzo rzeczową i szczerą”, stwierdził, że razem z prezydentem USA zgodzili się, że Ukraina i Stany Zjednoczone powinny nadal współpracować, aby osiągnąć rzeczywiste zakończenie wojny i trwały pokój, a także dał do zrozumienia, że poparł uzgodnione przez Trumpa z Putinem poprzedniego dnia zakończenie ataków na infrastrukturę energetyczną oraz inną infrastrukturę cywilną na Ukrainie.

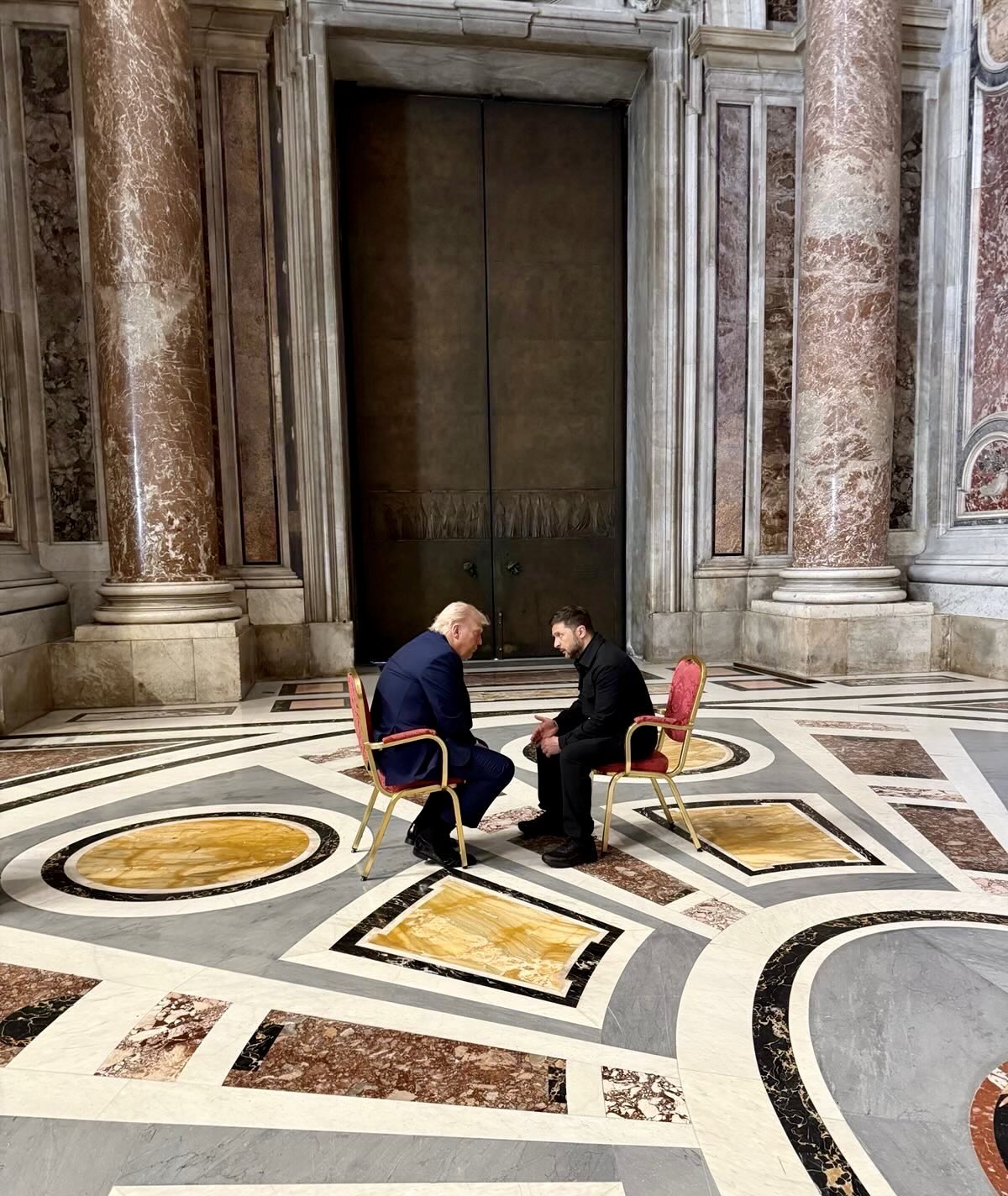
Donald Trump i Wołodymyr Zełenski podczas spotkania w bazylice św. Piotra na Watykanie 26 kwietnia 2025

26 kwietnia 2025 doszło do około 15-minutowego spotkania Donalda Trumpa z Wołodymyrem Zełenskim w bazylice św. Piotra na Watykanie, na krótko przed pogrzebem papieża Franciszka. Zełenski w późniejszym wpisie w komunikatorze Telegram nazwał spotkanie „dobrym” i podkreślił, że wśród wielu poruszonych tematów było m.in. pełne i bezwarunkowe wstrzymanie ognia oraz solidny i długotrwały pokój w wojnie na Ukrainie.
30 kwietnia 2025 w Waszyngtonie sekretarz skarbu USA Scott Bessent i wicepremier oraz minister gospodarki Ukrainy Julija Swyrydenko podpisali porozumienie o partnerstwie gospodarczym i utworzeniu Amerykańsko-Ukraińskiego Funduszu Inwestycyjnego na rzecz Odbudowy, które obie strony negocjowały przez ponad dwa miesiące. Jak zapewniono w późniejszym komunikacie umowa m.in. pozwala USA inwestować wraz z Ukrainą w celu „odblokowania ukraińskich aktywów wzrostu” oraz zmobilizowania amerykańskiego kapitału i standardów zarządzania, co ma przyspieszyć odbudowę gospodarczą Ukrainy. Wbrew początkowym żądaniom USA porozumienie nie nakładało na Ukrainę obowiązku spłacenia przeszłej amerykańskiej pomocy wojskowej dochodami z eksploatacji złóż minerałów, które miały pozostać pod „pełną kontrolą i własnością Ukrainy”. Nie uwzględniało przy tym także konkretnych gwarancji bezpieczeństwa dla Ukrainy ze strony USA.
14 lipca 2025 Trump oświadczył, że Stany Zjednoczone wprowadzą surowe sankcje wobec Rosji, jeśli w ciągu 50 dni nie nastąpi postęp w rozwiązaniu konfliktu w Ukrainie. W szczególności zapowiedział, że nałoży on 100% cła na kraje, które kupują od Rosji surowce mineralne. 28 lipca tego roku stwierdził z kolei, że wyznaczy nowy termin Władimirowi Putinowi, którym jest „bardzo rozczarowany”, i że będzie to „około 10 lub 12 dni od dziś”. Podkreślił też, że jeśli nie dojdzie do porozumienia z rosyjskim przywódcą w sprawie zakończenie wojny w Ukrainie, to wówczas USA wprowadzą sankcje wtórne na Rosję. Z kolei w wywiadzie dla Fox News udzielonym po spotkaniu z Władimirem Putinem 15 sierpnia 2025 w Anchorage powiedział, że nie musi myśleć o nakładaniu dodatkowych sankcji na Rosję, przynajmniej przez 2-3 tygodnie.
18 sierpnia 2025 roku w Białym Domu Donald Trump spotkał się z prezydentem Ukrainy Wołodymyrem Zełenskim. W rozmowach uczestniczyli także przywódcy państw europejskich, szefowie UE oraz NATO i omówiono kluczowe kwestie wsparcia dla Ukrainy, w tym przygotowanie gwarancji bezpieczeństwa oraz propozycję spotkania Zełenski - Putin, a następnie trójstronnego szczytu z udziałem Trumpa .

#### Zaangażowanie w sprawę wojny Izraela z Hamasem
Na kilka dni przed inauguracją drugiej kadencji Donalda Trumpa osiągnięto porozumienie o zawieszeniu broni w wojnie pomiędzy Izraelem a Hamasem. Zarówno Trump, jak i jego poprzednik Joe Biden przypisali sobie zasługi za doprowadzenie do porozumienia; Trump określił je jako „epickie”. Kilka mediów, w tym „Ha-Arec” oraz „The Times of Israel”, wskazało Trumpa oraz jego współpracownika Steve’a Witkoffa jako głównych architektów porozumienia. 11 lutego 2025, podczas rozmowy z dziennikarzami w Gabinecie Owalnym Białego Domu, odnosząc się do stanu wypuszczanych przez Hamas zakładników i oświadczenia strony palestyńskiej, że może wstrzymać akcję uwalniania zakładników, stanowiącą element porozumienia o zawieszeniu broni, Trump stwierdził, że jeśli wszyscy zakładnicy nie zostaną uwolnieni do godziny 12:00 15 lutego 2025 to zaproponuje anulowanie porozumienia o zawieszeniu broni, a także by „rozpętało się piekło”. Ostatecznie Hamas nie zastosował się do ultimatum Trumpa przez następny miesiąc uwalniając zakładników w niewielkich liczbach w określonych terminach (15 lutego 2025 trzech, 22 lutego dwóch, oprócz tego 20 lutego i 27 lutego Hamas wydał stronie izraelskiej w sumie osiem ciał martwych zakładników), a do żadnej eskalacji działań wojennych nie doszło.
W połowie marca 2025 Izrael, przy wsparciu administracji Trumpa, przeprowadził naloty na Strefę Gazy, które de facto zakończyły obowiązujące zawieszenie broni i w wyniku których zginęło ponad 400 osób. Ataki były następstwem sporu dotyczącego uwolnienia zakładników – Izrael domagał się, aby Hamas wypuścił połowę pozostałych zakładników przed przedłużeniem rozejmu, podczas gdy Hamas nalegał na kontynuowanie negocjacji. Biały Dom potwierdził, że Izrael skonsultował operację z Donaldem Trumpem, który ostrzegł Hamas przed poważnymi konsekwencjami. W odpowiedzi na izraelskie naloty jemeńscy Huti wystrzelili rakiety w kierunku Izraela, które zostały przechwycone, natomiast siły USA przeprowadziły uderzenia na cele Huti w Jemenie.

#### Działania przeciwko Huti w Jemenie
15 marca 2025 Stany Zjednoczone rozpoczęły naloty na cele Huti w Jemenie, w odpowiedzi na ataki tego ugrupowania na statki handlowe na Morzu Czerwonym. Prezydent Donald Trump oświadczył, że celem operacji było przywrócenie swobody żeglugi oraz odstraszenie dalszej agresji. Według ministerstwa zdrowia kontrolowanego przez Huti, w wyniku nalotów zginęła 31 osób, a ponad 100 zostało rannych. Wspierana przez Iran grupa Huti zapowiedziała kontynuację ataków na jednostki pływające, dopóki Izrael nie zniesie blokady Strefy Gazy. Trump ostrzegł, że jeśli Iran nie wycofa swojego wsparcia, mogą zostać podjęte dalsze działania. W tym samym miesiącu doszło do poważnej wpadki administracji Trumpa – redaktor naczelny magazynu The Atlantic, Jeffrey Goldberg, został omyłkowo dodany do grupowego czatu w aplikacji Signal, na którym omawiano tajne plany wojskowe dotyczące ataków na cele Huti w Jemenie. W konwersacji brali udział m.in. wiceprezydent J.D. Vance oraz sekretarz obrony Pete Hegseth. Incydent, nazwany przez media „Signalgate”, wywołał ponadpartyjne oburzenie i poważne obawy o bezpieczeństwo narodowe oraz dyscyplinę operacyjną. Prezydent Trump określił incydent jako drobny błąd, jednak wielu komentatorów i polityków uznało go za poważne uchybienie w zakresie ochrony informacji wywiadowczych.

#### Relacje z Kanadą
4 marca 2025 Donald Trump ogłosił wprowadzenie 25-procentowego cła na wszystkie towary importowane z Kanady, z wyjątkiem produktów energetycznych, które zostały objęte taryfą w wysokości 10%. Według administracji celem tego działania było zmniejszenie deficytu handlowego USA oraz zachęcenie Kanady do wzmocnienia kontroli granicznych, w szczególności w odniesieniu do nielegalnej imigracji oraz przemytu fentanylu. Zwolennicy decyzji Trumpa wskazywali także na wysokie cła nakładane przez Kanadę na amerykańskie produkty rolne – sięgające nawet 240% w przypadku nabiału oraz 150% w odniesieniu do drobiu i jaj. W odpowiedzi premier Kanady Justin Trudeau zapowiedział wprowadzenie 25-procentowych ceł na amerykańskie towary o łącznej wartości 30 miliardów dolarów, a także kolejne taryfy o wartości 125 miliardów dolarów w najbliższych tygodniach. Trudeau określił amerykańskie działania jako nieuzasadnione i szkodliwe dla gospodarki, zachęcając obywateli Kanady do wspierania krajowych producentów i usługodawców.
Od spotkania z Justinem Trudeau w Mar-a-Lago pod koniec listopada 2024, prezydent Trump wielokrotnie określił Kanadę mianem „stanu”, a kanadyjskiego premiera nazywał „gubernatorem”. Podczas konferencji prasowej w styczniu 2025 Trump oświadczył, że rozważa „ekonomiczną aneksję” Kanady. Od objęcia urzędu w 2025 prezydent wielokrotnie nakładał i wstrzymywał cła na towary z Kanady, sugerując, że kraj ten mógłby uniknąć taryf poprzez przystąpienie do Stanów Zjednoczonych jako 51. stan. Choć początkowo wypowiedzi te były traktowane jako żart, z czasem zaczęły być odbierane poważnie przez kanadyjskie władze. Premier Trudeau wyraził zaniepokojenie, że ambicje aneksyjne Trumpa mogą być motywowane chęcią uzyskania dostępu do kanadyjskich zasobów mineralnych, podkreślając konieczność ochrony suwerenności Kanady. Dodatkowo, w oficjalnej korespondencji dyplomatycznej Trump zadeklarował chęć zakwestionowania Traktatu z 1908, który ustanowił granicę między Stanami Zjednoczonymi a Kanadą.

#### Relacje z Meksykiem
4 marca 2025 Stany Zjednoczone nałożyły 25-procentowe cła na towary importowane z Meksyku. Dwa dni później, 6 marca, część tych taryf została tymczasowo zniesiona na okres jednego miesiąca po rozmowie telefonicznej prezydenta Donalda Trumpa z prezydent Meksyku Claudią Sheinbaum. W pierwszych miesiącach 2025 Meksyk zintensyfikował działania przeciwko narkotrafikowi i nielegalnej imigracji, w odpowiedzi na wypowiedzi Trumpa dotyczące tych problemów. W lutym 2025 Meksyk przekazał władzom amerykańskim 29 czołowych członków karteli narkotykowych. W kwietniu 2025 Donald Trump oskarżył Meksyk o niewywiązanie się z zobowiązań wynikających z Traktatu Wodnego z 1944 roku, zgodnie z którym stanowi Teksas przysługuje określona ilość wody z dorzecza Rio Grande. Na platformie Truth Social Trump stwierdził, że „Meksyk jest winny Teksasowi 1,3 miliona akrostóp (acre-feet) wody” i zagroził nałożeniem ceł oraz sankcji, jeśli Meksyk nie dostarczy zaległej ilości wody.

#### Relacje z Chinami
Tuż przed inauguracją drugiej kadencji Donalda Trumpa, wiceprezydent Stanów Zjednoczonych J.D. Vance oraz przedsiębiorca Elon Musk odbyli oddzielne spotkania z wiceprzewodniczącym Chin Han Zhengiem, który przebywał w Waszyngtonie jako specjalny przedstawiciel przewodniczącego Chińskiej Republiki Ludowej Xi Jinpinga. Obecność Zhenga na uroczystościach inauguracyjnych była przez komentatorów postrzegana jako wyraz zainteresowania Xi wzmocnieniem stosunków chińsko-amerykańskich w okresie drugiej kadencji Trumpa.
Chiny oficjalnie wyraziły poparcie dla wysiłków prezydenta Trumpa mających na celu zakończenie wojny na Ukrainie.
W 2025 Departament Stanu USA wydał dyrektywę zalecającą, by przy oficjalnym tytułowaniu chińskiego przywódcy używać określenia „Sekretarz Generalny Komunistycznej Partii Chin” zamiast „Prezydent Chin”, co miało podkreślić nadrzędną rolę partii komunistycznej nad strukturami państwa.
W lutym 2025 na stronie internetowej Departamentu Stanu USA zamieszczono informację, że Chiny podejmują działania mające na celu „poddanie międzynarodowych organizacji infiltracji” i obsadzanie ich kierownictwa członkami Komunistycznej Partii Chin. Rzecznik chińskiego Ministerstwa Spraw Zagranicznych określił te twierdzenia jako nieprawdziwe i wyraził „ubolewanie” z powodu tej zmiany w amerykańskiej narracji. W marcu 2025 ministrowie spraw zagranicznych Japonii, Chin i Korei Południowej spotkali się w Tokio, by wzmocnić współpracę regionalną w obliczu narastającej globalnej niepewności. Polityka zagraniczna prezydenta Trumpa, oparta na unilateralizmie i protekcjonizmie gospodarczym, doprowadziła do napięć w tradycyjnych sojuszach i skłoniła państwa Azji Wschodniej do zacieśnienia współpracy między sobą. Podczas spotkania omówiono wspólne wyzwania, takie jak spadek liczby ludności, kwestie środowiskowe i koordynacja gospodarcza. Mimo postępów w dialogu, utrzymują się poważne różnice – szczególnie w kwestii poparcia Chin dla Korei Północnej i Rosji oraz ich rosnącej asertywności w regionie.
2 kwietnia 2025 prezydent Stanów Zjednoczonych Donald Trump ogłosił podwyższenie ceł na towary z Chin o kolejne 34%, zarzucając Pekinowi stosowanie barier taryfowych i pozataryfowych o łącznej wysokości 67%. Decyzja ta została przedstawiona w ramach polityki „ceł wzajemnych” i ogłoszona podczas przemówienia z okazji tzw. „Dnia Wyzwolenia”. Biały Dom potwierdził, że nowe taryfy zostaną nałożone dodatkowo na już obowiązujące, co skutkować będzie efektywną stawką celną w wysokości 54% na wszystkie chińskie towary importowane do USA. W odpowiedzi Chiny ogłosiły nałożenie 34-procentowych ceł odwetowych na wszystkie towary ze Stanów Zjednoczonych. Prezydent Trump zagroził kolejnym podniesieniem taryf o 50 punktów procentowych, jeśli Pekin nie wycofa się z odwetu. Wobec braku ustępstw ze strony Chin, Stany Zjednoczone podniosły taryfy na chińskie towary do 125%, a następnie – według korekty Białego Domu – do poziomu 145%. Chiny odpowiedziały dalszym zwiększeniem swoich ceł na amerykański import do 125%, pogłębiając trwający konflikt handlowy pomiędzy dwiema największymi gospodarkami świata.

#### Relacje z Iranem
4 lutego 2025 odpowiednim rozporządzeniem zdecydował o przywróceniu polityki „maksymalnej presji” na Iran, gdyż, jak stwierdził, jest on „zbyt blisko” uzyskania broni jądrowej na co sam nie może pozwolić.
7 marca 2025 ujawnił w wywiadzie dla Fox Business Network, że wysłał list do najwyższego przywódcy Iranu Alego Chameneiego z propozycją zawarcia nowego porozumienia nuklearnego. Jak stwierdził, powiedział w liście, że „ma nadzieję, że [Irańczycy] będą negocjować, gdyż będzie to o wiele lepsze dla Iranu”, a także dodał, że „Iran można traktować na dwa sposoby: militarnie lub poprzez zawarcie umowy”. Podkreślił przy tym, że preferuje zawarcie umowy „bo nie chce skrzywdzić Iranu. To wspaniali ludzie”. Oprócz tego w zamieszczonym wówczas na Truth Social wpisie oznajmił, że „chce, aby Iran był wielkim i odnoszącym sukcesy krajem, ale jednocześnie takim, który nie może posiadać broni jądrowej”. 19 marca 2025 irański minister spraw zagranicznych Abbas Aragczi poinformował, że otrzymał list od Trumpa za pośrednictwem wysokiego rangą dyplomaty ze Zjednoczonych Emiratów Arabskich.
19 czerwca 2025 sekretarz prasowa Białego Domu Karoline Leavitt poinformowała, że w ciągu najbliższych dwóch tygodni prezydent Donald Trump zdecyduje, czy Stany Zjednoczone przyłączą się do wojny Izraela z Iranem, rozpoczętej przez Izrael w nocy z 12 na 13 czerwca 2025. USA początkowo opisywały atak Izraela na Iran jako „jednostronne działanie”, jednak sam Trump później sygnalizował, że wiedział o ataku sojuszniczego Izraela z wyprzedzeniem i go popierał. Późnym wieczorem 21 czerwca 2025 EST Trump wygłosił transmitowane w mediach czterominutowe przemówienie w Białym Domu, w którym oznajmił, że nakazał amerykańskim samolotom wojskowym zrzucenie bomb na trzy irańskie obiekty nuklearne: w Fordo, w Natanz i w Isfahanie. Zgodnie z jego słowami, celem USA było „zniszczenie irańskich zdolności wzbogacania uranu i powstrzymanie zagrożenia nuklearnego ze strony największego na świecie sponsora terroru”. Opisał on misję jako „spektakularny sukces militarny”, podkreślając jednocześnie, że irańskie obiekty zostały „całkowicie starte z powierzchni ziemi” i wezwał Iran do natychmiastowego powrotu do wysiłków dyplomatycznych w celu zakończenia konfliktu, bo w przeciwnym razie „przyszłe ataki będą o wiele większe i łatwiejsze”. Później w mediach podano, że do ataku na umiejscowiony pod ziemią obiekt w Fordo wykorzystano bombowce strategiczne B-2 Spirit, które zrzuciły sześć bomb penetrujących GBU-57A/B Massive Ordnance Penetrators. Jak natomiast poinformowała telewizja Fox News, w atakach na pozostałe ośrodki użyto 30 pocisków manewrujących Tomahawk. Ze strony irańskiej pojawił się z kolei w mediach społecznościowych komunikat, że Iran od kilku nocy spodziewał się ataków na Fordo i że znajdujący się tam zakład wzbogacania uranu został ewakuowany „dawno temu”, a szkody nie są nieodwracalne. Irański minister spraw zagranicznych Abbas Aragczi oświadczył przy tym, że atak USA będzie miał „wieczne konsekwencje”.

#### Relacje z Kubą
Już w dniu zaprzysiężenia na II kadencję Donald Trump przywrócił Kubę na amerykańską listę państw sponsorujących terroryzm, unieważniając tym samym decyzję o odroczeniu takiego działania wydaną przez swojego poprzednika, Joego Bidena, pod koniec jego kadencji. Przywrócił również utworzoną podczas swojej I kadencji listę „podmiotów objętych ograniczeniami”, dotyczącą wykluczenia kubańskich podmiotów, często powiązanych z kubańskim rządem, z pewnych transakcji finansowych na mocy prawa USA. Prezydent Kuby Miguel Díaz-Canel nazwał czyny Trumpa „aktem arogancji i lekceważenia prawdy”.
30 stycznia 2025 Trump powiedział, że planuje wykorzystać ośrodek zatrzymań w amerykańskiej bazie morskiej nad kubańską zatoką Guantánamo do przetrzymywania do 30 000 migrantów-przestępców deportowanych ze Stanów Zjednoczonych. Wieczorem 4 lutego 2025 do bazy nad zatoką Guantánamo dotarł pierwszy samolot z deportowanymi z USA migrantami – dziesięcioma osobami podejrzewanymi o przynależność do wenezuelskiego gangu Tren de Aragua.

#### Relacje z Kolumbią
W styczniu 2025 doszło do sporu między Kolumbią a Stanami Zjednoczonymi po tym, jak prezydent Kolumbii Gustavo Petro odmówił zgody na lądowanie dwóch niezapowiedzianych amerykańskich samolotów wojskowych przewożących deportowanych obywateli Kolumbii. Każdy z lotów miał na pokładzie około 80 deportowanych. Wcześniej deportacje obywateli Kolumbii odbywały się rutynowo za pośrednictwem regularnych linii lotniczych, z uprzednimi uzgodnieniami i przygotowaniami. W odpowiedzi Donald Trump nałożył nadzwyczajne cła w wysokości 25% na wszystkie towary importowane z Kolumbii, wprowadził zakaz podróży i cofnięcie wiz dla kolumbijskich urzędników państwowych oraz zaostrzył kontrole celne i graniczne dla obywateli Kolumbii oraz ładunków pochodzących z tego kraju. Według stacji CNN był to pierwszy przypadek, w którym administracja Trumpa zastosowała presję gospodarczą, by wymusić podporządkowanie się masowym deportacjom prowadzonym przez USA od czasu objęcia urzędu przez Trumpa. Trump zagroził także podwojeniem taryf celnych do 50% w ciągu tygodnia, jeśli prezydent Petro nie zmieni swojej decyzji. Kolumbijski rząd ostatecznie wycofał się z pierwotnych planów, godząc się na przyjęcie deportowanych obywateli bez dodatkowych ograniczeń. W ramach porozumienia wypracowanego przez dyplomatów obu krajów, Kolumbia zgodziła się na wysyłanie własnych samolotów wojskowych w celu odbioru deportowanych. Prezydent Petro stwierdził, że rozwiązanie to zapewnia deportowanym „godne traktowanie”, m.in. poprzez unikanie zakuwania ich w kajdanki. W ramach kompromisu strona amerykańska zobowiązała się do niefotografowania deportowanych, niewiązania ich oraz wysyłania na pokład personelu Departamentu Bezpieczeństwa Krajowego zamiast oficerów wojskowych jako eskorty.

## Życie prywatne

### Rodzina

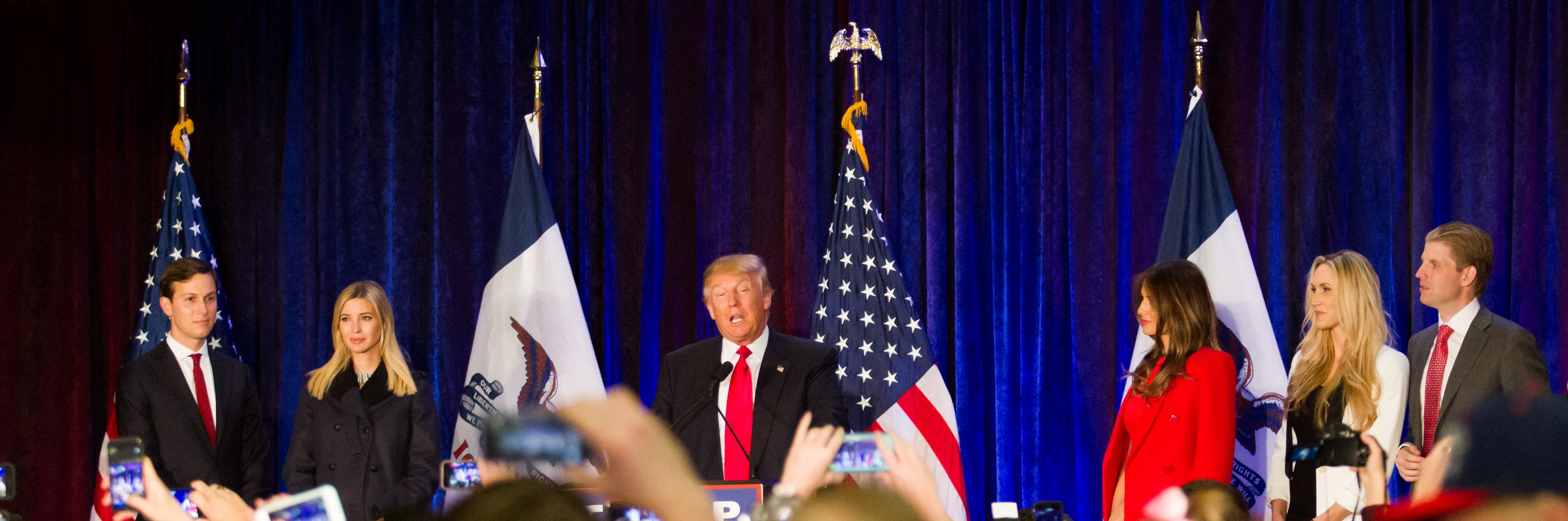
Donald Trump z żoną Melanią (trzecia z prawej) oraz córką Ivanką (druga z lewej) i najstarszym synem Donaldem Jr. (pierwszy z prawej)

Ma pięcioro dzieci z trzech małżeństw oraz ośmioro wnucząt. Jego pierwsze dwa małżeństwa zakończyły się rozwodami, opisywanymi przez tabloidy.
Pierwsze małżeństwo zawarł z czeską modelką Ivaną Zelníčkovą 7 kwietnia 1977 w Marble Collegiate Church na Manhattanie. Ma z nią troje dzieci: Donalda Jr. (ur. 1977), Ivankę (ur. 1981) oraz Erica (ur. 1984). Są oni członkami zarządu The Trump Organization. Ivana Trump przez lata pomagała mężowi w biznesie, a w 1989 stworzyła mu słynny przydomek The Donald na łamach czasopisma „Spy”.
W 1990 na jaw wyszedł romans Trumpa z aktorką Marlą Maples, w wyniku którego doszło do rozwodu z Ivaną w 1992. Przy rozwodzie Trump musiał, zgodnie z zawartą w dniu ślubu umową, wypłacić byłej żonie jednorazowo 14 mln dol. oraz alimenty w wysokości 650 tys. dol. rocznie, a także pozostawić jej dom w Greenwich i mieszkanie w Trump Plaza. W grudniu 1993 wziął ślub z Marlą Maples. Wesele z udziałem ponad tysiąca gości odbyło się w Hotelu Plaza. Z Marlą ma córkę Tiffany (ur. 1993). Maples pomagała mężowi w stworzeniu jego wizerunku medialnego – to pod jej wpływem został gospodarzem programu telewizyjnego The Apprentice i zaczął się interesować akcjami firm związanych ze sportem, rozrywką i hazardem. Małżeństwo Trumpa z Marlą zakończyło się rozwodem w 1999. Przy rozwodzie musiał wypłacić byłej żonie 2 mln dol. Jeszcze przed rozwodem przez prawie dwa lata romansował z modelką Karą Young.
W 1998 poznał słoweńską modelkę Melanię Knauss, z którą wziął ślub w styczniu 2005. Ceremonia odbyła się w Palm Beach, a jej świadkami byli m.in. Barbara Walters, Clint Eastwood oraz Hillary i Bill Clintonowie. Obecność tych ostatnich próbowali wykorzystać republikańscy kontrkandydaci Donalda Trumpa w prawyborach przed wyborami prezydenckimi w 2016, twierdząc, że to dowód na jego niegdysiejsze bratanie się z Demokratami. „Powiedziałem Hillary Clinton, że ma być na moim ślubie i przyszła. A wiecie dlaczego? Musiała, bo płaciłem na ich fundację” – odpowiadał na ten zarzut Trump, który w momencie ślubu należał wszakże do Partii Demokratycznej. Z Melanią ma syna Barrona (ur. 2006).
Trump jest dziadkiem ośmiorga wnucząt: od syna Donalda Jr. – Kai Madison (ur. 2007), Donald John III (ur. 2009), Tristan Milos (ur. 2011), Spencer Frederick (ur. 2012), Chloe Sophia (ur. 2014) oraz od córki Ivanki – Arabella Rose (ur. 2011), Joseph Frederick (ur. 2013), Theodore James (ur. 2016).

### Działalność charytatywna
W 1988 powstała fundacja Donald J. Trump Foundation. Trump założył ją w celu rozdysponowania dochodów ze sprzedaży napisanej rok wcześniej książki Trump: The Art of the Deal. Trump wciąż pozostaje prezesem fundacji, przy czym w ostatnich latach zaprzestał wpłacania na nią własnych pieniędzy – rejestry podatkowe nie wykazują żadnych wpłat Trumpa od 2008, wszystkie wpłaty w tym czasie pochodziły od jego znajomych i partnerów biznesowych. Pracownicy fundacji nie są wynagradzani, a na jej koncie bankowym znajduje się relatywnie mało pieniędzy na działalność charytatywną: pod koniec 2014 było to 1,3 mln dol. Darowizny fundacji są małe i zróżnicowane, często trafiają do osób, które Trump zna lub do organizacji charytatywnych urządzających różne gale na terenie należących do Trumpa nieruchomości w Nowym Jorku i na Florydzie.
Deklaracje podatkowe fundacji Trumpa pokazują, że wspiera ona głównie opiekę zdrowotną, a także organizacje charytatywne związane ze sportem oraz konserwatywne grupy polityczne. W 2009 fundacja przyznała 926 750 dol. około 40 grupom, przy czym największe darowizny trafiły do Arnold Palmer Medical Center Foundation (100 tys. dol.), NewYork–Presbyterian Hospital (125 tys. dol.), Police Athletic League (156 tys. dol.) i Clinton Foundation (100 tys. dol.). W latach 2004–2014 najbardziej hojnymi darczyńcami fundacji okazali się być Vince i Linda McMahon z organizacji wrestlingowej WWE, którzy w 2007 wpłacili na jej konto 5 mln dol. po wizycie Trumpa na WrestleManii 23. Po wygraniu wyborów prezydenckich w 2016 Trump mianował Lindę McMahon na stanowisko szefa rządowej agencji Small Business Administration (zrezygnowała ze stanowiska w 2019).
W 2016 dziennikarskie śledztwo przeprowadzone przez „The Washington Post” wykazało kilka potencjalnych naruszeń prawnych i etycznych przy działalności charytatywnej fundacji Trumpa, a także domniemane samodzielne wykorzystywanie darowizn oraz unikanie płacenia podatków. Niedługo później dochodzenie w tej sprawie rozpoczął prokurator generalny stanu Nowy Jork. W toku tego dochodzenia okazało się, że fundacja Trumpa naruszyła prawo stanowe poprzez pozyskiwanie darowizn bez odpowiedniego zezwolenia i w związku z tym prokurator generalny nakazał Donaldowi Trumpowi zaprzestania działalności charytatywnej na terenie stanu. W czasie kampanii wyborczej w 2016 Trump nazwał nowojorskiego prokuratora „partyzanckim wyrobnikiem, który od lat przymyka oko na działalność fundacji Clintonów i popiera Hillary Clinton”.

### Zdrowie
1 października 2020 potwierdzono zakażenie Trumpa oraz jego żony Melanii Trump koronawirusem SARS-CoV-2. W kolejnych dniach prezydent wymagał hospitalizacji, jednak nie było potrzeby dostarczania mu tlenu.

### Zamach z 13 lipca 2024
13 lipca 2024, w trakcie trwania kampanii wyborczej przed wyborami prezydenckimi w Stanach Zjednoczonych, Trump został postrzelony w górną część prawego ucha podczas przemawiania na swoim wiecu na Butler Farm Show Grounds w Butler w stanie Pensylwania. Zamachowiec Thomas Matthew Crooks został zastrzelony przez United States Secret Service.

### Zamach z 15 września 2024
15 września 2024 około 13:31 czasu wschodniego, gdy Donald Trump przebywał w swoim klubie golfowym Trump National Golf Club w West Palm Beach na Florydzie, agent Secret Service zauważył coś, co wyglądało na karabin wystający zza linii drzew. Oddał strzał w tym kierunku, na miejscu znaleziono m.in. załadowany karabinek SKS z lunetą. Mężczyznę uciekającego z miejsca zdarzenia zidentyfikowano jako Ryana Wesleya Routha.

### Poglądy religijne
Przez większą część swojego życia Trump uważał się za prezbiterianina. Pod koniec swojej pierwszej prezydentury (2020) zaczął określać się jako chrześcijanin bezwyznaniowy.

## Nagrody i odznaczenia

### Państwowe
- Prezydencki Order Doskonałości – Gruzja, 2012[796][797]
- Łańcuch Orderu Króla Abd al-Aziza(inne języki) – Arabia Saudyjska, 2017[798]
- Medal za Odwagę – Afganistan, 2018[799][800]
- Order Wolności(inne języki) – Kosowo, 2020[801][802]
- Order Muhammada(inne języki) – Maroko, 2021[803]
- Order Zajida(inne języki) – Zjednoczone Emiraty Arabskie, 2025[804]

### Inne
- Jewish National Fund Tree of Life Award(inne języki) – 1983[805]
- Medal Honoru Wyspy Ellis(inne języki) – 1986[806]
- Gaming Hall of Fame(inne języki) – 1995[807]
- Medal Prezydenta (The President’s Medal) od Freedoms Foundation(inne języki) – 1995[808]
- Muhammad Ali Entrepreneur Award – 2007[809]
- WWE Hall of Fame – 2013[810]
- Tytuł Człowieka Roku tygodnika „Time” – 2016[2], 2024[3]
- Tytuł Człowieka Roku(inne języki) dziennika „Financial Times” – 2016[811], 2024[812]
- Tytuł najbardziej podziwianego mężczyzny(inne języki) (Most Admired Man) od Instytutu Gallupa – 2019 (wspólnie z Barackiem Obamą)[813], 2020[814]

## Upamiętnienie
W 2016 gatunek jeżowca nazwano Tetragramma donaldtrumpi, a w kolejnym roku motyla Neopalpa donaldtrumpi.
W 2018 roku nowo odkryty gatunek płaza z rodzaju Dermophis chciano nazwać Dermophis donaldtrumpi. Prawo do nadania nazwy (25 tysięcy USD) kupiła firma EnviroBuild, działająca na rzecz zrównoważonego rozwoju. Odkryty płaz jest ślepy i większość życia spędza pod ziemią. Pomysłodawcy nazwy twierdzą, że zwierzę to z Donaldem Trumpem łączy podejście do problemu globalnego ocieplenia. Według nich nazwa odzwierciedla strategiczną wizję prezydenta Trumpa, który konsekwentnie nie wykazuje zainteresowania zmianami klimatycznymi.
W czerwcu 2019 izraelski rząd w podziękowaniu dla Trumpa, za przeniesienie ambasady do Jerozolimy oraz uznanie Wzgórz Golan za integralne terytorium Izraela, nazwał imieniem amerykańskiego prezydenta nowo powstałe osiedle – Ramat Trump.